# Aquincum
Koordinaten: 47° 33′ 49,86″ N, 19° 2′ 57,89″ O

Lage der antiken Doppelstadt von Aquincum in der heutigen Topographie Budapests

Aquincum war die römische Vorgängerstadt von Budapest, die sich im Nordwesten des heutigen Stadtgebietes im III. Budapester Bezirk (historisch Óbuda) nahe dem Donauufer befand. Ab dem frühen 1. Jahrhundert n. Chr. gehörte das Gebiet rechts (westlich) der Donau zum Römischen Reich und bildete bis zum Ende der Römerherrschaft ein bedeutendes Zentrum der Region Pannonien. Die Geschichte der Römerstadt Aquincum war durch ihre Lage an der Donau geprägt, die dort die römische Reichsgrenze (Limes) bildete. Am Ort befand sich über zwei Jahrhunderte hinweg der Statthaltersitz der Provinz Niederpannonien (Pannonia inferior) und noch einmal länger das Hauptlager einer Legion. Wirtschaftlich lag die Bedeutung Aquincums vor allem in den dort zusammenlaufenden Römerstraßen, die es zu einem wichtigen Verkehrsknotenpunkt und Warenumschlagplatz machten.
Der Ort bestand ab dem späten 1. Jahrhundert n. Chr. aus einem Legionslager sowie zwei voneinander getrennten Stadtkernen, von denen sich einer rund um das Legionslager erstreckte, der andere mit einigem Abstand etwas weiter nördlich lag. Sowohl das Lager als auch die beiden Zivilistensiedlungen wurden als Aquincum bezeichnet. Der südliche Stadtkern war eine Lagervorstadt, wie sie häufig in der Umgebung römischer Militärlager entstand (sogenannte canabae). Die nördliche Stadtanlage war dagegen rechtlich vom Militär unabhängig und erhielt im frühen 2. Jahrhundert n. Chr. das römische Stadtrecht (zunächst als Municipium, später als Colonia). Dem Legionslager und den canabae vorgelagert auf einer Donauinsel befand sich außerdem der Palast des niederpannonischen Statthalters.

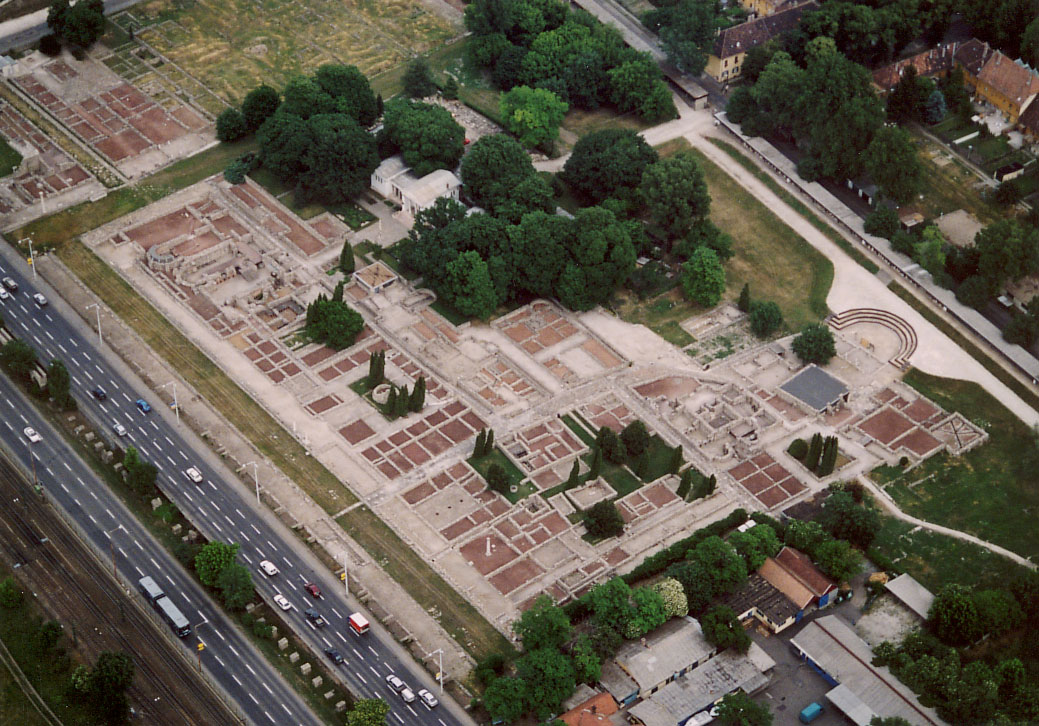
Konservierte Ruinen der Zivilstadt von Aquincum im Aquincum Museum

Das linke (östliche) Donauufer stand nie unter direkter römischer Herrschaft. Dort befanden sich in der Antike lediglich kleinere Vorposten des römischen Heeres, darunter die bedeutendsten Transaquincum und Contra Aquincum. Westlich der Donau erstreckte sich rund um die Doppelstadt Aquincum eine dichte Siedlungslandschaft aus verschiedenen kleineren römischen Lagern, Gutshöfen und dörflichen Ansiedlungen. Die antike Geschichte dieses gesamten Areals ist relativ gut erforscht und wird vor Ort im Aquincum Museum präsentiert, das auch einen archäologischen Park umfasst.

## Vorgeschichte und Lage

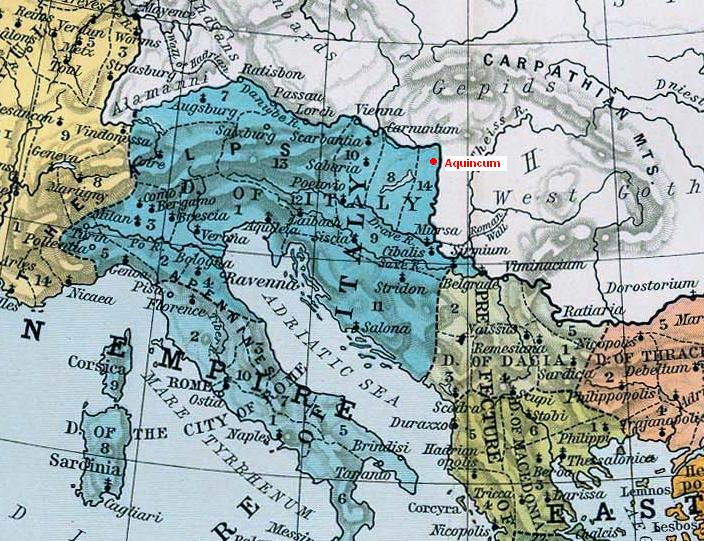
Lage Aquincums am Donaulimes; die Karte gibt die Ausdehnung und Provinzgliederung des Römischen Reiches in der Spätantike wieder

Das römische Aquincum entstand in einer naturräumlich günstigen Position an der Donau im Nordwesten des heutigen Budapest (Stadtteil Óbuda). Es ist die erste Stelle nach dem Südknick des Flusses beim Donauknie, an der sich der Strom gut überqueren lässt, da das Ufer nicht mehr durch unwegsames Hügelland geprägt ist und der Fluss dort in vormoderner Zeit eine gut passierbare Furt aufwies. Aus diesem Grund liefen hier seit prähistorischer Zeit verschiedene Verkehrswege zusammen. Hinzu kommt, dass die windgeschützte Lage Aquincums im Schatten der Budaer Berge für gute klimatische Bedingungen sorgt und zahlreiche natürliche Ressourcen (Quellen, Tonvorkommen, Baumaterialien) ausreichend vorhanden sind. Diese Faktoren ermöglichten schon früh eine intensive Siedlungstätigkeit und Landwirtschaft im Bereich des heutigen Budapest.

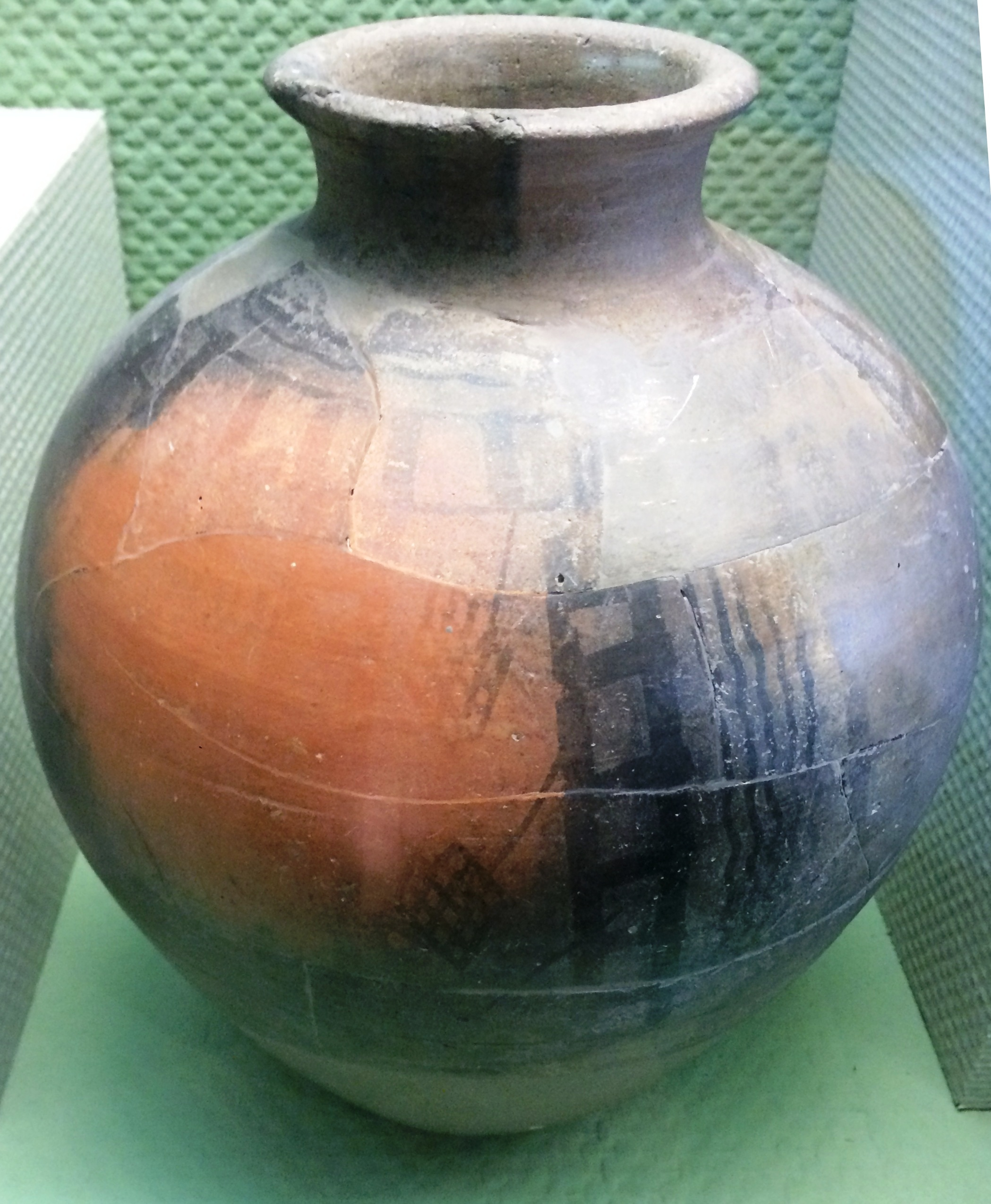
Typisch keltische bemalte Keramik, hier eine Flasche (Höhe 29 cm) aus der keltischen Stadtanlage auf dem Gellértberg

Die ältesten Spuren menschlicher Anwesenheit in der näheren Umgebung datieren in die mittlere Altsteinzeit. Die ersten dauerhaften Siedlungen vor Ort entstanden schon bald nach der Sesshaftwerdung des Menschen, nämlich in der frühen und mittleren Jungsteinzeit während der Linearbandkeramischen Kultur (etwa 5500–5000/4900 v. Chr.). Die folgenden Phasen der Jungsteinzeit, der Kupfersteinzeit, der Bronzezeit und der Eisenzeit sind im Bereich von Budapest ebenfalls durch verschiedene prähistorische Siedlungen vertreten. In der späten Eisenzeit errichteten die Kelten eine befestigte, stadtähnliche Siedlung (Oppidum) auf dem Gellértberg, der sich als östlichster Ausläufer der Budaer Berge im Zentrum der heutigen Stadt über der Donau erhebt. Diese Siedlung entstand in der ersten Hälfte des 1. Jahrhunderts v. Chr. und bildete einen Zentralort der keltischen Stammesgruppe der Eravisker. Neben verschiedenen weiteren Handwerkstätigkeiten lassen sich auf dem Gellértberg auch die Herstellung hochwertiger Keramik und die Prägung eigener eraviskischer Münzen nach römischem Vorbild nachweisen.
In der Antike stieg die Bedeutung des Ortes unter anderem auch durch die Herausbildung einer hochentwickelten Marktwirtschaft im römischen Reichsgebiet und den Ausbau der Verkehrswege zu befestigten Römerstraßen (etwa der Donausüdstraße). Vor allem aber wurde die günstige Lage von Aquincum noch einmal dadurch verstärkt, dass die Donau während der gesamten römischen Herrschaft die Reichsgrenze bildete (sogenannter Donaulimes). Der Raum des modernen Budapest wurde dadurch neben seiner wirtschaftlichen und siedlungsgeographischen Bedeutung auch ein wichtiges militärisches und politisches Zentrum. Aquincum war daher über lange Zeit seiner Geschichte Sitz eines römischen Statthalters und Standort einer Legion.

## Geschichte

### Siedlungsdynamik im 1. Jahrhundert

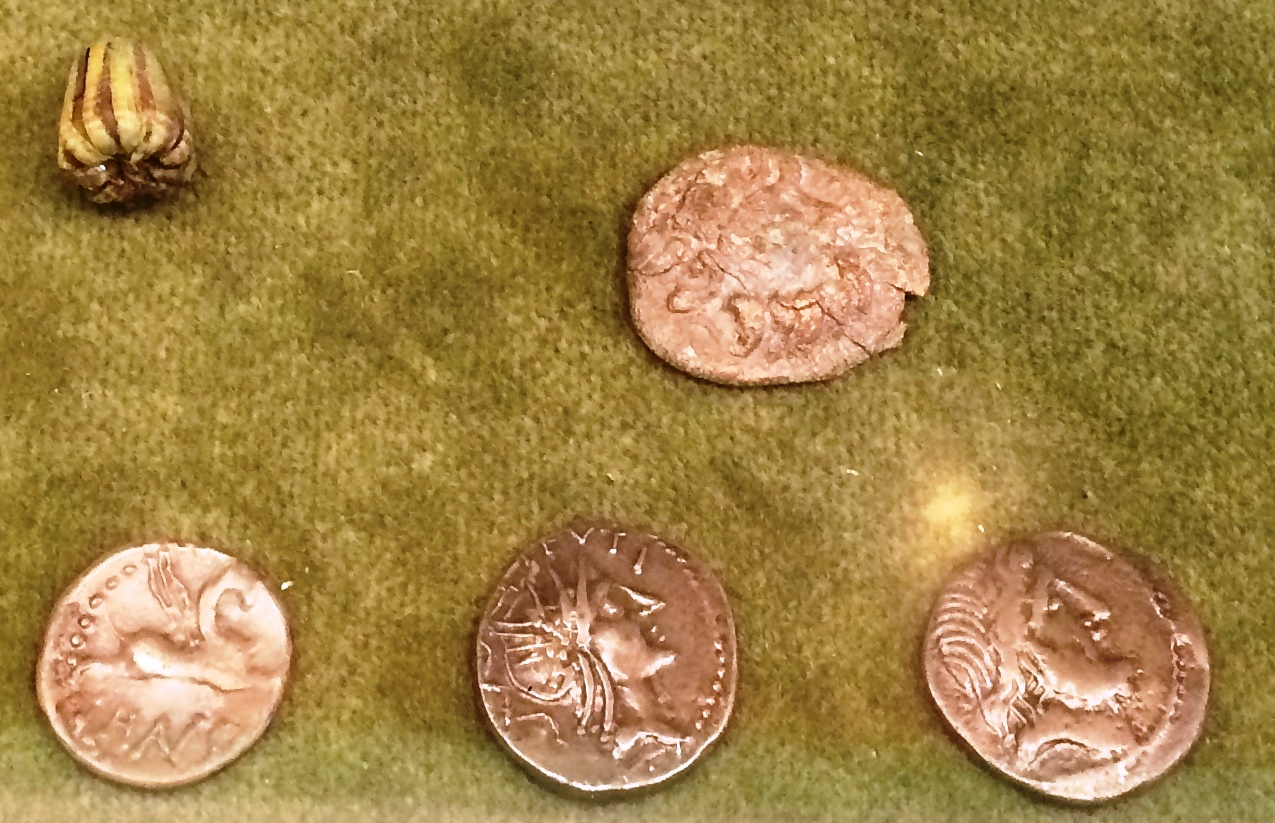
Beispiel für frühe römische Einflüsse: Münzen der eraviskischen Prägestätte auf dem Gellértberg, deren Gestaltung die römische Währung dieser Zeit nachahmt

Die römische Eroberung der Region Pannonien, die in der früheren Forschung oft pauschal auf 12/11 v. Chr. datiert wurde, war in Wirklichkeit ein allmählicher, schrittweiser Prozess, in dem das Römische Reich über Jahrzehnte hinweg immer weitere Gebiete des Donauraumes zunächst unter indirekte, dann auch unter direkte Herrschaft brachte. Auch auf kulturellem und gesellschaftlichem Gebiet gab es daher keinen plötzlichen Umbruch, zumal die vor Ort siedelnden eraviskischen Kelten bereits lange zuvor entsprechende Einflüsse aus Italien erfahren hatten. Im Verlauf der ersten Hälfte des 1. Jahrhunderts n. Chr. wurde die römische Kontrolle dann jedoch endgültig zu einer direkten Herrschaft ausgebaut. Als Ergebnis wurde – möglicherweise in den 40er Jahren – die keltische Stadt auf dem Gellértberg unter römischem Druck aufgegeben und die einheimische Bevölkerung siedelte in nahegelegene Ortschaften in der Ebene über. Vermutlich richteten die Römer auf dem Berg anschließend einen Wachtposten ein; ansonsten blieb er aber in den folgenden Jahrhunderten unbesiedelt. In der Donauebene entstanden dagegen nicht nur neue keltische Dörfer, sondern auch Siedlungen römischer Zuwanderer (sogenannte Vici), in denen sich Veteranen, Handwerker und Händler niederließen. Ein solcher Vicus auf dem Areal der späteren Zivilstadt von Aquincum ist durch Ausgrabungen etwas genauer bekannt und bestand hauptsächlich aus einfachen Grubenhäusern.

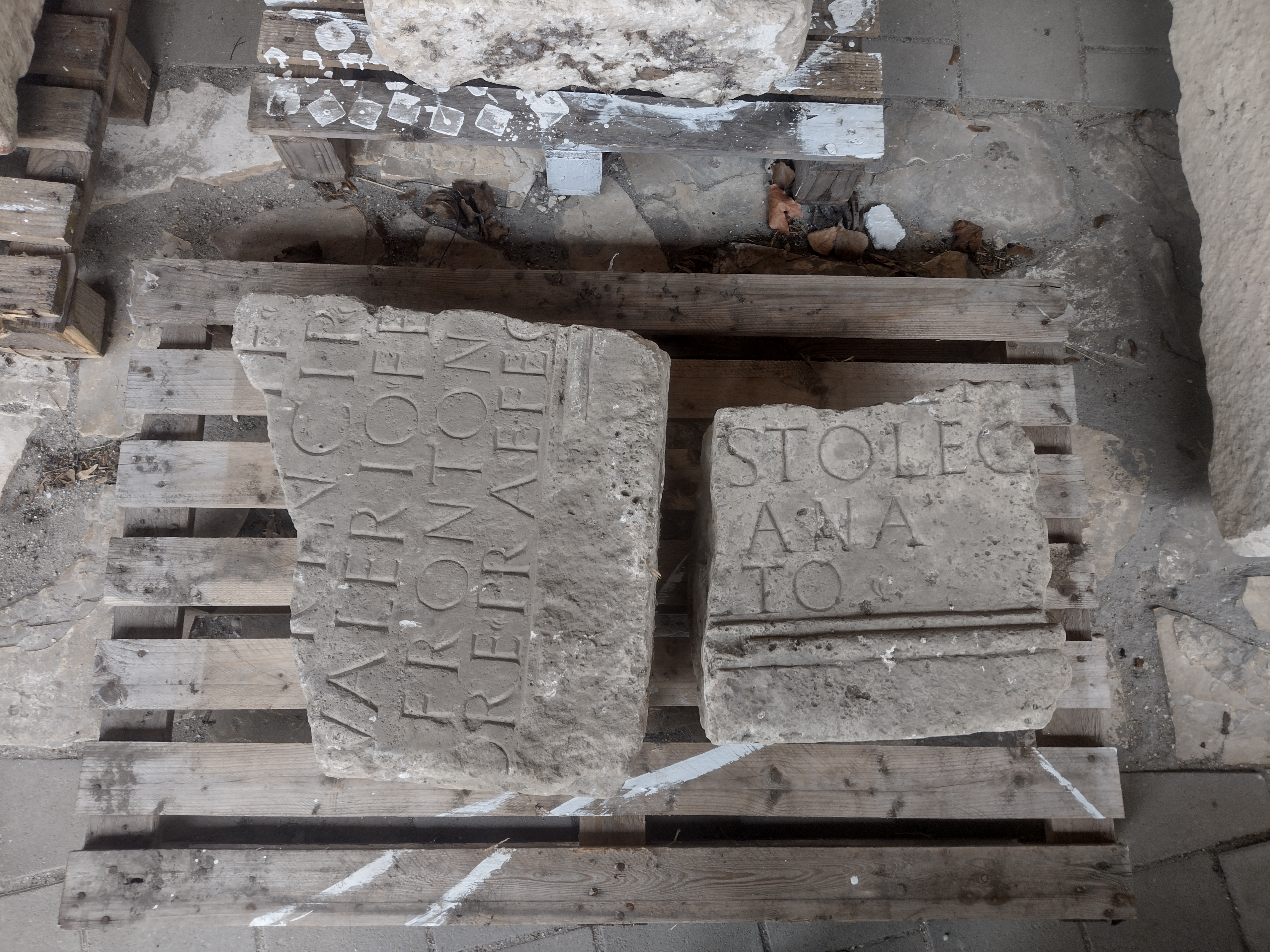
Zwei der drei erhaltenen Fragmente der sorgfältig ausgeführten Bauinschrift des Reiterlagers von 73

Zwischen den Dörfern und Höfen entlang des Donauufers wurden um die Mitte des 1. Jahrhunderts einige kurzlebige römische Militärstützpunkte eingerichtet, aber auch permanente Hilfstruppenlager als Teil des entstehenden Donaulimes. In dem heutigen Budapester Stadtviertel Víziváros, etwas südlich des späteren Aquincum und direkt nördlich des neuzeitlichen Burgviertels, wurde ein Lager für eine etwa 500 Mann starke Reitereinheit (Ala) angelegt. Die dort stationierten Truppen lassen sich durch die Grabinschriften der dazugehörigen Nekropole bestimmen: Zunächst lag die Ala I Hispanorum in dem Lager, nach ihrer Abberufung nach Moesia 69 n. Chr. die Ala I Hispanorum Auriana. Bis wann dieses Lager bestand, ist unklar. Im Jahr 73 n. Chr. wurde ein zweites Reiterlager etwas weiter nördlich, im heutigen Óbuda, angelegt, das laut der teilweise erhaltenen Bauinschrift von der Ala I Tungrorum Frontoniana erbaut und bemannt wurde. Es blieb wohl bis ins späte 2. Jahrhundert in Nutzung. Direkt daneben entstand schließlich im späten 1. Jahrhundert – möglicherweise 89 n. Chr. – ein großes Legionslager, in das die gesamte Legio II Adiutrix mit ihrer Sollstärke von 6000 Mann verlegt wurde. Diese Anlage wurde im frühen 2. Jahrhundert (leicht nach Westen verschoben) erneuert und blieb für die restliche Zeit der römischen Herrschaft ein wichtiger Militärstützpunkt der römischen Außengrenze. Mitte der 90er Jahre diente dort der spätere Kaiser Hadrian als Militärtribun der Legio II.

### Entwicklung als Doppelstadt im 2. und 3. Jahrhundert

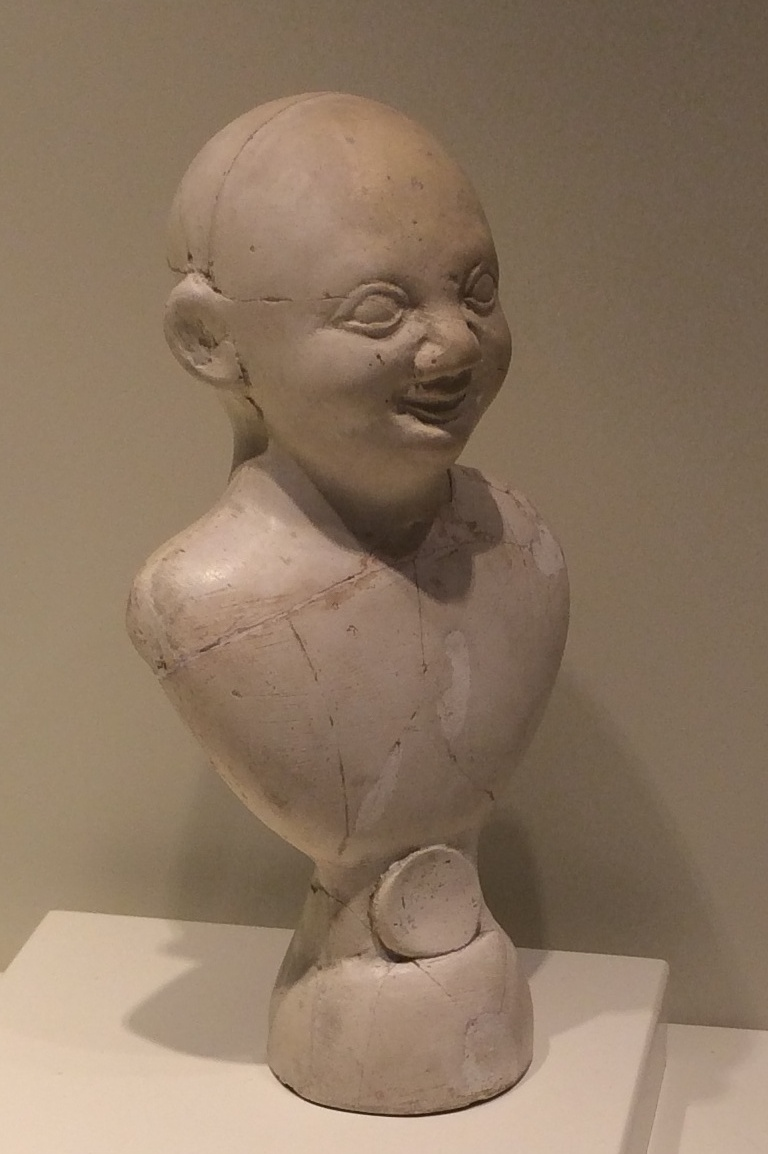
Büste eines lachenden Jungen aus Aquincum, produziert vermutlich in Köln

Die Anlage des Legionslagers von Aquincum bildete den Auftakt zu einer starken Entwicklung des Siedlungsgeschehens. Die heterogen zusammengesetzte Bevölkerung – einheimische Kelten, römische Veteranen mit ihren Familien, Händler, Handwerker und Dienstleister für das Heer – wuchs durch die Neustationierung mehrerer tausend gut entlohnter Soldaten stark an. Verstärkt wurde diese Entwicklung, als Kaiser Trajan die römische Provinz Pannonia zu Beginn des 2. Jahrhunderts – wohl um 105 n. Chr. – teilte und Aquincum zur Hauptstadt der östlichen Hälfte ernannte. Als Statthalter der neuen Provinz Pannonia inferior (Niederpannonien) kehrte der nachmalige Kaiser Hadrian nach Aquincum zurück.

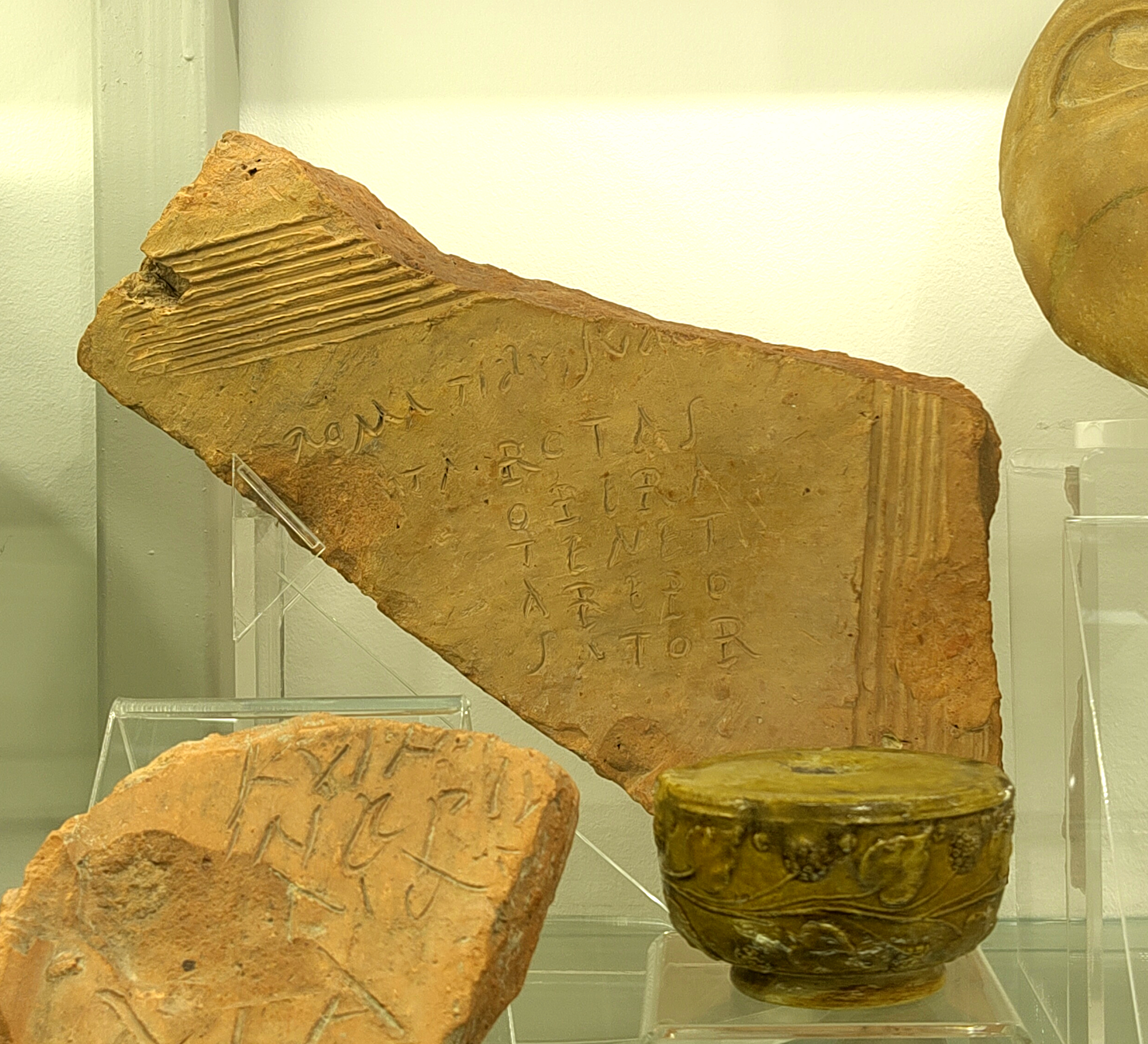
Ziegelbruchstück aus den frühen Bauphasen des Statthalterpalastes, eingeritzt zwei Palindrome: Zunächst der Satz „Roma tibi subito motibus ibit amor“ („Rom, zu dir wird durch Bewegungen plötzlich die Liebe kommen“), darunter eine Variante des Sator-Quadrates

Um das Legionslager herum bildete sich in diesen Jahren eine große Zivilistenstadt, die sogenannten canabae (sinngemäß: „Lagerdorf“). Gleichzeitig scheint etwas nördlich davon eine weitere Zivilsiedlung schon größere Bedeutung gehabt zu haben, denn sie blieb auch nach Anlage des Legionslagers und Entstehung der canabae weiter bestehen und bildete fortan einen zweiten Stadtkern. Diese Entwicklung zur Doppelstadt gab es bei vielen Legionslagern an der Nordgrenze des Römischen Reiches. In administrativer Hinsicht hatten die beiden Schwestersiedlungen in Aquincum allerdings einen unterschiedlichen Status: Das Territorium, auf dem die canabae um das Legionslager entstanden, befand sich, obwohl größer und bevölkerungsreicher, rechtlich unter Kontrolle des Militärs. Der weiter im Norden entstandene kleinere zweite Stadtkern („Zivilstadt“) hatte diese Beschränkung nicht und konnte damit zum politischen Zentrum der lokalen Gebietskörperschaft (civitas) werden, die nach den ursprünglichen keltischen Bewohnern der Region als civitas Eraviscorum bezeichnet wurde. In den 120er Jahren verlieh Hadrian, mittlerweile zum Kaiser aufgestiegen, der Zivilstadt von Aquincum den römischen Stadtrechtstitel eines Municipiums und den Namen Municipium Aelium Aquincum (nach Aelius, Hadrians Gentilnamen). Jahrzehnte später, im Jahr 194 n. Chr., erhöhte Kaiser Septimius Severus den Rang des Ortes noch einmal zu dem einer Colonia, die nun den Namen Colonia Aelia Septimia Aquincum trug. Beide „Beförderungen“ der Stadt bedeuteten handfeste wirtschaftliche und juristische Vorteile für die Bewohner. Die Rangerhöhung zur Colonia könnte sich allerdings auch auf die canabae erstreckt haben, da die rechtlichen Unterschiede zwischen den beiden Stadtkernen im späten 2. Jahrhundert vielleicht keine praktische Rolle mehr spielten.
Das 2. und frühe 3. Jahrhundert war für Aquincum im Allgemeinen eine Zeit des Wachstums und guter wirtschaftlicher Verhältnisse. Im archäologischen Fundgut dieser Zeit sind in unterschiedlichen Objektgattungen zahlreiche hochwertige Importe, aber auch anspruchsvolle Werke lokaler Künstler und Handwerker nachgewiesen. Zu den wichtigsten Produkten Aquincums zählt die vor Ort hergestellte Keramik, die auch eine lokale Terra-Sigillata-Produktion umfasste. Als Wirtschaftszentrum war Aquincum über Niederpannonien hinaus wichtig und scheint als Warenumschlagsplatz auch für die nicht römisch besetzte Ungarische Tiefebene und sogar die östlich daran anschließenden nördlichen Teile des römischen Dakiens gedient zu haben. Die politische, militärische und wirtschaftliche Bedeutung der Stadt führte zu einer sehr multikulturellen Zusammensetzung der Bewohnerschaft. Neben einheimisch-keltischen und italisch-römischen Einflüssen sind auch stärkere Einflüsse aus vielen anderen der europäischen, asiatischen und afrikanischen Provinzen des Römischen Reiches nachweisbar. Die prominente Lage Aquincums direkt an der Grenze führte zwar zur Involvierung in verschiedene Kriege mit Stämmen jenseits der Donau, bedeutete aber gleichzeitig die häufige Anwesenheit wichtiger Feldherren und römischer Herrscher. Deren Besuche gingen meist mit großen Investitionen in die lokale Infrastruktur einher, sowohl seitens der Stadtbevölkerung als auch seitens des Kaisers selbst. Für die Doppelstadt Aquincum wird zur Blütezeit um die Wende vom 2. zum 3. Jahrhundert eine Einwohnerzahl von 40.000 bis 60.000 Personen angenommen. Trotz dieser für vormoderne Verhältnisse beträchtlichen Bevölkerungszahl waren die hygienischen Zustände so gut, dass die Lebenserwartung in römischer Zeit um 15 Jahre auf etwa 42–43 Jahre anstieg – einen Wert, den sie anschließend erst wieder im 20. Jahrhundert erreichte. Dazu trugen neben anderen Faktoren auch die zuverlässige Versorgung mit fließendem Frischwasser und die gut ausgebaute Kanalisation bei.

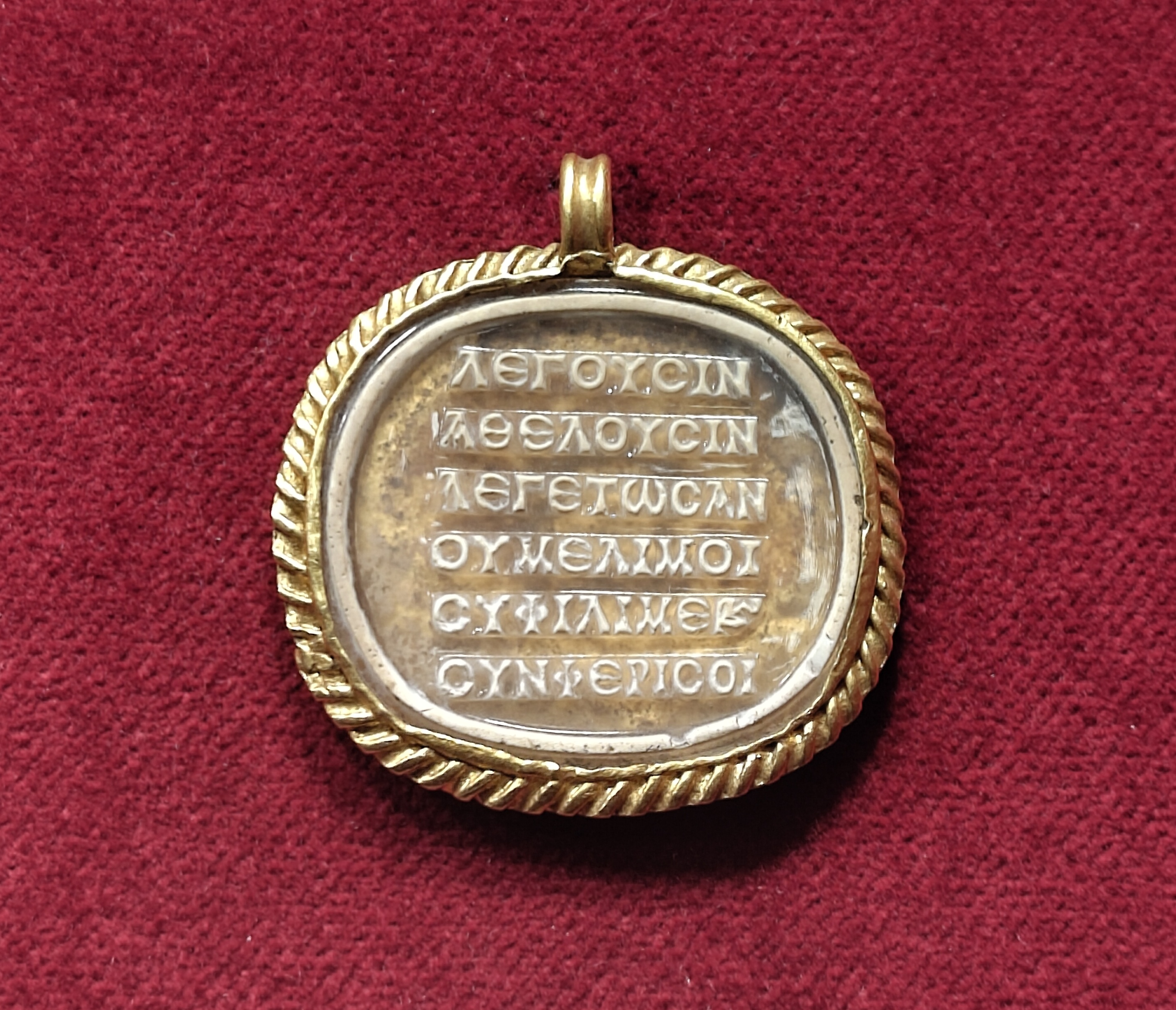
Anhänger aus Gold und Glaspaste, dessen Inschrift ein Gedicht in anakreontischer Tradition wiedergibt und gleichzeitig eines der frühesten Beispiele für akzentuierende Metrik im Griechischen ist: „Sie sagen, was sie wollen. Lass sie es sagen, es kümmert mich nicht. Komm, liebe mich, es wird Dir guttun!“

Einblicke in das kulturelle und intellektuelle Leben der Stadt erlauben nur wenige Quellen – hauptsächlich Inschriften, die beispielsweise das Vorhandensein von professionellen Musikern, Rhetoriklehrern, Theaterleuten und Rechtsanwälten bezeugen. Einige Texte auf Grabsteinen oder anderen Gegenständen spiegeln auch verschiedene philosophische und literarische Strömungen der römischen Zeit wider, indem sie beispielsweise auf Vorstellungen des Epikureismus oder die Dichtung der Anakreonteia Bezug nehmen. Religiös war Aquincum von einer großen Vielfalt geprägt, da die römische Verwaltung fremde Götter als gleichrangig ansah (Interpretatio Romana) und daher eine große Toleranz an den Tag legte. Im archäologischen Fundgut dominieren dennoch die römischen Staatsgötter Jupiter und Juno sowie der Kaiserkult. Jupiter wurde dabei teilweise mit Teutanus, dem keltischen Stammesgott der Eravisker, gleichgesetzt. Eine ähnlich große Rolle spielten aber auch der Wald- und Fruchtbarkeitsgott Silvanus sowie zunehmend auch verschiedene mono- und henotheistische Kulte, etwa der Mysterienkult des Mithraismus oder später vor allem das Christentum. Unter den Tempelanlagen Aquincums sind besonders die relativ kleinen Kultanlagen des Mithraskultes bedeutend; bisher wurden in Aquincum sechs solcher Mithräen entdeckt.

### Umstrukturierung in der Spätantike

Positionskarte des Legionslagers und der canabae des 2. und 3. Jahrhunderts (rot hinterlegt), darin rot schraffiert die in der Spätantike noch besiedelten Areale (der Ostteil des Lagers und die östlich anschließende neue Festung)

Durch seine grenznahe Lage war Aquincum von der verschlechterten militärischen Situation während der sogenannten Reichskrise des 3. Jahrhunderts stark betroffen. Anders als viele Kastelle der Umgebung wurde Aquincum zwar in den Jahren um 260 n. Chr. anscheinend nicht bei feindlichen Angriffen zerstört, dennoch machte die Sicherheitslage mehrere Neu- und Ausbauten am Lager nötig. Hinzu kam ein Anstieg des Donaupegels, dessentwegen der Statthalterpalast auf der Flussinsel in dieser Zeit aufgegeben werden musste. Neben diesen und weiteren baulichen Schäden ging auch die politische Bedeutung der Stadt zurück, als Kaiser Diokletian um 300 die römischen Provinzen verkleinerte. Aquincum gehörte nun zu der neuen Provinz Valeria und verlor vermutlich (entweder direkt bei dieser Provinzreform oder wenig später) den Statthaltersitz an Sopianae, das heutige Pécs. Dieser Bedeutungsverlust wurde nur bedingt dadurch ausgeglichen, dass der Militärbefehlshaber der neuen Provinz Valeria (der dux Valeriae ripensis) in Aquincum residierte und eine staatliche Schildfabrik dort errichtet wurde.

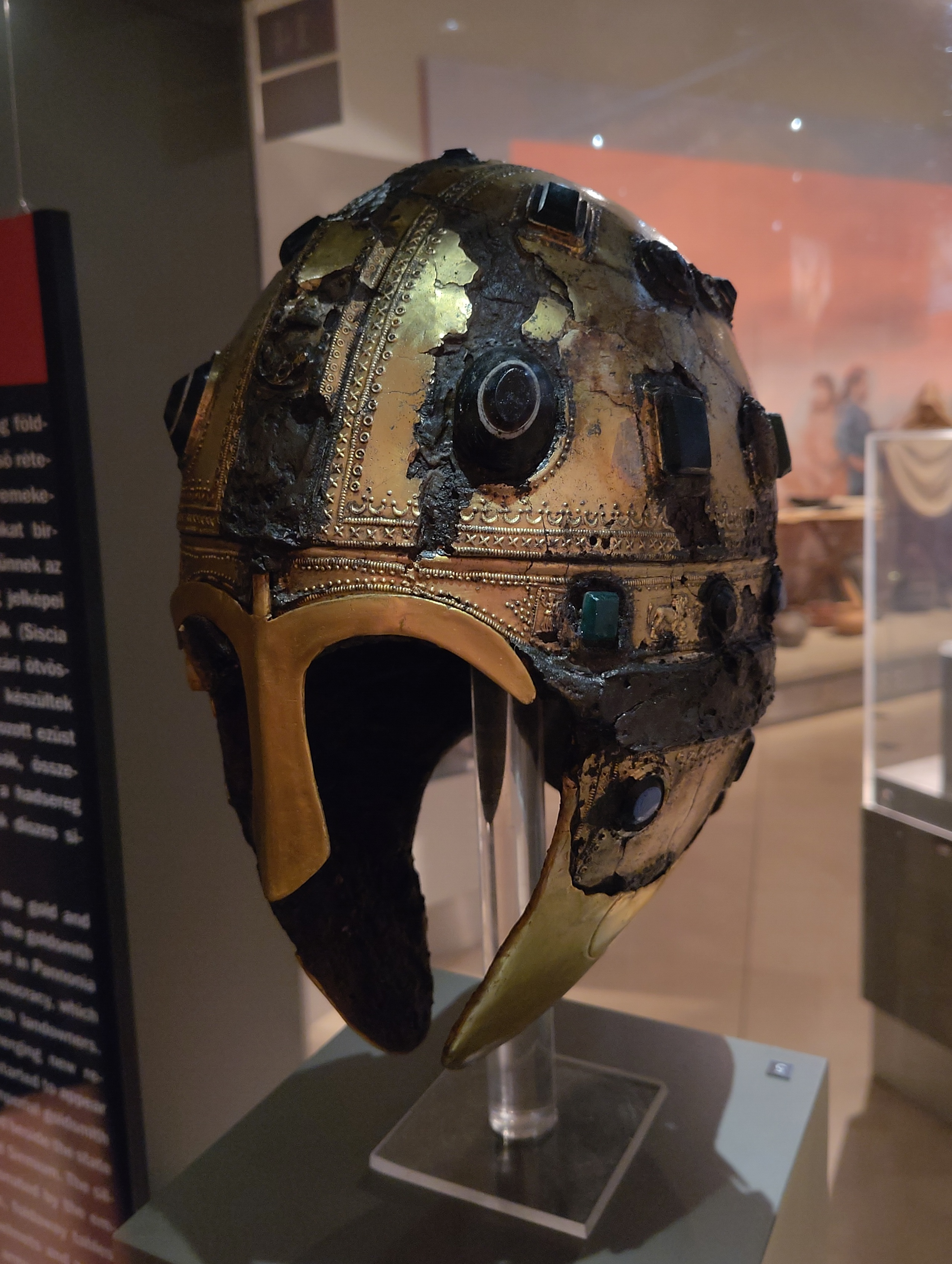
Spätantiker Prunkhelm eines Offiziers mit Goldüberzug und gläsernen Edelstein-Imitaten, gefunden im östlich der Donau gelegenen Vorposten Contra Aquincum

Der politische Bedeutungsverlust, die zunehmend unsichere militärische Lage und die wirtschaftliche Krise führten im späten 3. und im frühen 4. Jahrhundert zu einem Wandel in der Siedlungsstruktur Aquincums. Die Zivilstadt wurde vermutlich so gut wie vollständig aufgegeben. Die Bevölkerung konzentrierte sich nun in der Militärstadt, die sich aber ihrerseits stark wandelte: Das Areal zwischen dem bisherigen Legionslager und der Donau wurde im frühen 4. Jahrhundert – vermutlich während der Regierungszeit Konstantins des Großen – mit einer massiven Wehrmauer umgeben. Diese neue Festung wurde militärisch, aber auch zivil genutzt und bildete in der Spätantike das Zentrum Aquincums. Das westlich anschließende Gebiet des vormaligen Lagers verlor dagegen seine Kasernenfunktion und beherbergte in der Spätantike unter anderem die Residenz des Oberkommandierenden. Da sowohl das alte Lager als auch die neue Festung nun als Siedlungsraum für die Bevölkerung dienten, verloren die unbefestigten Areale der alten canabae an Bedeutung und wurden schließlich als Friedhöfe und für Kirchenbauten genutzt. Das Amphitheater der canabae wurde im frühen 5. Jahrhundert zur Festung ausgebaut und in die Grenzsicherung einbezogen.
Diese Siedlungsstruktur war zwar im Vergleich zu der vormaligen Doppelstadt Aquincum deutlich verkleinert, hielt sich aber in dieser Form relativ stabil bis weit ins Mittelalter, obwohl sich die römische Verwaltung in der ersten Hälfte des 5. Jahrhunderts von der Donau zurückzog und sicher auch ein gewisser Teil der Bevölkerung abwanderte. Noch als Pannonien in den Jahrhunderten der Völkerwanderung unter der Herrschaft der Langobarden (6. Jahrhundert) und dann der Awaren (6.–8. Jahrhundert) stand, blieb Aquincum ein romanisch geprägtes städtisches Zentrum. Das Lebensniveau scheint zwar relativ schlicht gewesen zu sein und man scheint sich hauptsächlich auf die Erhaltung des verbliebenen Baubestandes beschränkt zu haben, aber die Stadtgemeinde bestand – nun unter der Leitung eines christlichen Bischofs – fort. Die verschiedenen Völker, unter deren Herrschaft Pannonien in dieser Zeit gelangte, errichteten währenddessen verschiedentlich kurzlebige Siedlungen im Umfeld von Aquincum, wobei sie die Areale der früheren römischen Stadt anscheinend eher mieden. Als die Ungarn sich in Pannonien ansiedelten, wählte ihr Sakralkönig (Kende) Kursan jedoch das Amphitheater der canabae, ganz am Südrand des antiken Aquincum gelegen, als seine Residenz. Der mittelalterliche Verfasser der Gesta Hungarorum bezeichnete das Bauwerk daher bei seiner Schilderung dieser Epoche als „Kursans Burg“ (lateinisch castrum Curzan). Auch die Stadtanlage erscheint bei ihm nicht mehr unter ihrem antiken Namen Aquincum, sondern als „die Stadt König Attilas“ (der Hunnenkönig galt damals als Stammvater des ungarischen Fürstenhauses). Zwischen diesen beiden Orten, also dem alten Amphitheater im Süden und der spätrömischen Festung im Norden, bildete sich in den Jahrhunderten nach der ungarischen Landnahme die mittelalterliche Stadt Buda heraus, die zu einem wichtigen Zentrum des ungarischen Königreichs wurde. Erst beim Einfall der Mongolen im 13. Jahrhundert wurde die gesamte Siedlung an einen sichereren Ort, das heutige Burgviertel, verlegt. Dieses übernahm auch den Namen Buda (deutsche Form: Ofen), den es bis heute trägt, während das Areal des antiken Aquincum fortan als Óbuda (deutsch Alt-Ofen) bezeichnet wurde.

## Legionslager

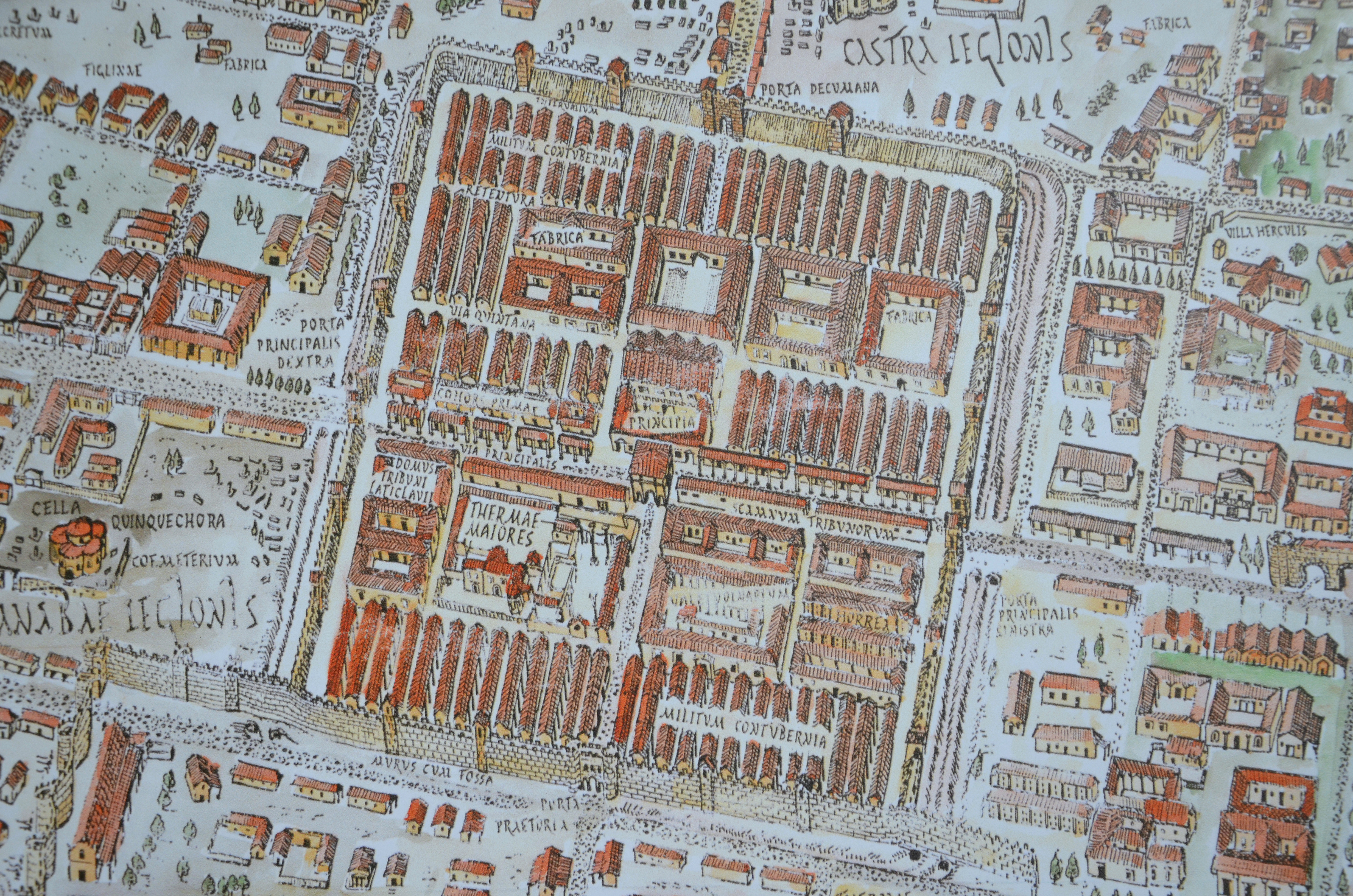
Rekonstruktion des Legionslagers (Blick von Osten)

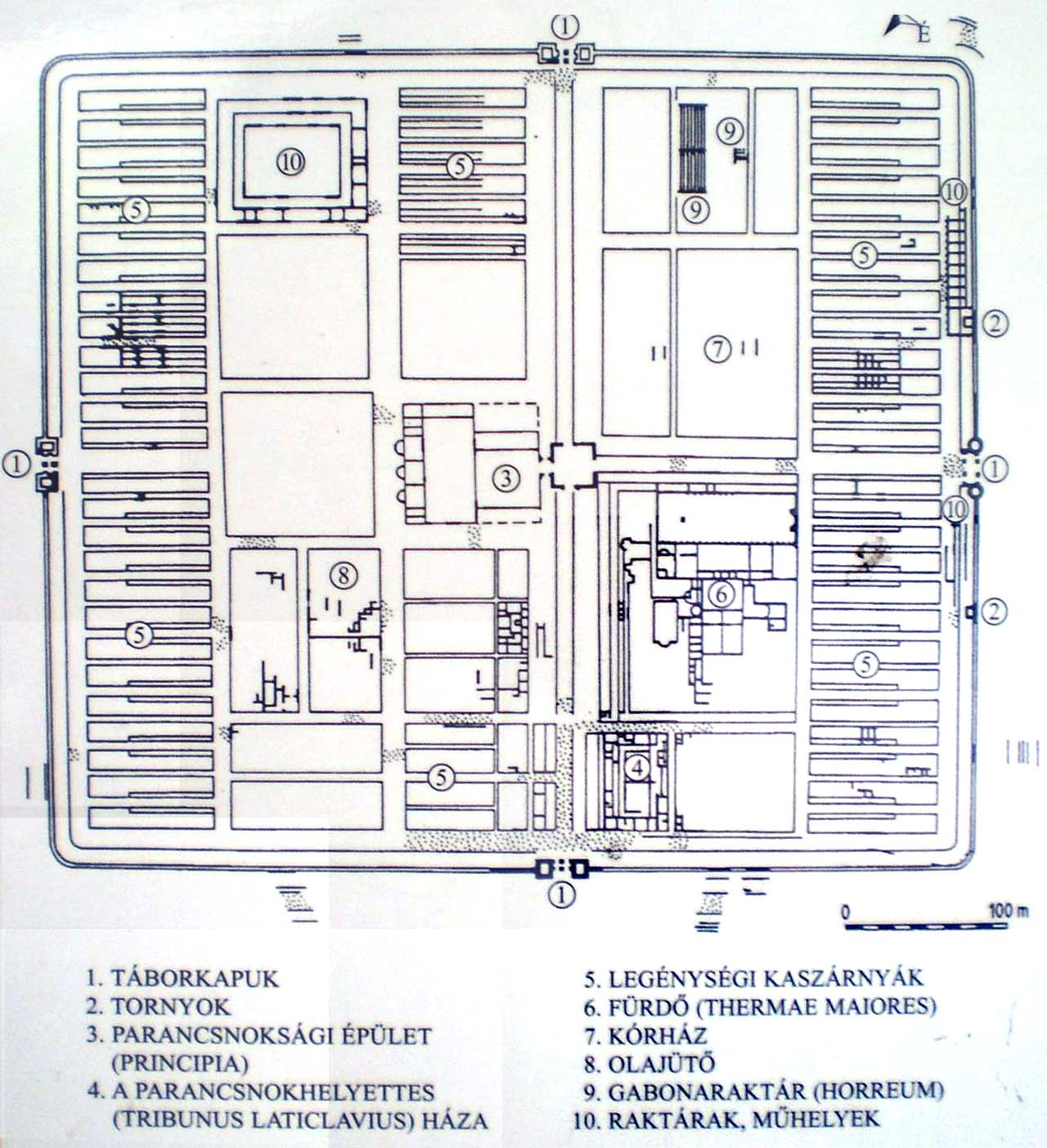
Annähernd genordeter Plan des Lagers: 1. Tore, 2. Umwehrung, 3. Stabsgebäude (Principia), 4. Haus des obersten Tribunen, 5. Mannschaftsbaracken, 6. Lagerthermen, 7. Lazarett (Valetudinarium), 8. Werkstätten, 9. Lager (Horrea), 10. Werkstätten

Das Legionslager entstand, als mit der Legio II Adiutrix vermutlich im Jahr 89 n. Chr. eine römische Legion auf das Gebiet des heutigen Budapest versetzt wurde. Es wurde zwischen zwei kleineren Militärlagern im Bereich des heutigen Óbuda angelegt. Aus dieser frühen Phase sind nur wenige bauliche Details bekannt. Die erhaltenen Spuren deuten darauf hin, dass die Kaserne mehrmals in leicht abweichender Lage neu errichtet wurde. In den ersten Bauphasen waren sowohl die Befestigungen des Lagers als auch die Innenbauten in Holz-Erde-Technik angelegt. Nach einigen Jahrzehnten, während der Regierungszeit des Kaisers Hadrian (117–138), entstand stattdessen, etwas vom Donauufer zurückversetzt, ein neues, in Stein ausgebautes Legionslager, das in seiner Grundform für fast zwei Jahrhunderte unverändert bestehen blieb. Zur Wasserversorgung des Legionslagers entstand ein großes Aquädukt, das von einigen Quellen nördlich Aquincums durch die spätere Zivilstadt und die canabae bis zum Legionslager führte. Die Legio II Adiutrix war um 105 n. Chr. aus Aquincum abgezogen worden, um an der Eroberung Dakiens unter Kaiser Trajan (regierte 98–117) mitzuwirken; an ihrer Stelle hatte die Legio X Gemina das Lager in Budapest übernommen. Nach der erfolgreichen Eroberung Dakiens und der Teilnahme am Krieg gegen das Partherreich kehrte die Legio II Adiutrix 118 nach Aquincum zurück und übernahm das dortige Legionslager wieder. Sie blieb dessen Stammbesatzung bis in die Spätantike, als sich das römische Legions-System auflöste.

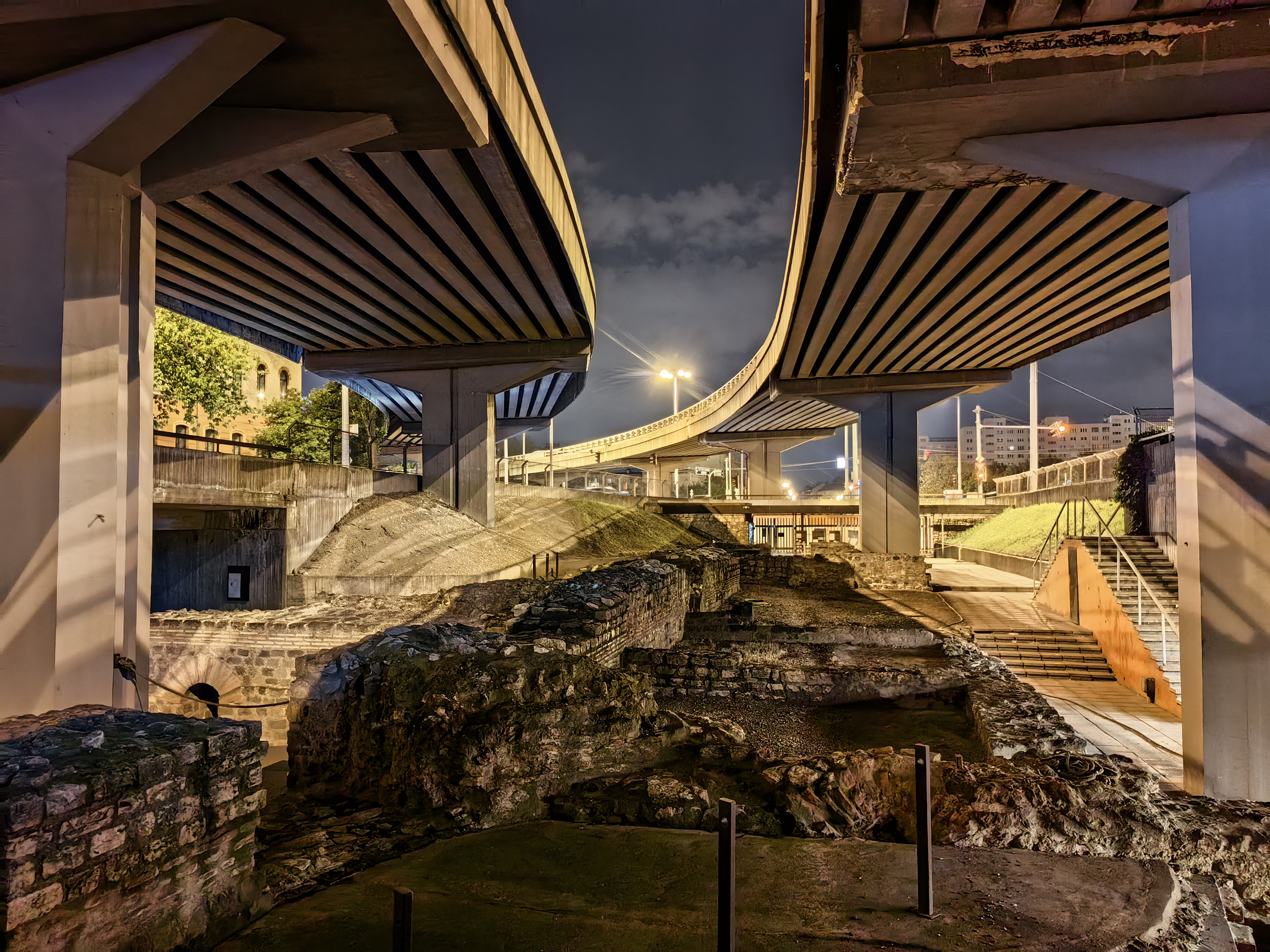
Konservierte Grundmauern der Lagerthermen (thermae maiores)

Das Steinlager nahm eine rechteckige Fläche von 476 × 570 Metern ein, wobei die Ecken abgerundet waren („Spielkartenform“). Umgeben war es von einer 1,4 Meter dicken Steinmauer, die in regelmäßigen Abständen mit quadratischen Türmen versehen war. Auf jeder Seite befand sich ein Tor, das durch zwei größere quadratische Türme gesichert war. Auf der Außenseite der Steinmauer verliefen Gräben (im Westen nur ein Graben, auf den anderen drei Seiten drei parallele Gräben). Die Innenbebauung des Legionslagers entsprach dem typischen Aufbau römischer Legionslager dieser Zeit: In der Mitte lag das Stabsgebäude (die sogenannten Principia), in dem unter anderem das Lagerheiligtum, die Truppenkasse und die Verwaltungsbüros untergebracht waren. Zu den Seiten der Principia erstreckten sich die Villa des Legionskommandanten (Praetorium), das Lazarett (Valetudinarium) und die Badeanlage (Thermen). Den Rest des Lagerareals umfassten die Wohngebäude der Soldaten und Offiziere sowie die Lagerhallen (Horrea) und Werkstattbereiche (Fabricae). Schon sehr früh war das Lager mit fließendem Wasser und einer Kanalisation ausgestattet. Im Laufe des 2. und 3. Jahrhunderts wurden die Gebäude immer weiter ausgebaut, bis ihre Ausstattung teilweise sogar ein luxuriöses Niveau erreichte. Bis ins späte 3. Jahrhundert sind Renovierungen und Ausbauten nachweisbar, darunter die Errichtung einer prachtvollen Toranlage am Eingang zum Stabsgebäude, der Umbau des Lagerbades und der Neubau eines massiven Lagertores auf der dem Feind zugewandten Ostseite.
In der Spätantike, nach Errichtung der neuen Festung, entstanden in der Osthälfte des Legionslagers verschiedene nichtmilitärische Gebäude, darunter auch eine Kirche (auf deren Grundmauern später eine mittelalterliche Franziskanerkirche stand). Die Westhälfte wurde nicht weiter genutzt; in ihr wurde aber eine neue unterirdische Wasserleitung zur Unterstützung des alten Aquäduktes angelegt, die bis ins Mittelalter in Betrieb blieb. Das große Badegebäude im südöstlichen Viertel des vormaligen Lagers wurde in der Spätantike aufwendig umgebaut und diente danach vermutlich als Residenz des Oberkommandierenden (dux Valeriae ripensis), da der alte Statthalterpalast ja aufgegeben worden war.
Die spätantike Festung, die im frühen 4. Jahrhundert östlich an das Legionslager angebaut wurde, hatte einen rechteckigen Grundriss von etwa 720 × 300 Metern und Mauern von über drei Metern Stärke. Ihre westliche, nördliche und östliche Wehrmauer hatte einen gewöhnlichen, geraden Verlauf, aber die Südmauer bestand aus mehreren konkaven Abschnitten, zwischen denen sich jeweils ein Mauerturm befand. Eine mögliche Erklärung ist, dass der Südteil der Festung von Anfang an einen anderen Zweck hatte als der Rest (zum Beispiel die Kaserne beinhalten sollte) und daher stärker befestigt werden musste – dafür könnte sprechen, dass der südliche Abschnitt im späteren 4. Jahrhundert tatsächlich durch eine Mauer vom Rest der Festung abgetrennt wurde. Die in der spätantiken Kaserne untergebrachte Truppe war weiterhin ein Teil der Legio II Adiutrix, deren restliche Soldaten jetzt über verschiedene andere Kastelle des Donaulimes verteilt waren. Um 400 sind noch einmal grundlegende Reparaturmaßnahmen an der spätantiken Festung nachweisbar.

## Statthalterpalast

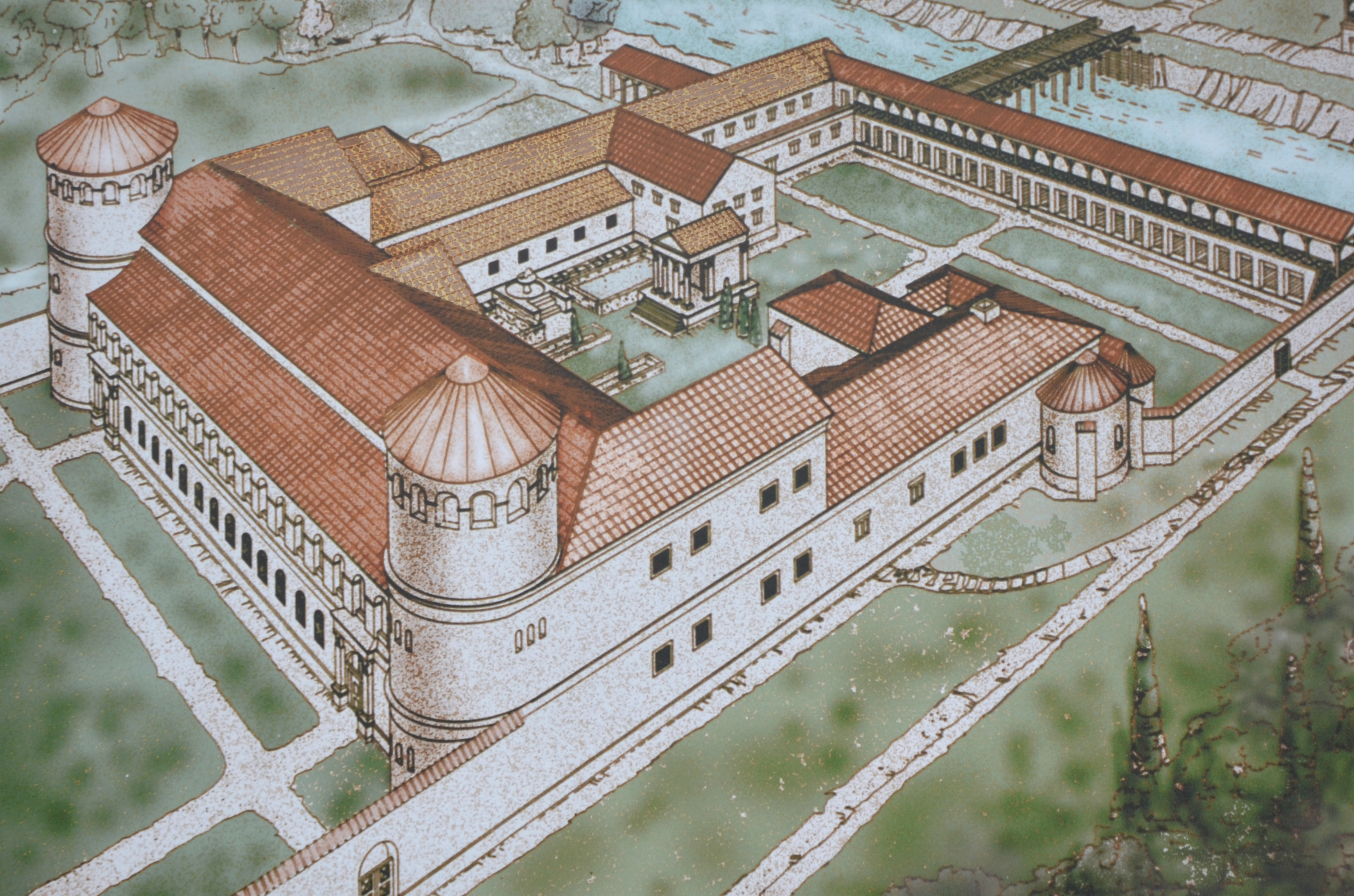
Rekonstruktionszeichnung des Statthalterpalastes, im Vordergrund links die Hauptfassade, im Vordergrund rechts der Badetrakt

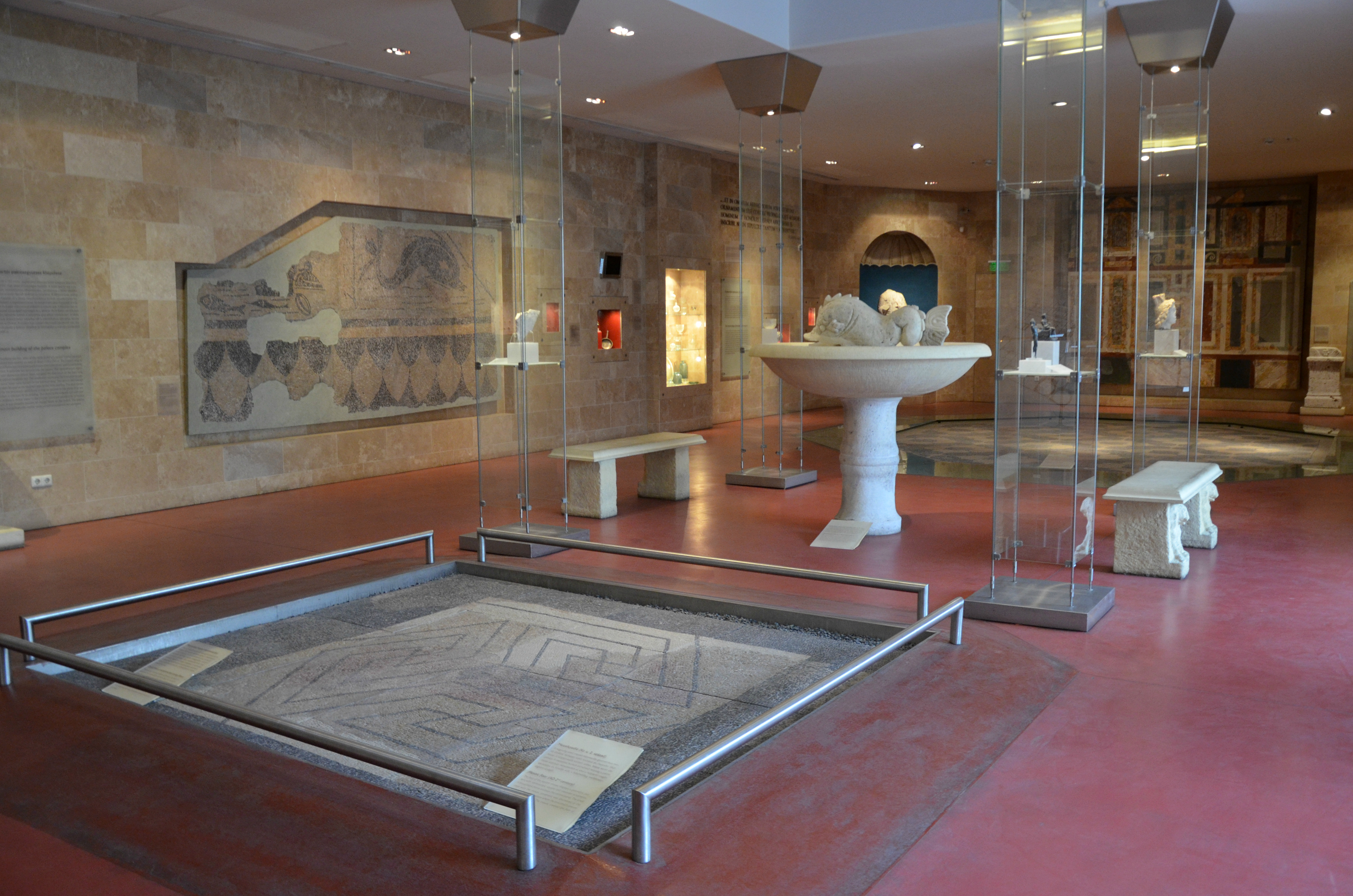
Ausstellungsraum des Aquincum Museum mit Raumschmuck des Statthalterpalastes (Mosaiken, Wandmalerei, Steinbrunnen mit Delfinskulptur)

Der Statthalterpalast befand sich auf einer Donauinsel nordöstlich des Legionslagers. Mit dem Bau wurde im frühen 2. Jahrhundert begonnen, gleichzeitig mit der Gründung der Provinz Niederpannonien, deren Verwaltungssitz die Anlage bildete. Innerhalb weniger Jahrzehnte entstand ein großer Komplex von insgesamt 120 × 150 Metern, der um einen zentralen Innenhof angelegt war. Die Hauptfassade war nach Osten, zur Donau und damit zum nichtrömischen Gebiet hin, ausgerichtet und schloss auf beiden Seiten mit vorspringenden runden Turmgebäuden (Risaliten) ab. Dahinter erstreckten sich Repräsentationsräume, die reich mit Mosaiken ausgestattet waren und den Ostflügel des Palastes bildeten. An den beiden Seiten dieses Gebäudeteils schlossen sich U-förmig der Nord- und der Südflügel an. Die Räume im Norden enthielten die privaten Wohnräume des Statthalters sowie eine Thermenanlage, der Südflügel umfasste Werkstattbereiche, Lagerräume und Öfen, aber auch einen kleinen Tempel. In diesem scheint jeder Statthalter einen Weihaltar gestiftet zu haben – 16 dieser Altäre aus der Zeit von 120 bis 283 sind erhalten. Ein weiterer Tempel stand im Innenhof und diente unter anderem dem Kaiserkult und der Verehrung der Göttin Fortuna.
Der Statthalterpalast war ein Multifunktionsgebäude, das einerseits als Wohnsitz des Provinzstatthalters und seiner Angehörigen diente, andererseits aber auch für politische, repräsentative und administrative Zwecke genutzt wurde (Empfang von Gesandtschaften, Adlocutiones und andere Ansprachen, Verwaltungstätigkeiten und Besprechungen). Sowohl die Wohnbereiche als auch die offiziellen Trakte – und sogar die Toilettenanlagen – waren sehr reich ausgeschmückt. Viele Räume waren mit Fußbodenheizungen versehen, mit Mosaiken ausgelegt und mit Wandmalereien verziert. Die Wandmalereien wurden mehrfach erneuert, wobei die älteren Dekorationen einfach durch neue Verzierungen im jeweiligen Stil der Zeit übermalt wurden. Einige Stücke des Skulpturenschmucks, der in den Räumlichkeiten aufgestellt war, sind ebenfalls erhalten. Um die Anlage herum erstreckten sich weitere Gebäude, von denen jedoch zu wenig bekannt ist, um ihre Funktion und Zugehörigkeit zum Palastkomplex beurteilen zu können. Durch Brücken war der Statthalterpalast sowohl mit Aquincum als auch mit dem nichtrömischen Donauufer verbunden. Unterhalb der östlichen Hauptfront des Palastes befand sich außerdem ein Schiffsanlegeplatz. Im späten 3. Jahrhundert wurde der Palast, wohl wegen des steigenden Donaupegels, planmäßig aufgegeben. Der Statthalter siedelte zunächst in (noch nicht identifizierte) Gebäude am Festland über, im 4. Jahrhundert dann schließlich in die große Thermenanlage des Legionslagers, die zu einem Residenzgebäude umgebaut worden war.

## Lagerstadt (canabae legionis)

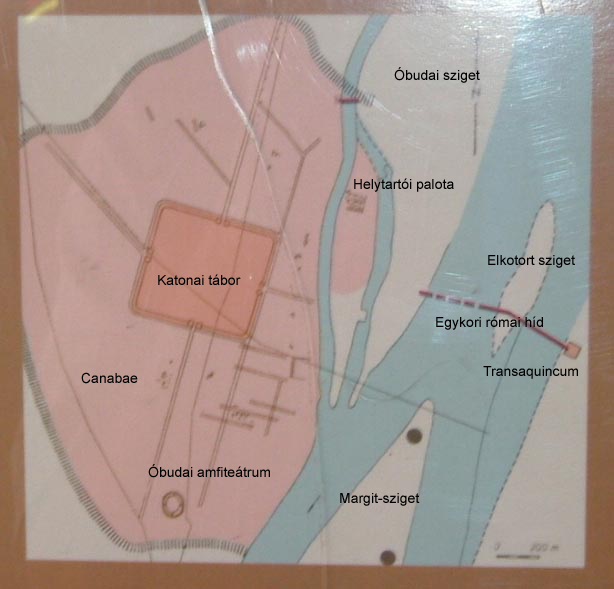
Ausdehnung der canabae um das Legionslager

Wie bei den meisten römischen Militärstandorten entstand rund um das befestigte Lager eine Siedlung, in der sich die Angehörigen der Soldaten sowie Händler, Handwerker und Dienstleister niederließen. Durch die Anwesenheit einer ganzen Legion und den Statthalterpalast lebten auch diverse staatliche Amtsträger und andere spezialisierte Staatsbedienstete vor Ort, so ist zum Beispiel ein Übersetzer für Germanisch und einer vermutlich für Sarmatisch bezeugt, die beide im Büro des Statthalters angestellt waren. Obwohl die canabae kein römisches Stadtrecht und damit keine geregelte Verfassung hatten, entwickelten sie in Bezug auf die Größe durchaus städtischen Charakter. Zudem entstand auch eine kommunale Verwaltung, an deren Spitze zwei Bürgermeister mit dem Titel magister standen. Der Aquincum im frühen 3. Jahrhundert verliehene Rangtitel Colonia scheint sich auch auf die Lagerstadt bezogen zu haben – inwieweit sich das auf die dortigen Verwaltungsstrukturen auswirkte, ist jedoch unklar.
Da das Legionslager von Aquincum nicht direkt am Flussufer, sondern etwas zurückversetzt lag, konnten sich die canabae auf allen vier Seiten erstrecken. Da dieses Areal in nachantiker Zeit stärker überbaut war, sind die dortigen Bauten archäologisch nicht so detailliert untersucht wie die Zivilstadt. Die bisherigen Grabungen zeigen aber überall für die Zeit vom 1. bis zum 3. Jahrhundert n. Chr. einen zunehmenden Ausbau der Baustrukturen. Einfache Hütten der Anfangszeit wurden zunächst durch die typisch römische Fachwerkarchitektur und später immer mehr durch Steinarchitektur ersetzt; die Wasserversorgung und Kanalisation wurden ausgebaut. Im Norden der canabae, nahe des Statthalterpalastes, existierte ein feineres Wohnviertel, dessen Villen mit Mosaikschmuck, Wandmalerei und Skulpturen ausgestattet waren und wohl teilweise hohen Staatsbeamten gehörten. Die bedeutendste Anlage dort ist die Hercules-Villa, deren (moderner) Name von zwei dortigen gut erhaltenen Mosaikdarstellungen des griechischen Helden herrührt. Auch ein Tempelbezirk befand sich in diesem Stadtviertel. Westlich und südwestlich des Legionslagers entwickelten sich überwiegend Handwerkerviertel, zu denen zahlreiche Töpferei- und Ziegeleibetriebe gehörten, die von den lokalen Tonvorkommen profitierten. Auch das Forum der Militärstadt und ein großes Marktgelände waren im Südwesten der canabae angesiedelt. Im Osten lag an der Donau eine Hafenanlage, in deren Umgebung sich Lagerhallen und vermutlich auch ein Hotelgebäude befanden. Daneben verfügten die canabae über mehrere Thermenanlagen sowie ganz im Süden über ein (heute konserviertes und zugängliches) Amphitheater, das heute so genannte Militäramphitheater. Auf ein größeres, repräsentatives Gebäude – möglicherweise das Amphitheater – bezieht sich eine Bauinschrift, die Kaiser Antoninus Pius (regierte 138–161) geweiht ist und die Legio II Adiutrix als Ausführenden eines nicht weiter spezifizierten Bauprojektes nennt.
Gebäude und Funde der canabae

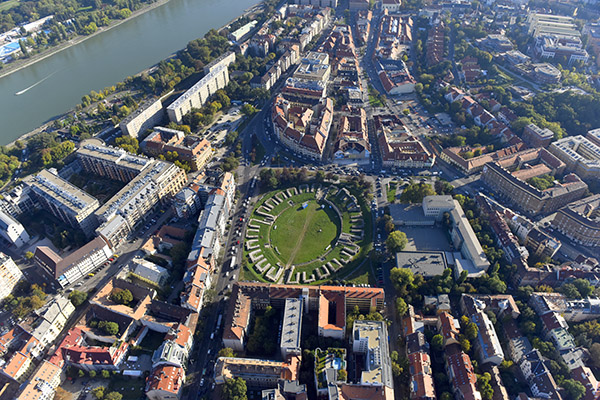
Lage des Amphitheaters am Südrand der canabae (Luftbild von Norden)
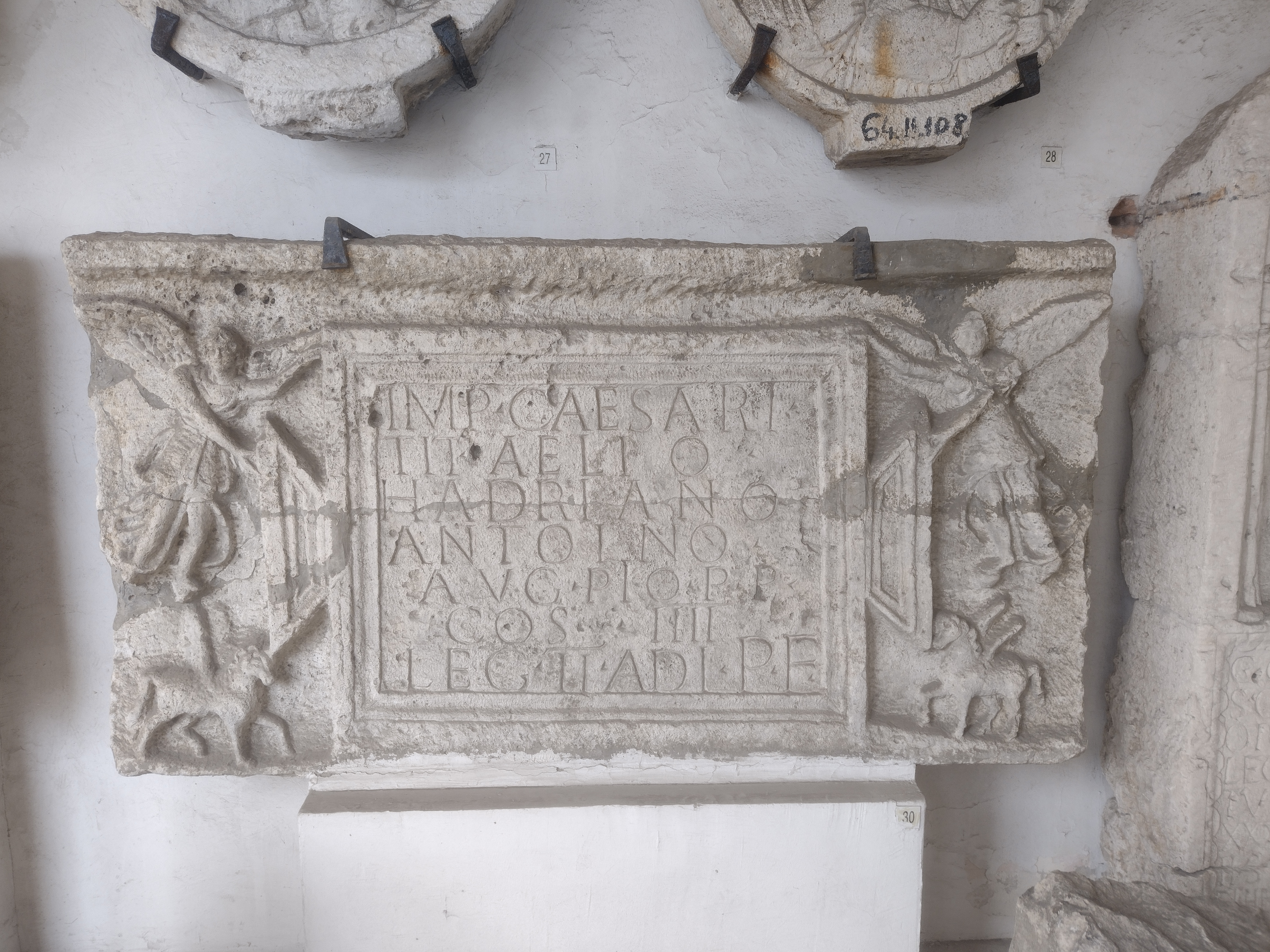
Bauinschrift, die sich möglicherweise auf das Amphitheater der canabae bezieht
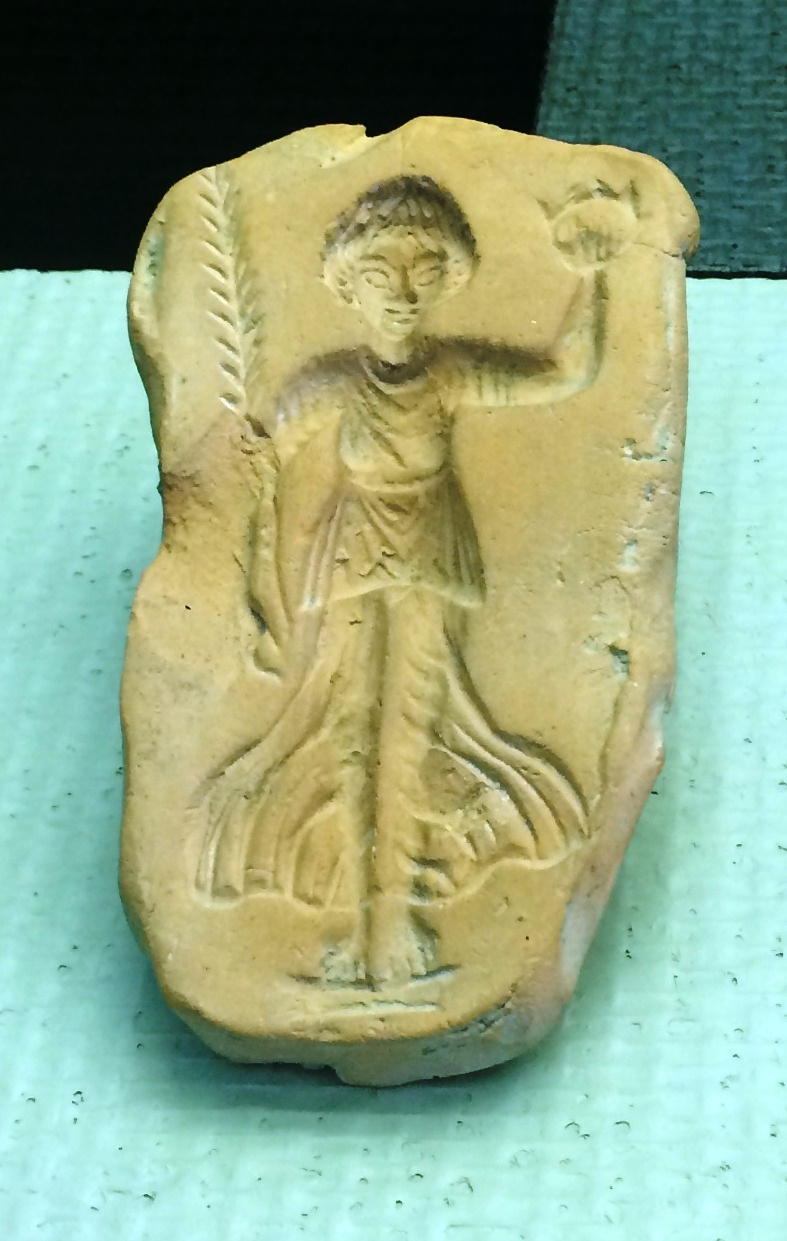
Tönerne Gussform für eine Victoria-Statuette
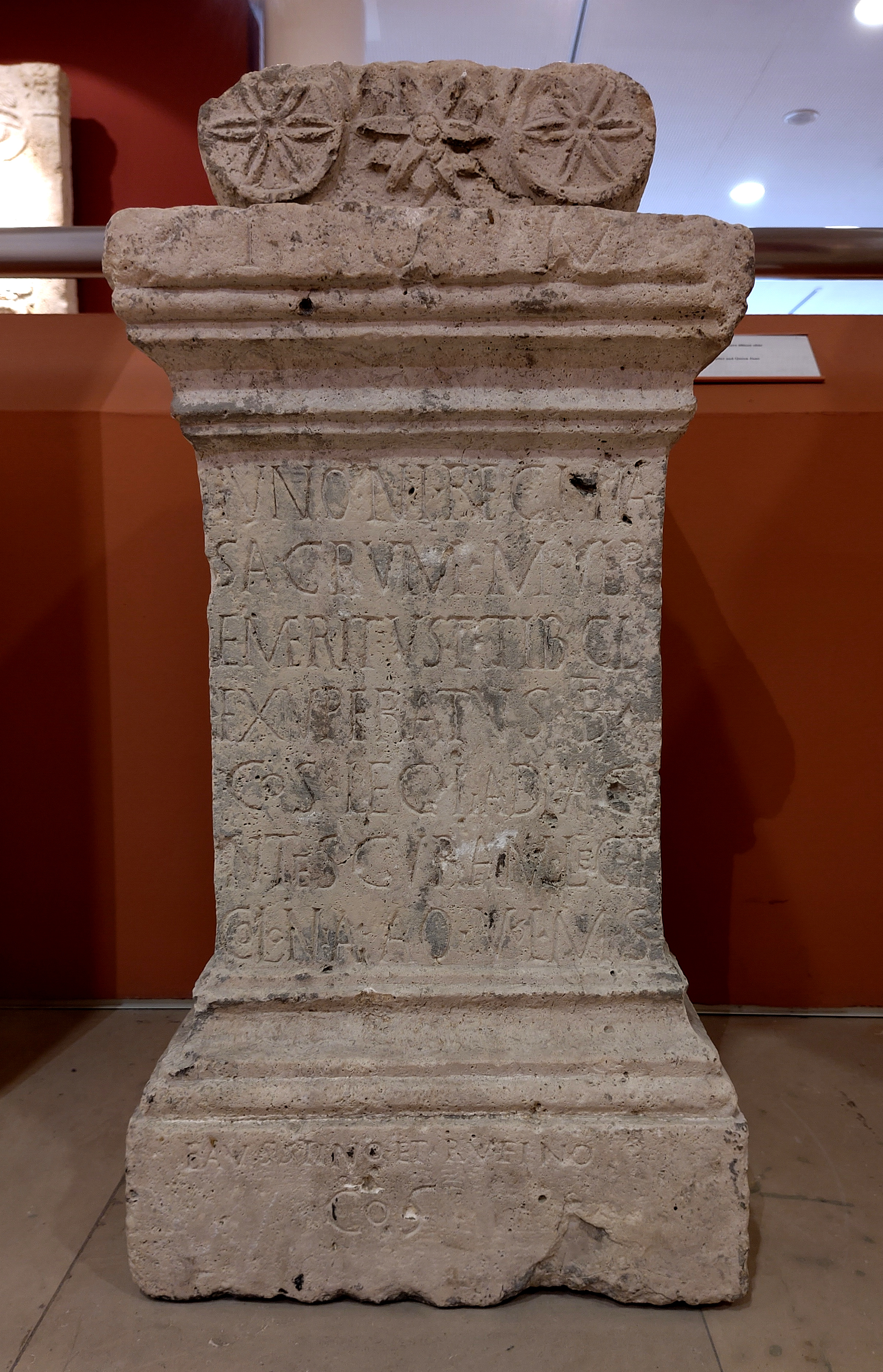
Altar für Jupiter und Juno aus den canabae mit Nennung des Stadtnamens in der letzten Zeile des Schriftfeldes (COLONIA AQ)
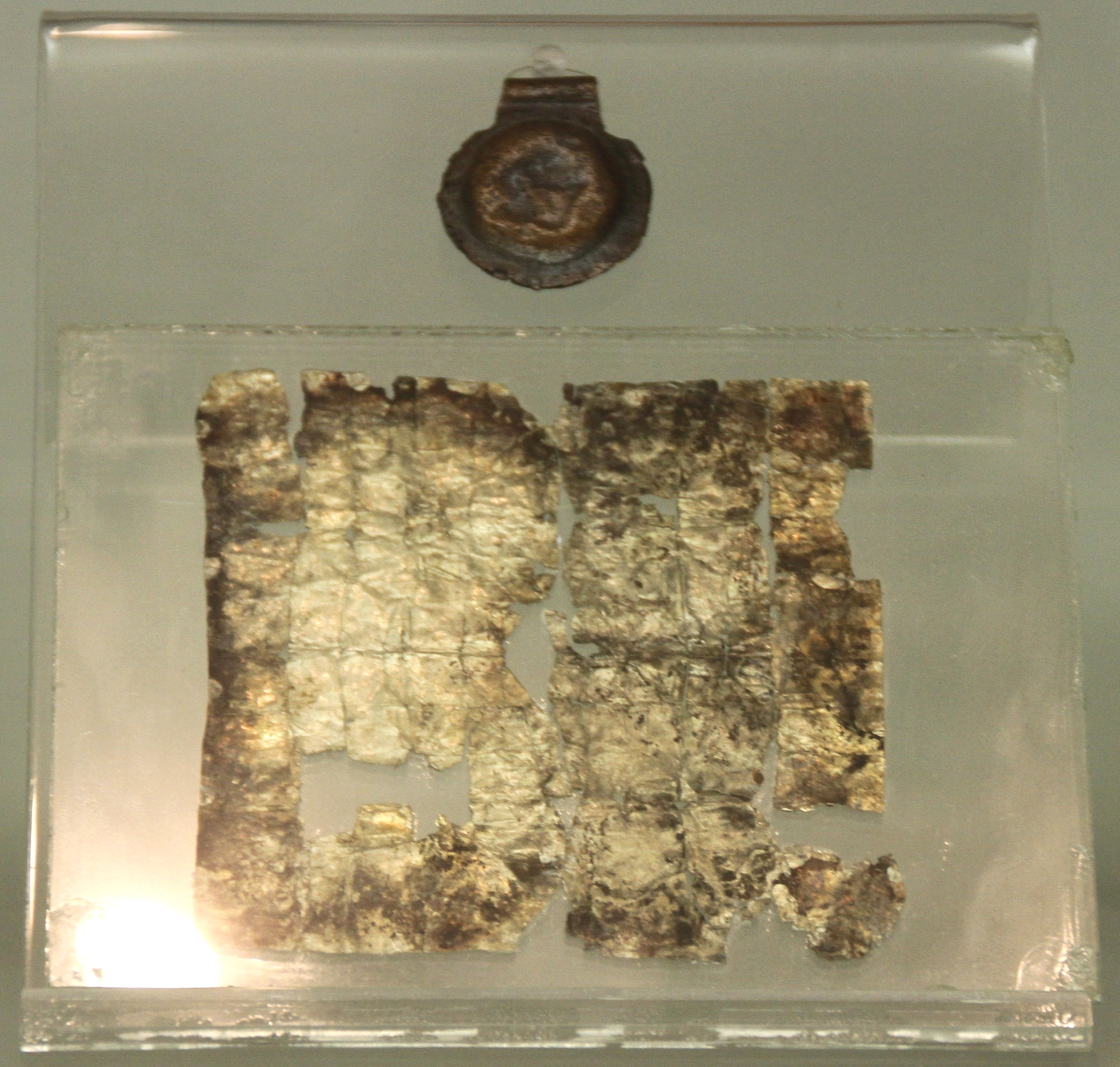
Silbernes Schutzamulett mit Wörtern, die aus anderen „Zaubertexten“ bekannt sind, deren Sinn aber unklar ist: der Ausruf „Io“, das Wort „Pachnouphis“ (vielleicht von Chnum abgeleitet) und eine Aufreihung der griechischen Vokale (ΑΕΗΙΟΥΩ)

## Zivilstadt

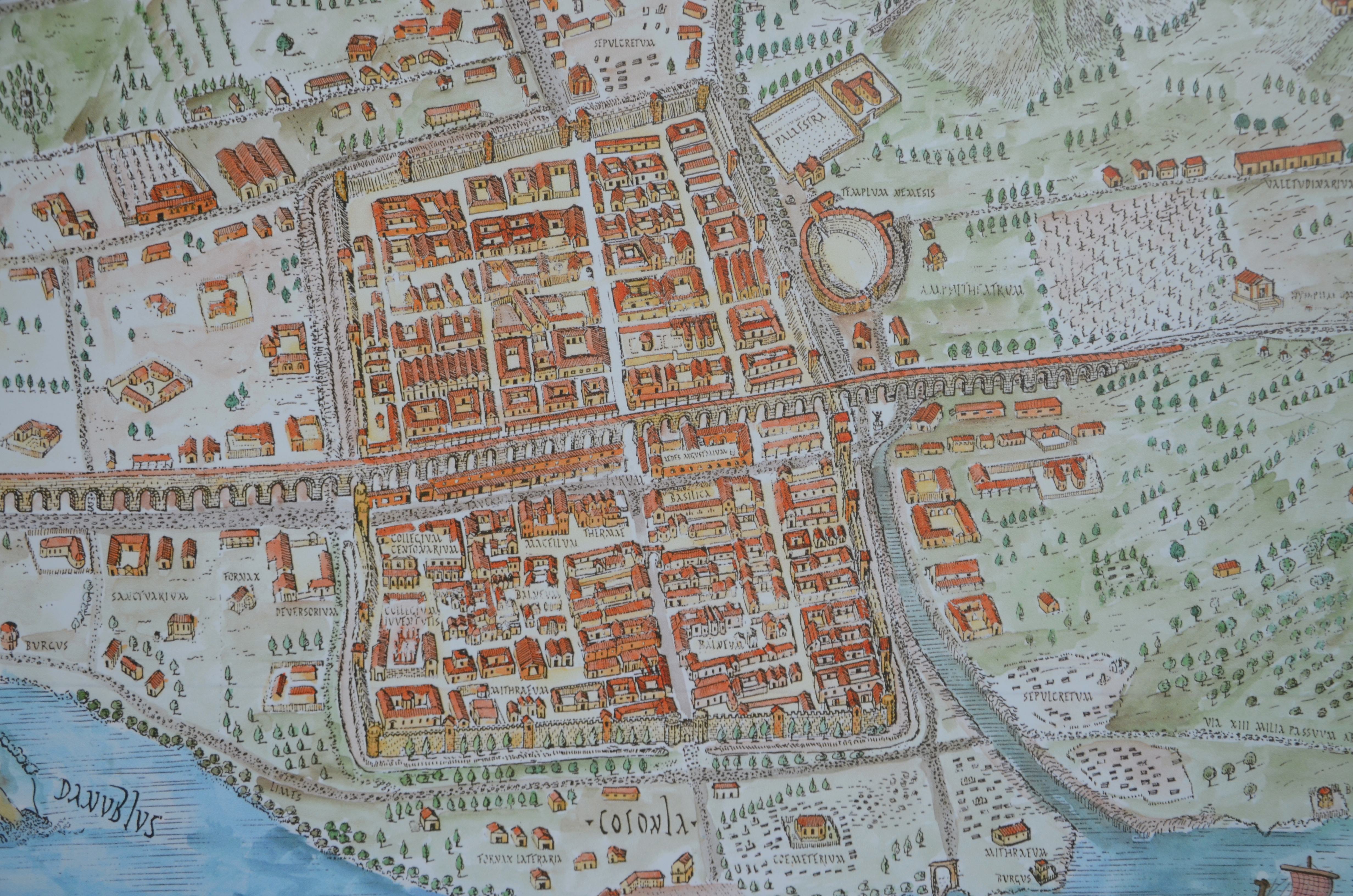
Rekonstruktion der Zivilstadt von Aquincum, Blick von Osten

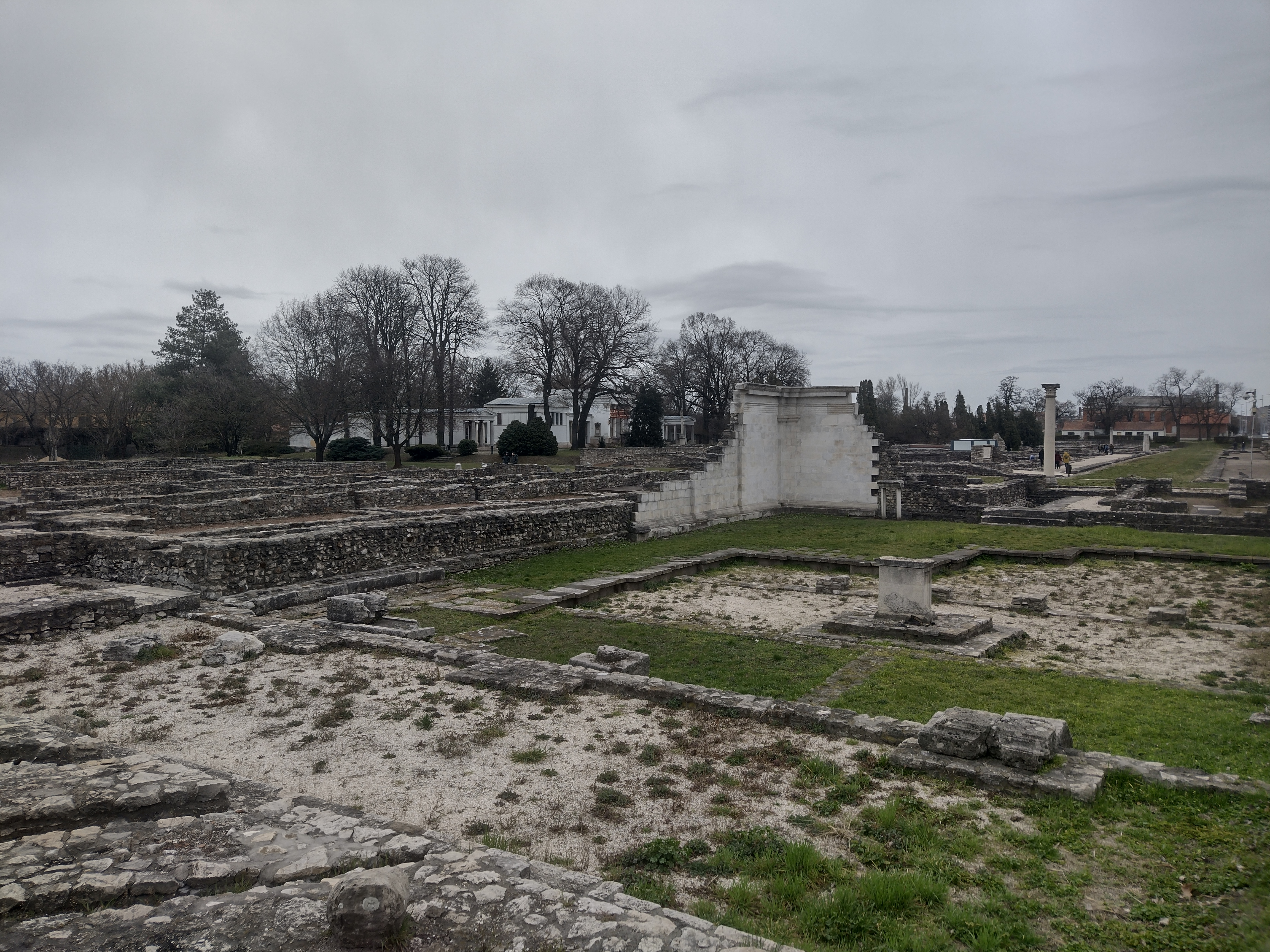
Blick über das Forum mit dem zentralen Altarblock auf die zentrale Nord-Süd-Straße der Stadt (am rechten Bildrand)

In einiger Entfernung nördlich der canabae befand sich die Zivilstadt, von der ein erheblicher Teil heute restauriert und als archäologischer Park zugänglich ist. Sie war deutlich kleiner als die canabae, rechtlich aber als Municipium und später Colonia höhergestellt. Mit der ersten Stadtrechtsverleihung um 124 n. Chr. erhielt sie eine Stadtmauer, die auf allen vier Seiten jeweils ein Tor mit Doppeltürmen aufwies. Das Zentrum der Stadt bildete ein Forum, das auch einen großen Tempel und einen Versammlungssaal mit Fußbodenheizung umfasste. Davon abgesehen waren über die Stadt mehrere (öffentliche oder private) Thermen sowie Heiligtümer für unterschiedlichste Gottheiten mediterranen, keltischen oder orientalischen Ursprungs verteilt. Im nördlichen Vorfeld der Zivilstadt entstand ein zweites Amphitheater, das heute ebenfalls konserviert ist und an das eine Gladiatorenkaserne angeschlossen war. Die genannten öffentlichen Gebäude entstanden vielfach durch Spenden reicher Bürger, die sich dadurch Ansehen und Einfluss erhofften (Euergetismus). Die gesamte Stadtanlage wurde von Norden nach Süden durch das große Aquädukt durchtrennt, das vor der Stadtgründung zur Versorgung des Legionslagers im Süden angelegt worden war. Um trotzdem die Verbindung zwischen der West- und der Osthälfte der Zivilstadt zu ermöglichen, wurden Tordurchgänge in das Aquädukt integriert.
Wie die canabae war auch die Zivilstadt von der Rolle Aquincums als Wirtschaftszentrum geprägt. Das architektonisch bemerkenswerteste Zeugnis dieser ökonomischen Bedeutung ist die erst im mittleren 3. Jahrhundert errichtete Markthalle (macellum) der Zivilstadt. Mit ihrem zentralen Innenhof, in dem sich ein Rundbau befindet, weist dieses macellum eine charakteristische Bauform auf, die wahrscheinlich auf nordafrikanische Vorbilder zurückgeht. Neben dieser Marktanlage gab es in den meisten Gebäuden auch die für römische Städte typischen Ladengeschäfte zur Straße hin. An der Nord-Süd-Hauptstraße befand sich sogar eine durchlaufende Ladenreihe, die fast die gesamte Stadt durchzog. Für zumindest einige der gewerblich genutzten Räumlichkeiten in der Zivilstadt ist nicht nur Handel, sondern auch Handwerk bezeugt. In direkter Nachbarschaft zum Forum lassen sich anhand von Halbfabrikaten, Arbeitsabfällen und Produktionseinrichtungen zum Beispiel Metallverarbeitung, Gerberei und Klebstoffproduktion aus Knochenmark nachweisen – trotz der damit einhergehenden Geruchsbelästigung und Brandgefahr.

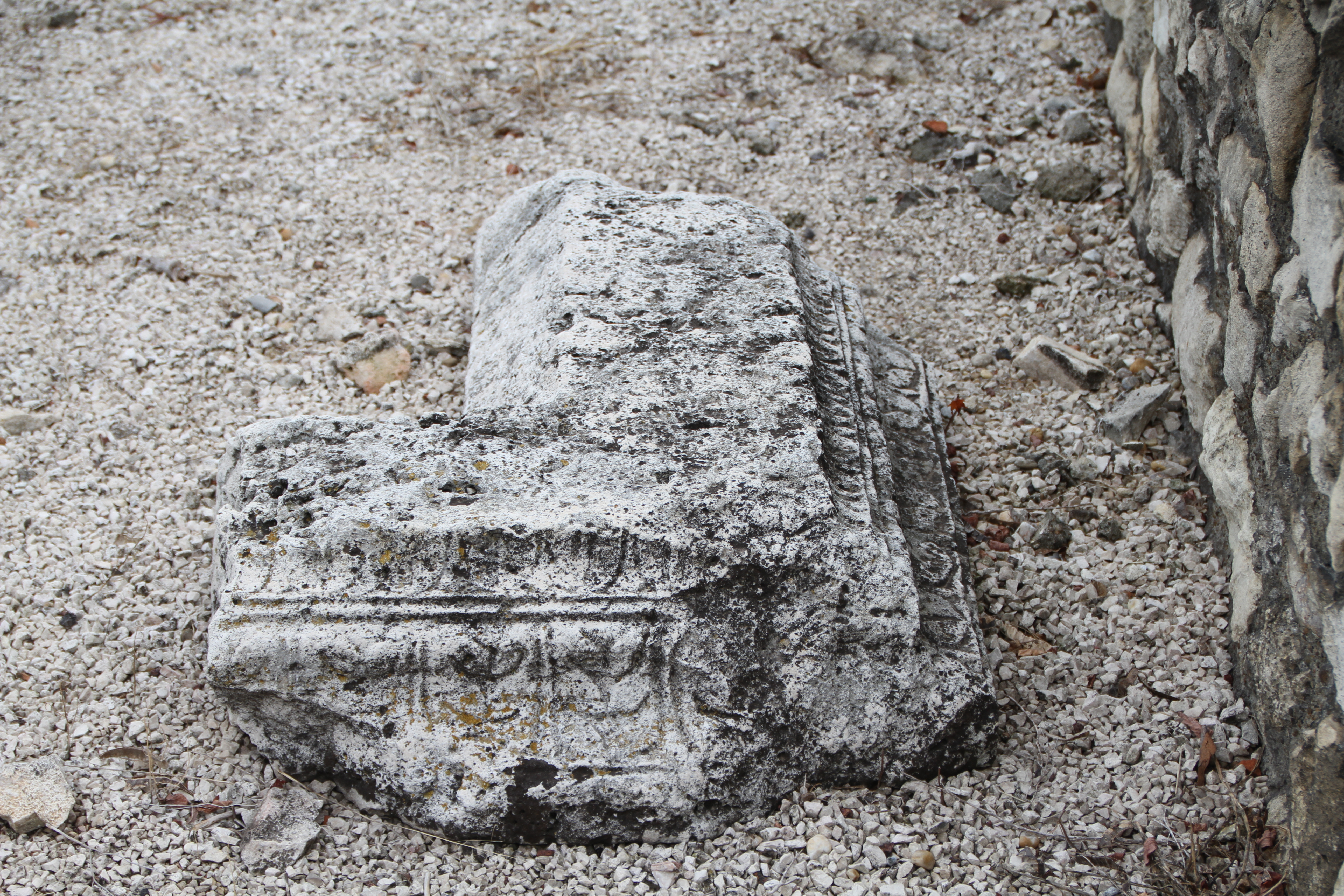
Verziertes Bauteil (Gesims) des Privatbads der „Großen Villa“

Die Gebäude der Zivilstadt zeigen gerade in den späteren Ausbauphasen einen soliden bis prunkvollen Lebensstil. Viele waren mit Wandmalereien, Stuckverzierungen und Mosaiken geschmückt, wurden durch öffentliche Leitungen mit fließendem Wasser versorgt, waren an das Kanalisationssystem angeschlossen und hatten Fußbodenheizungen sowie Räume mit Glasfenstern. Für die Verwaltung der Zivilstadt war ein Stadtrat zuständig, dessen Mitglieder als Decurionen bezeichnet wurden. Aus deren Kreis wurden jährlich die führenden Magistrate der Stadt gewählt, darunter die immer zu zweit amtierenden Bürgermeister (Duoviri). Anfänglich dominierte die alteingesessene keltische Oberschicht, im Laufe der Zeit gewannen darin zunehmend Veteranen und ihre Nachkommen sowie reiche Zugezogene an Bedeutung. Das gesellschaftliche Leben war geprägt durch verschiedenste Vereine (collegia), von denen viele ein eigenes Vereinsheim (Schola) besaßen. In einem dieser Vereinsheime wurde die Orgel von Aquincum gefunden, eine Wasserorgel (Hydraulis) aus dem 3. Jahrhundert, die zu den bedeutendsten musikarchäologischen Funden des Römischen Reiches gehört.
Während die ältere Forschung annahm, dass die Zivilstadt im 4. Jahrhundert auf reduzierter Fläche fortbestand und sogar neu befestigt wurde, geht man mittlerweile davon aus, dass um 300 die gesamte Siedlung im Wesentlichen aufgegeben wurde. Danach scheinen nur noch vereinzelte Gebäude an den Hauptstraßen genutzt worden zu sein, die von dem dortigen Fernverkehr profitierten. Östlich der verfallenden Stadtanlage siedelten in der Spätantike möglicherweise noch einige Personen im Umfeld eines Wachturms – zumindest gab es in dieser Zeit dort noch einen Friedhof mit Kapelle sowie eine Kirche.
Gebäude und Funde der Zivilstadt

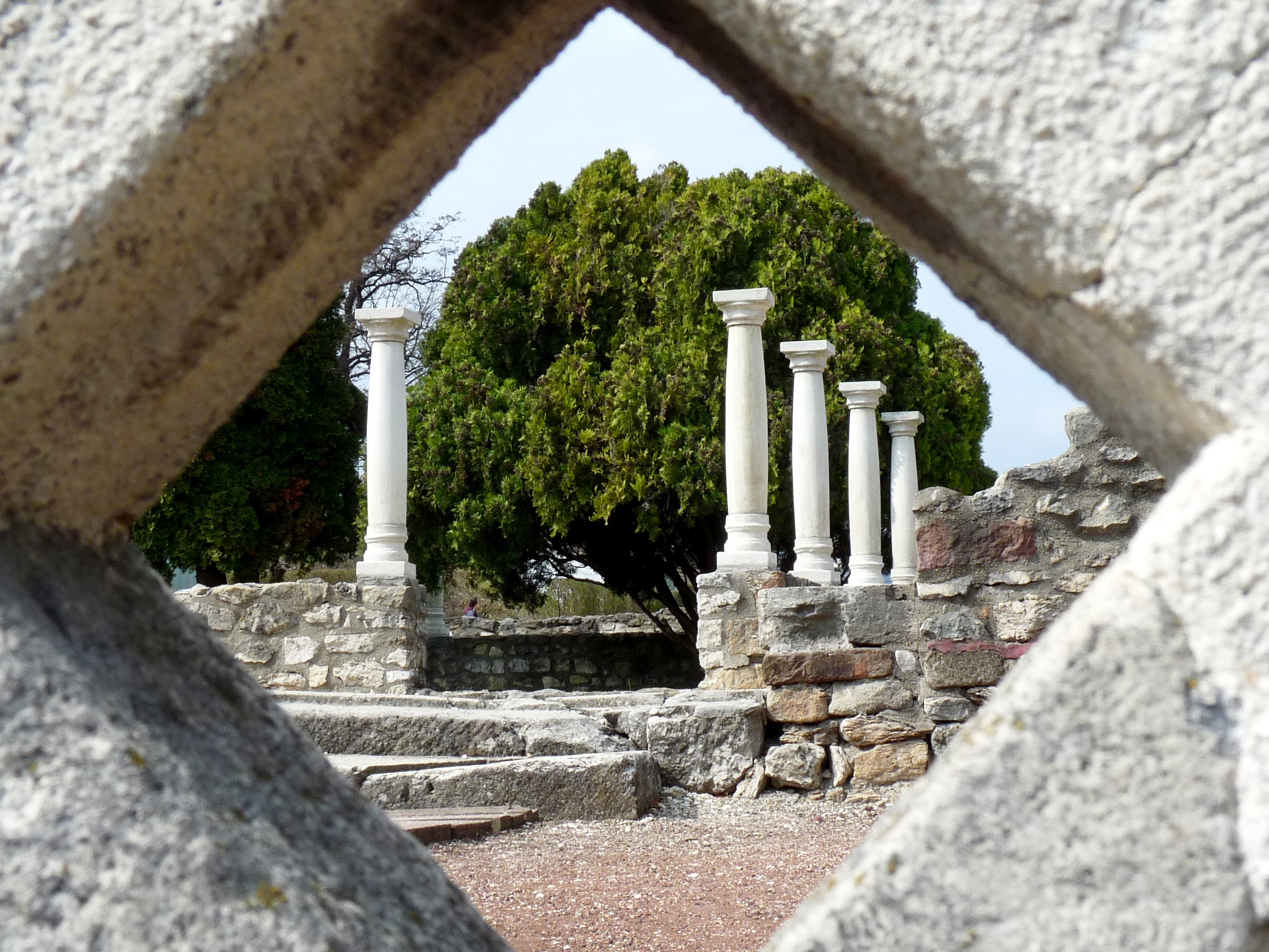
Blick auf die Reste des Säulenganges der sogenannten „Großen Villa“, einem reichen Stadthaus nahe des Forums
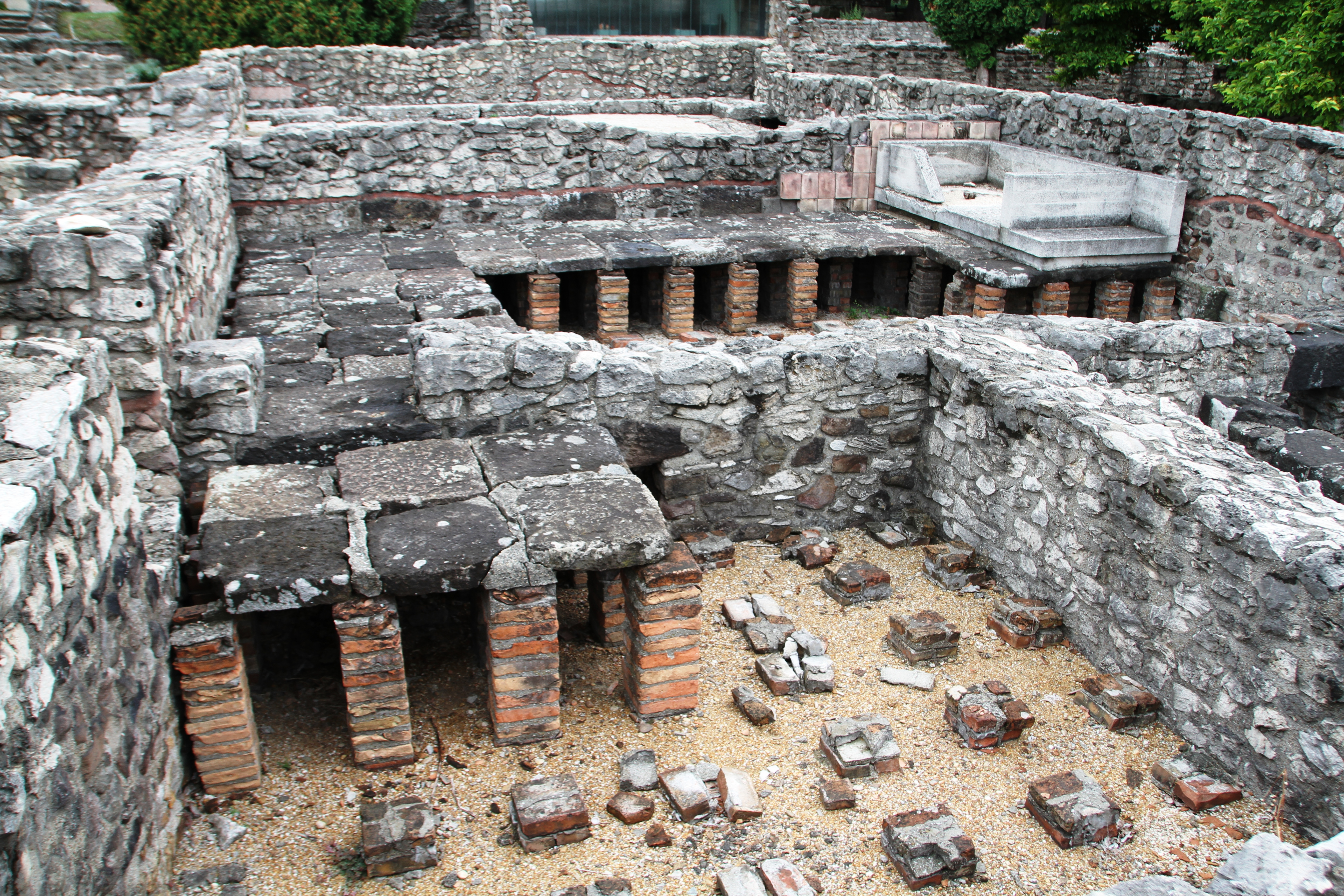
Fußbodenheizung (Hypokaustum) der großen öffentlichen Badeanstalt
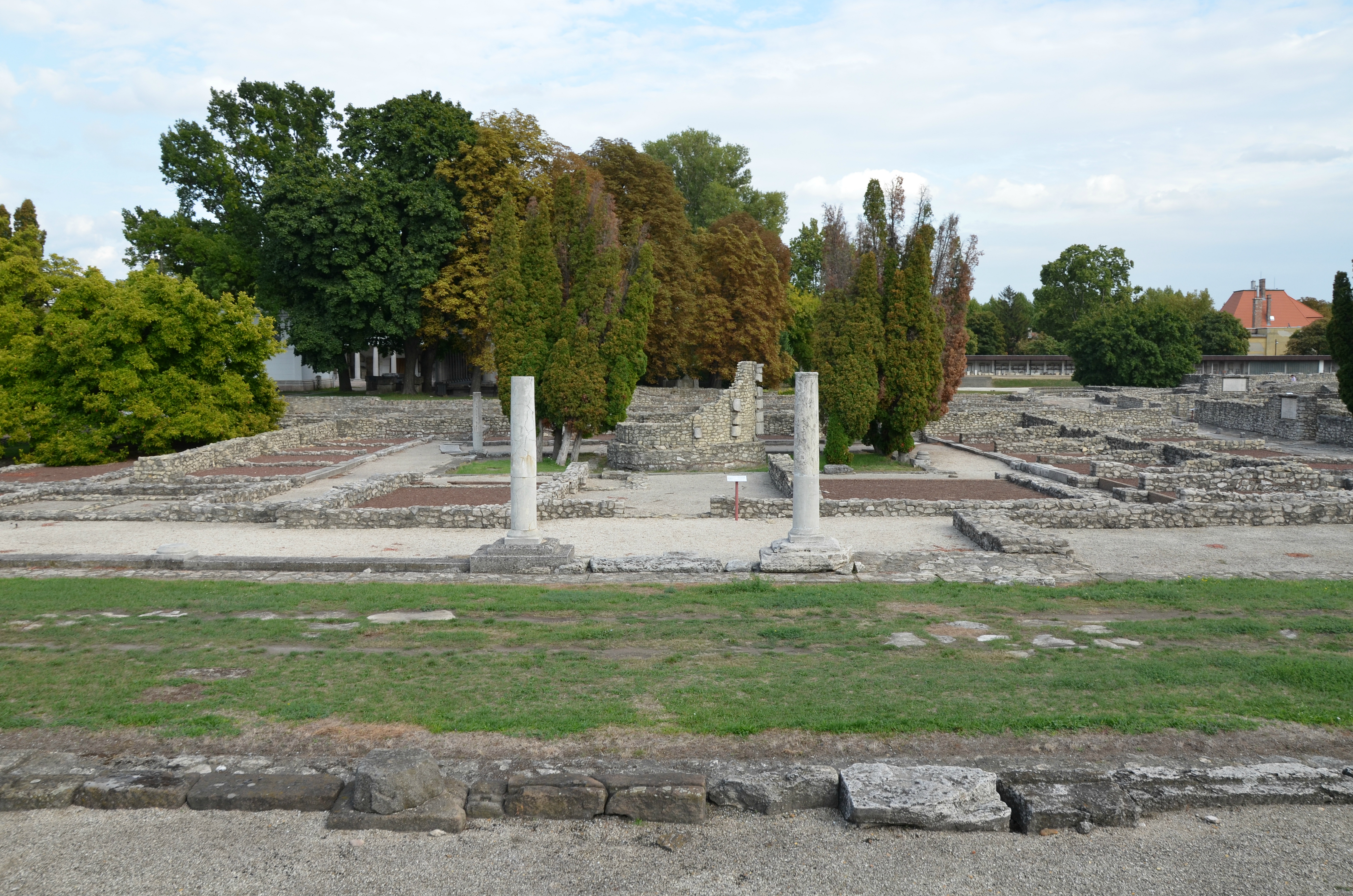
Blick auf die Markthalle (macellum) der Zivilstadt mit ihrem zentralen Rundbau (Tholos)
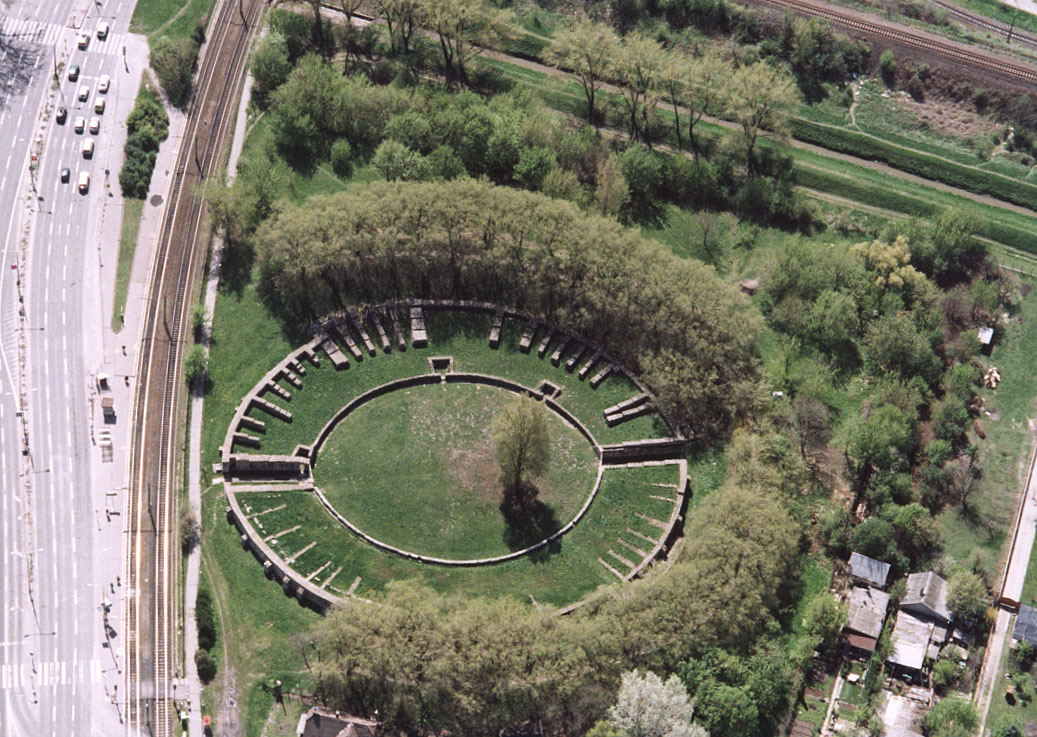
Das Amphitheater der Zivilstadt
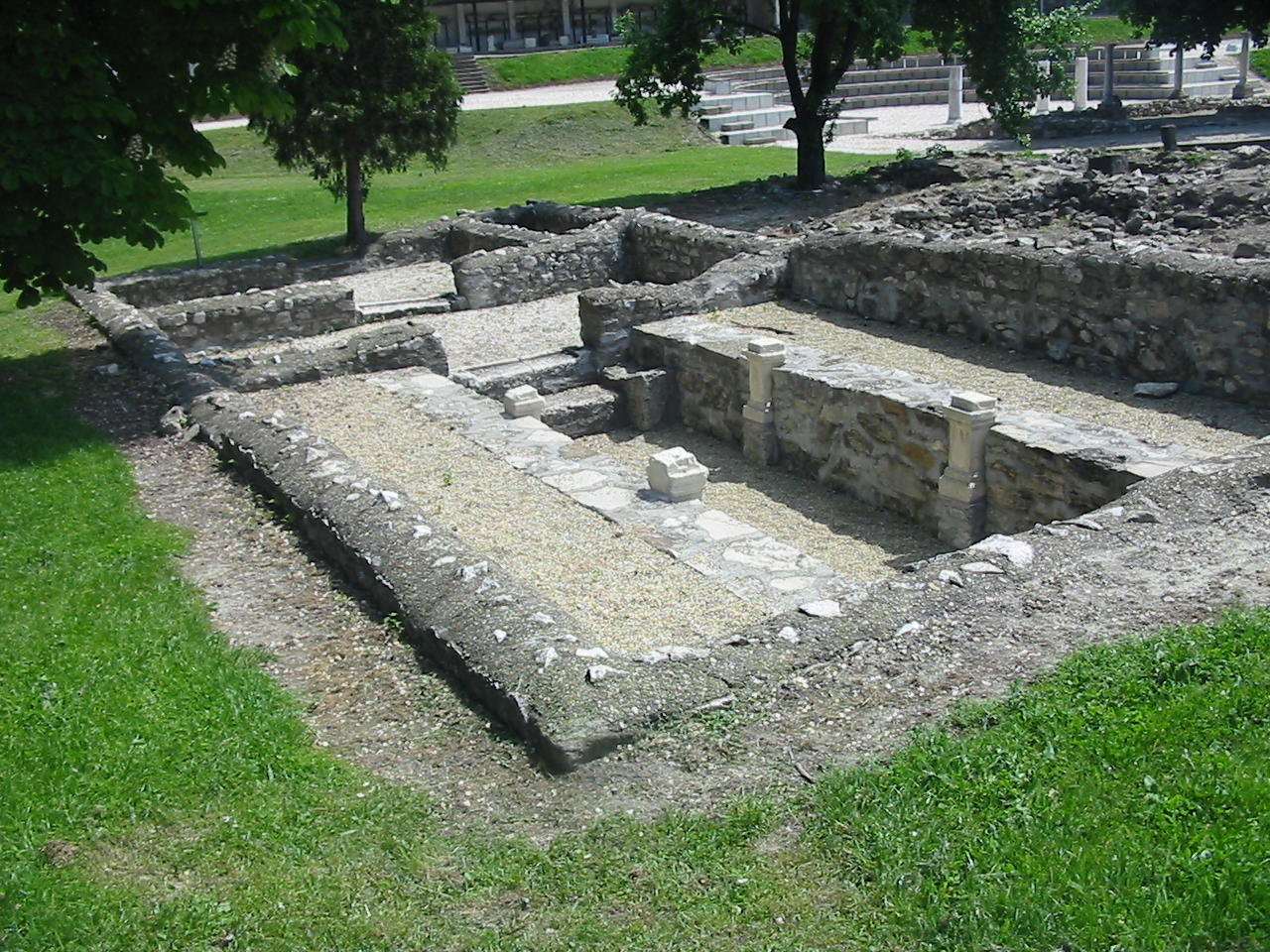
„Mithräum des Victorinus“ mit vertieftem Mittelgang und seitlichen Liegeflächen, in die Altäre eingelassen sind
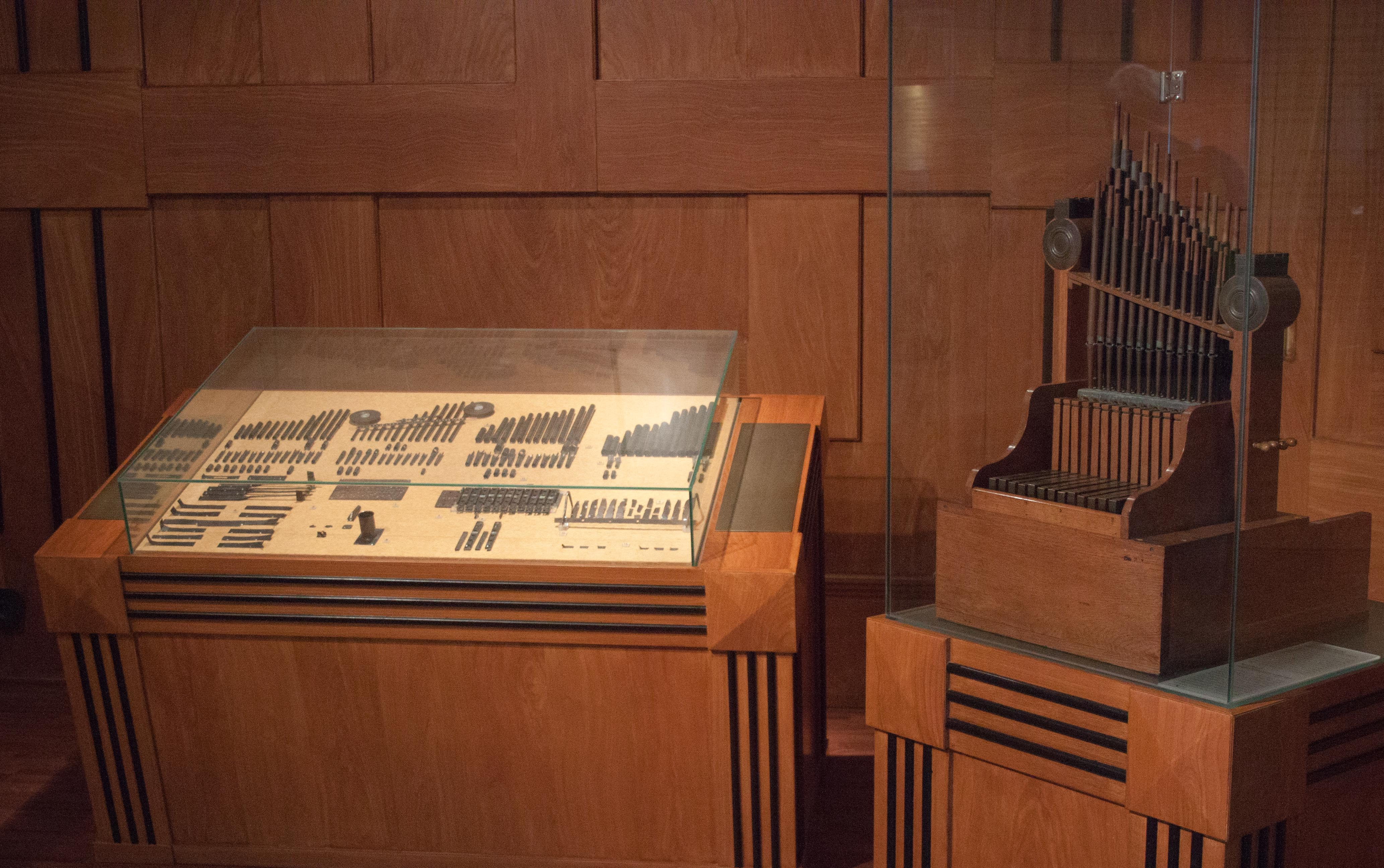
Einzelteile der Orgel von Aquincum (links) und spielfähige Rekonstruktion des Instruments (rechts)

## Umland

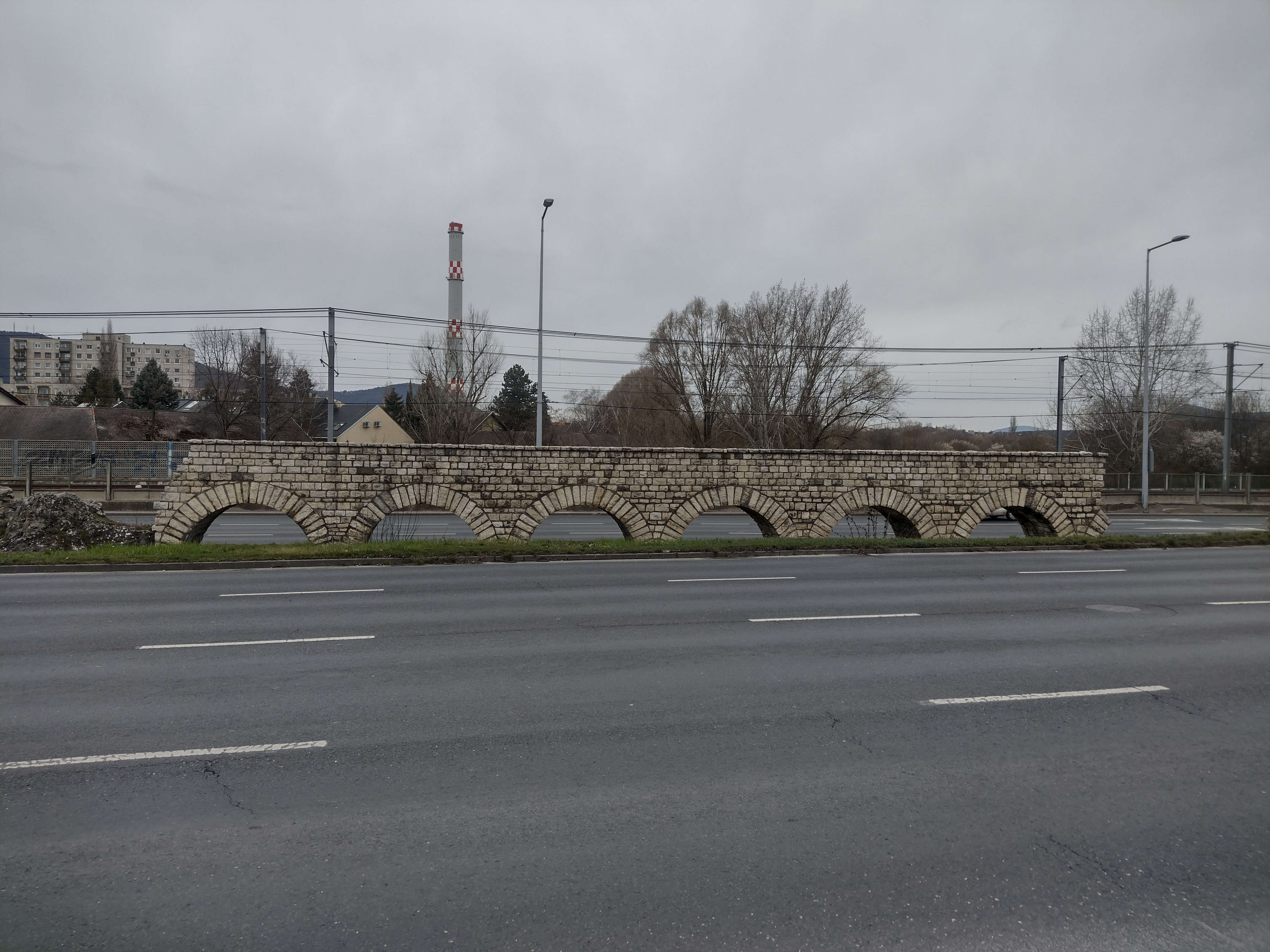
Reste des Aquädukts von Aquincum zwischen den Fahrbahnen der Szentendrei út im Bereich der antiken Zivilstadt

Auch das Areal rund um die beiden Siedlungskerne und zwischen ihnen blieb vom politischen, militärischen und wirtschaftlichen Aufstieg Aquincums nicht unbeeinflusst. Um die zwei Stadtanlagen herum erstreckten sich ausgedehnte Gräberfelder. Außerhalb davon umgab eine dichte Siedlungslandschaft aus Handwerksbetrieben, Dörfern und Landgütern, aber auch römischen Militärstützpunkten die Provinzhauptstadt. Der Gellértberg verlor nach Aufgabe des dortigen keltischen Oppidums zwar seine Siedlungsfunktion, blieb aber bis ins 3. Jahrhundert ein religiöses Zentrum Aquincums, das regelmäßig im Rahmen von Opferzeremonien aufgesucht wurde. Ein weiteres Heiligtum befand sich in einem Parkareal nördlich der Zivilstadt. Die dortigen Quellen und Brunnen speisten das große Aquädukt von Aquincum, gleichzeitig umfasste die Anlage auch Tempel und Schreine vor allem für Natur- und Heilgötter. Zudem befand sich dort ein größeres Gebäude, das als Krankenhaus oder Gasthof gedient haben dürfte.
Ausgangspunkt des römischen Straßensystems der Region war das Osttor des Legionslagers. Dort wurde ein Meilenstein gefunden, der als Distanzangabe das Null-Zeichen trägt, also Ausgangspunkt der Entfernungsangaben für die Verkehrswege der Umgebung (lateinisch caput viae) war. Viele Straßen im Stadtgebiet von Budapest orientieren sich noch heute an der antiken Wegeführung und Landvermessung (Limitation).
Die Donau bot in der Vormoderne ein deutlich anderes Bild als heute. Während sie seit der Neuzeit immer stärker begradigt und verbaut wurde, stellte sie in der Antike ein verzweigtes, mäandrierendes Flusssystem dar, das zahlreiche Seitenarme aufwies und in seinen Uferzonen überwiegend sumpfigen Charakter hatte. Die römischen Siedlungen befanden sich daher auf leicht erhöhten und damit vor Hochwasser geschützten Flussterrassen. Es wird vermutet, dass  eine Brücke auf der Höhe des Legionslagers die Donau überquerte; ergänzend gab es mehrere (deutlich kurzlebigere) Holzbrücken und sicherlich auch Fährverbindungen. Trotzdem stellte die Donau eine deutliche kulturelle Grenze dar. Auf der Ostseite des Flusses, im sogenannten Barbaricum, gab es durchaus einige Siedlungen und Gräberfelder, die sicherlich nur mit römischem Einverständnis existierten. Die dortigen Gesellschaften blieben jedoch grundsätzlich von der germanischen und der sarmatischen Kultur geprägt und unterschieden sich damit deutlich von der sehr ausdifferenzierten Gesellschafts- und Wirtschaftsstruktur Aquincums und seines römisch kontrollierten Umlandes.

### Gräberfelder

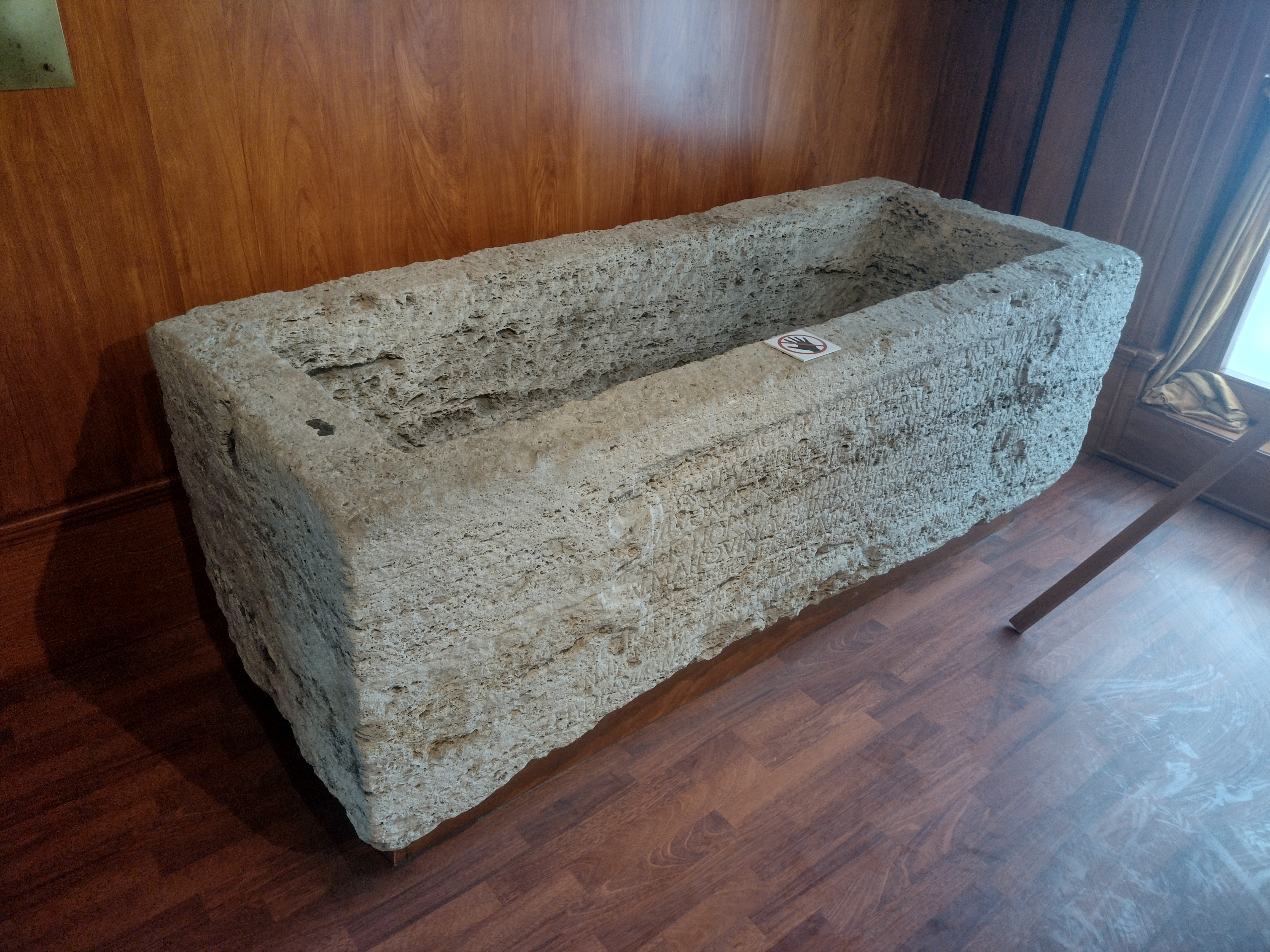
Sarkophag der Musikerin Aelia Sabina, die von ihrem Witwer im Grabgedicht auf der Vorderseite gepriesen wird als „die einzige, die ihren Mann übertraf“

Während die Wohn- und Wirtschaftsareale Aquincums durch ihre jahrhundertelange Nutzung bei der archäologischen Ausgrabung in der Regel ein schwer durchschaubares Durcheinander verschiedener, oft fragmentierter Befunde und Funde darstellen, sind ungestörte Gräber eine zusammenhängende „Zeitkapsel“ und damit äußerst aufschlussreiche Informationsquellen. Die Kombination der menschlichen Überreste, der Grabbeigaben sowie gegebenenfalls eines Grabsteins oder anderer Baustrukturen erlaubt zahlreiche Aussagen über die Zusammensetzung der Bevölkerung, ihre Entwicklung und ihre Kultur. Rund um das antike Aquincum wurden einige tausend Gräber archäologisch dokumentiert und mehrere hundert Grabinschriften sind bekannt. Die Gräberfelder erstreckten sich zu allen vier Himmelsrichtungen beider Stadtkerne, mit Ausnahme der östlichen Seite der canabae, wo sich direkt die Donau anschloss.
Zu den vorkommenden Grabformen gehören Brandgruben- und Brandschüttungs- bzw. Urnengräber, einfache Erdbestattungen ohne Sarg, Steinplatten- und Ziegelgräber, Steinkistengräber und Sarkophage, Grabkammern (teilweise mit Wandmalereien), größere oberirdische Grabmonumente sowie aus den spätesten Phasen Aquincums auch Grabkapellen. Zu den Besonderheiten der Grabkultur Aquincums und Pannoniens allgemein gehören einige Mumiengräber – die Mumifizierung des Leichnams war im Römischen Reich außerhalb Ägyptens sehr selten. Vielfach waren mehrere Gräber in einem gemeinsamen ummauerten Grabgarten oder Grabbezirk untergebracht; möglicherweise waren das die Gräber einer bestimmten Familie, eines bestimmten Begräbnisvereins (collegium funeraticium) oder einer anderweitig zusammengehörigen Gruppe. An den Grabbräuchen lässt sich sowohl die schnelle Romanisierung weiter Kreise als auch das Fortbestehen lokaler keltischer Traditionen ablesen. Auch der Totenkult, also beispielsweise das Ablegen von Speiseopfern oder Öllampen an den Gräbern der Vorfahren, lässt sich an den Nekropolen Aquincums nachweisen. Viele Gräber waren oberirdisch mit einem Grabstein markiert, der oft eine – teilweise recht ausführliche – Inschrift und/oder eine Reliefdarstellung trug. Wie die Bestattungsformen insgesamt weisen auch diese Steindenkmäler eine große Vielfalt auf. Zu den Motiven, die für Aquincum besonders typisch waren, gehören einerseits Totenmahlreliefs, die den Verstorbenen auf einem Speisesofa bei einer Mahlzeit zeigen und die Hoffnung auf ein sorgenfreies Leben nach dem Tod widerspiegeln, andererseits Wagendarstellungen, die den Toten auf der Überfahrt ins Jenseits präsentieren. Verschiedene Funde von Inschriften, Reliefs, Kapitellen und anderen Architekturteilen deuten daneben auf einen reichen Bestand monumentaler, kunstvoll verzierter Grabbauten hin.
Um 400 n. Chr. enden die Bestattungen sowohl auf den Gräberfeldern der canabae als auch auf denen rund um die Zivilstadt. Zu den spätesten römischen Bauten im Bereich der Zivilstadt gehören Grabdenkmäler des in dieser Zeit an Bedeutung gewinnenden Christentums, darunter vor allem ein Gebäude mit Apsis in der Ostnekropole der Zivilstadt, bei dem es sich wahrscheinlich um eine Grabkirche handelt.
Grabsteine und Grabdenkmäler aus Aquincum

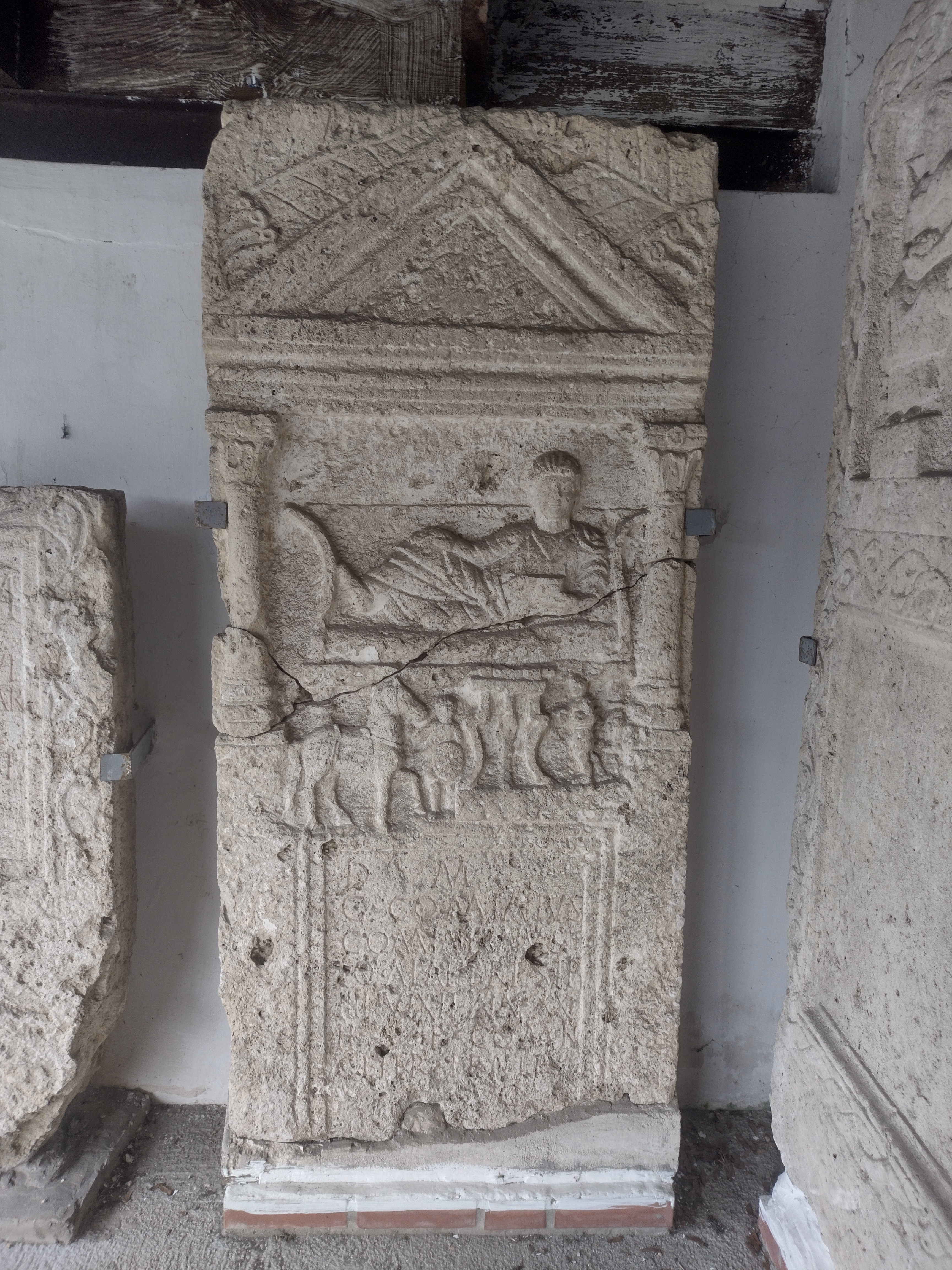
Unvollständiger Grabstein des Gaius Cominius Cominianus mit Totenmahlrelief
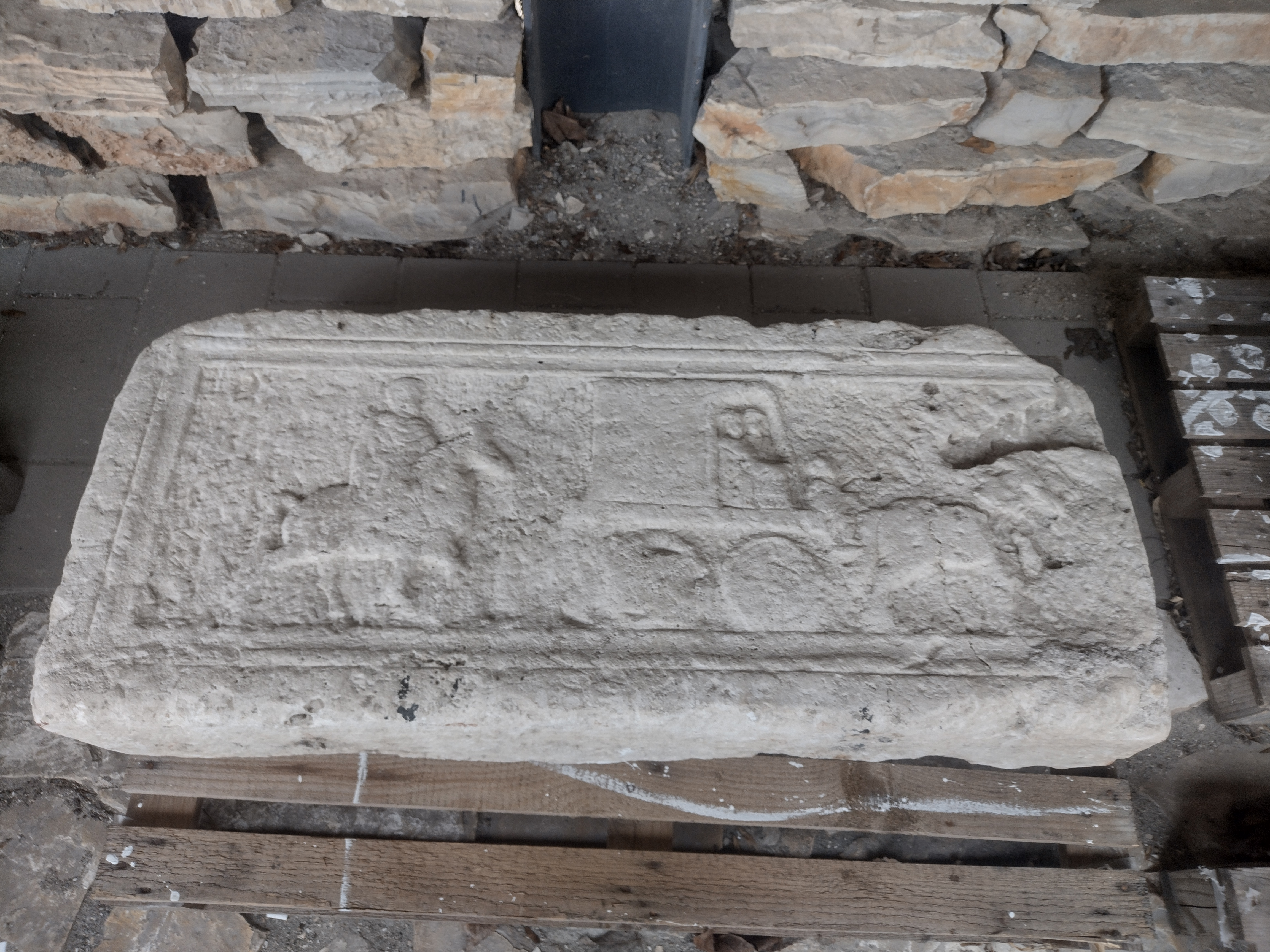
Reliefplatte von einem Grabmal mit einem Pferdewagen, der die Reise ins Jenseits symbolisiert
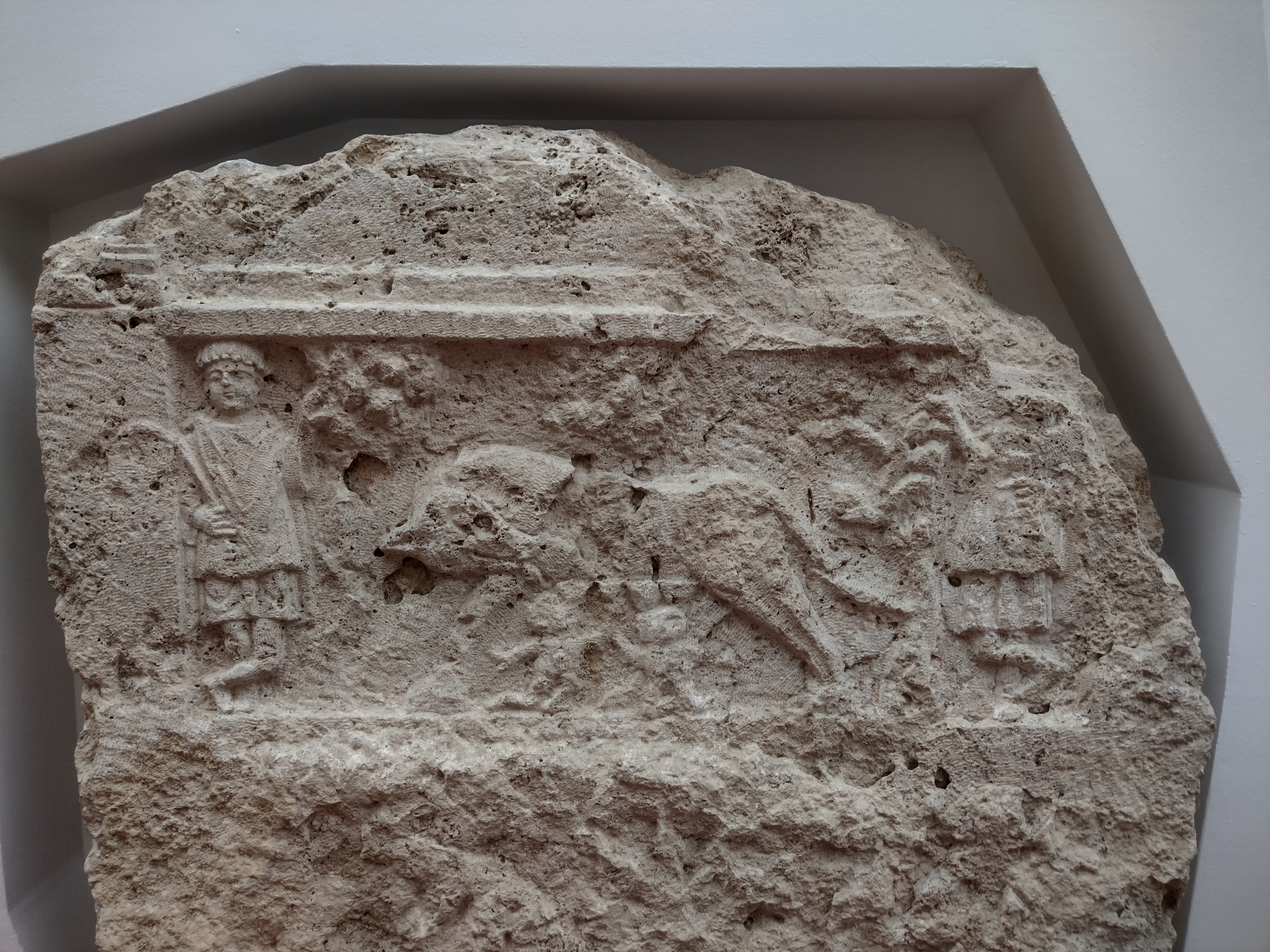
Grabstele mit Relief der Kapitolinischen Wölfin sowie Romulus und Remus, das die Verbindung des Verstorbenen zur Tradition und Kultur Roms betont
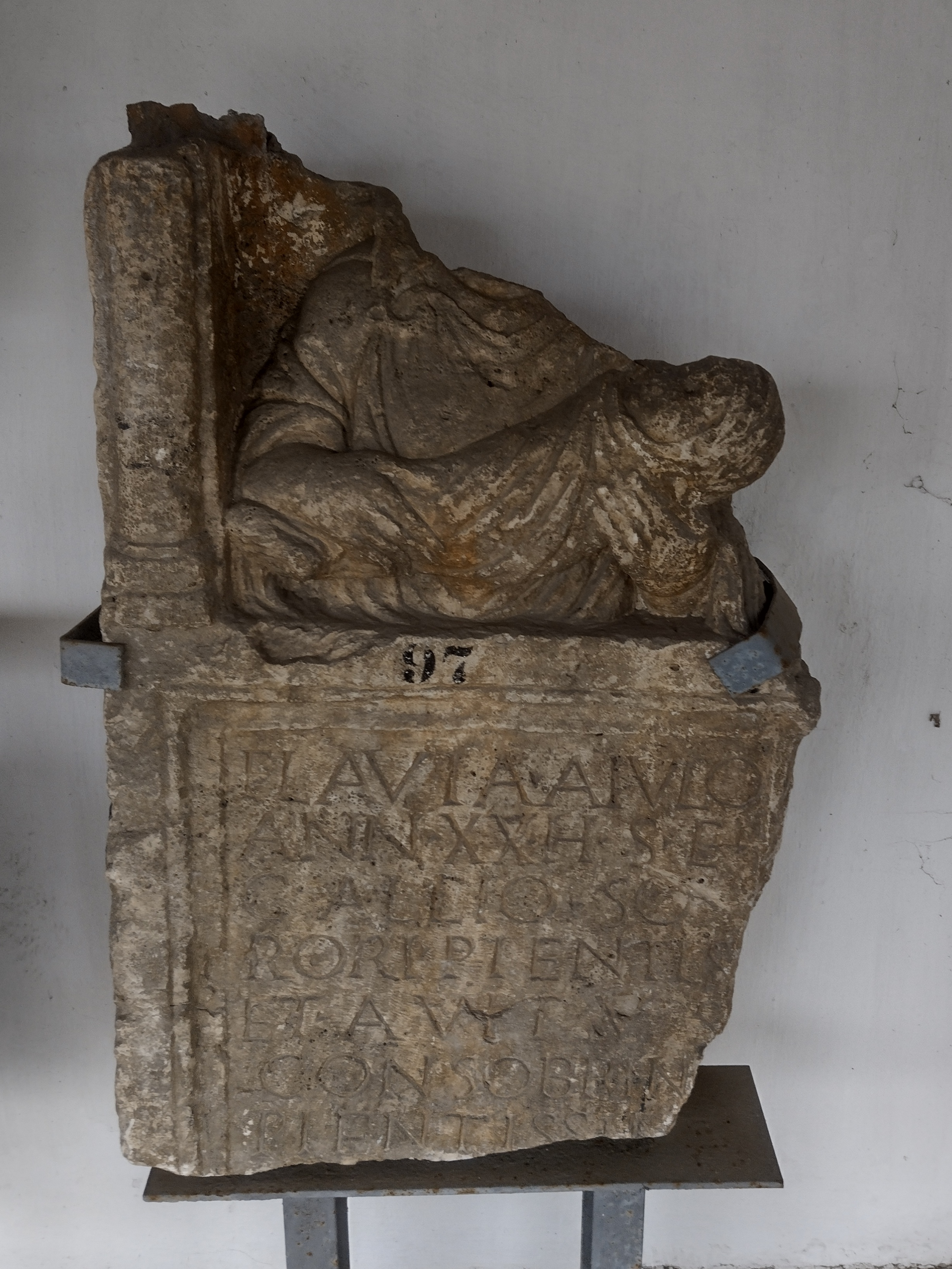
Unvollständiger Grabstein der mit 20 Jahren verstorbenen Flavia Aiulo, die mit ihrem Säugling abgebildet ist
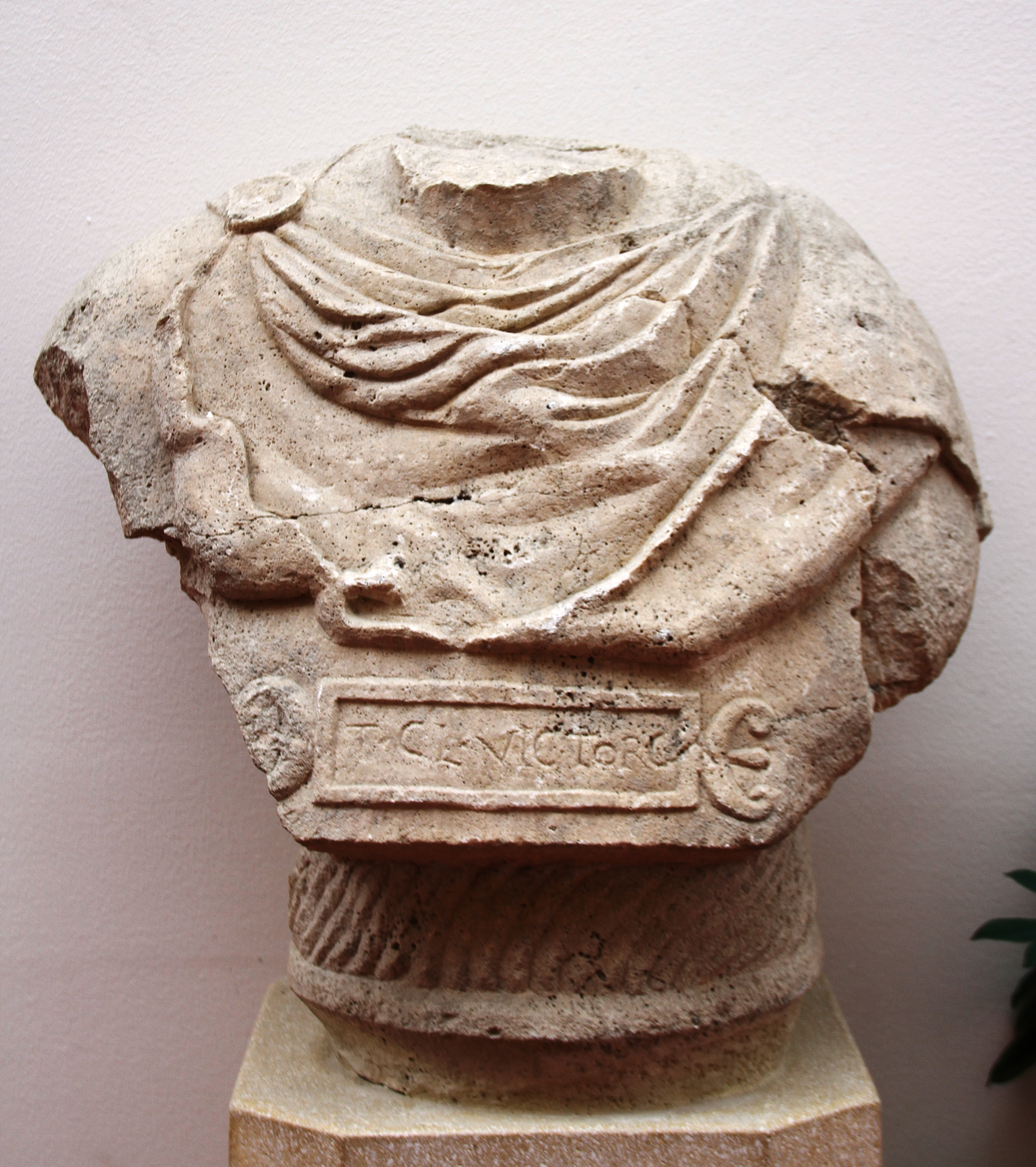
Grabbüste des Titus Claudius Victor, in die eine typisch römische Scheibenfibel sowie (auf dem Foto nicht zu sehen) eine kleine Swastika eingearbeitet ist
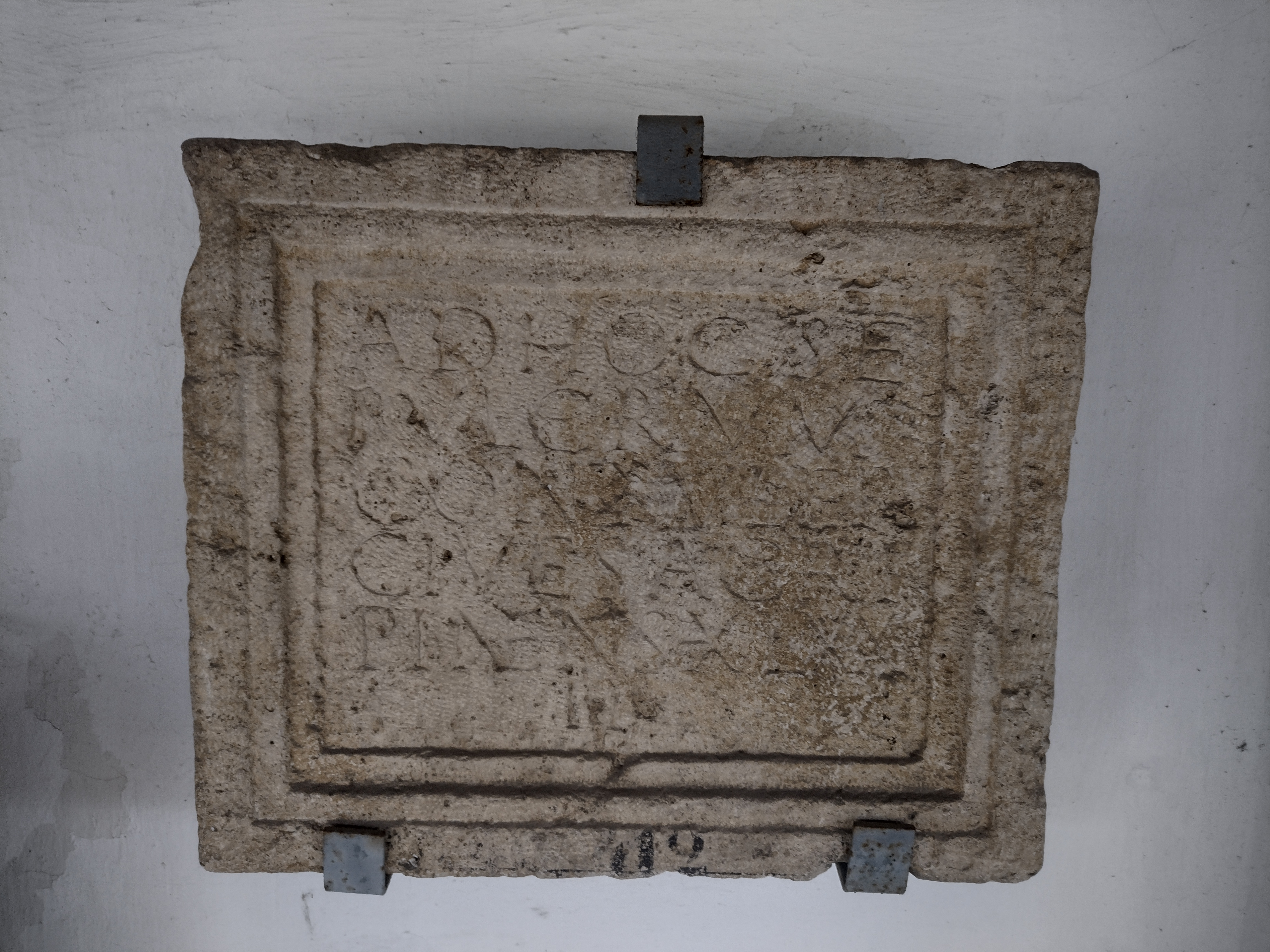
Inschriftentafel von einem größeren Grabmal, die erklärt, dass die Gemeinschaft der Kölner Bürger in Aquincum 72 Denare für die Errichtung des Grabs spendete

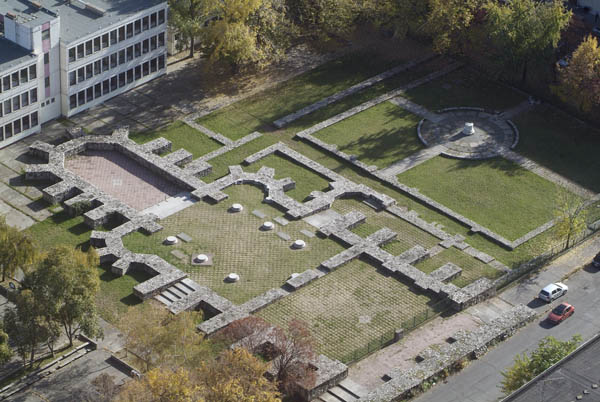
Das mittelalterliche Klarissenkloster von Óbuda, über einer frühchristlichen Kirche im Bereich der antiken canabae errichtet

Im Laufe des 4. Jahrhunderts hatten sich die Nekropolen Stück für Stück in die Bereiche verlagert, in denen sich bis ins späte 3. Jahrhundert die Wohn- und Gewerviertel der canabae befunden hatten. Diese neuen Friedhofsareale blieben weit über 400 hinaus in Benutzung. Einige der Gräber lassen sich durch Beigaben oder die Dekoration als christlich identifizieren, darunter auch eine weitere Grabkapelle. Ebenfalls im Bereich der spätantik-frühmittelalterlichen Gräberfelder entstanden mehrere christliche Basiliken, eine im Südosten der mittlerweile aufgegebenen Zivilstadt und zwei oder drei rund um die spätantike Festung.

### Handel, Handwerk und Landwirtschaft

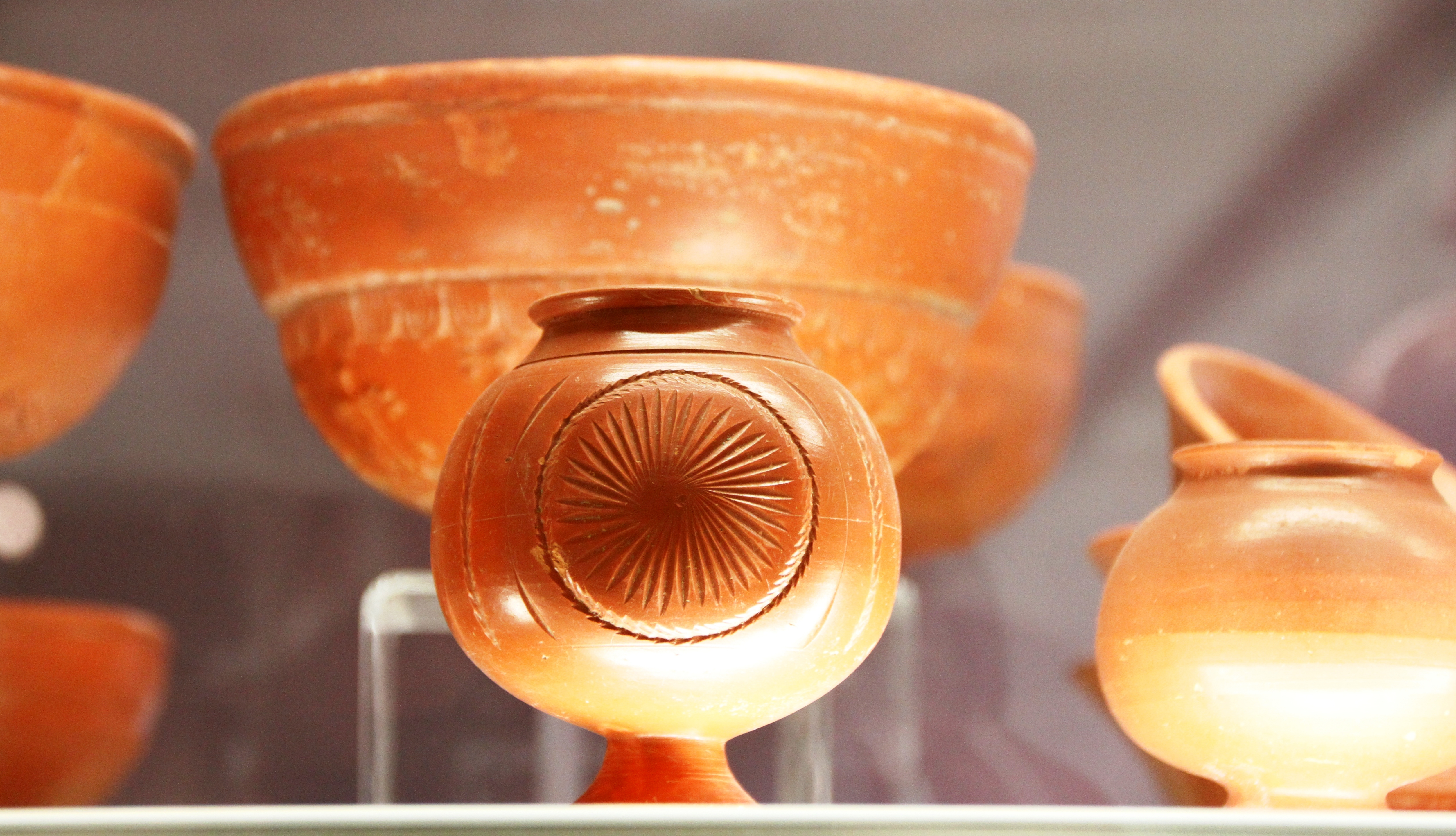
Römische Feinkeramik (hier Terra Sigillata) gehörte zu den wichtigen Handelsgütern der Stadt

Im Umfeld der beiden Stadtkerne von Aquincum entstand eine dichte Siedlungslandschaft. So schloss sich östlich an die Zivilstadt ein großes Industriegebiet an, in dem sich unter anderem die Terra-Sigillata-Manufaktur des Pacatus befand. Für einige Jahrzehnte wurde dort das im ganzen Reich begehrte feine Tafelgeschirr direkt vor Ort hergestellt, bevor der Betrieb im späten 2. Jahrhundert aufgegeben wurde und Importware aus den westlichen Provinzen (vor allem gallische Terra Sigillata) den Markt übernahm. Östlich folgte auf dieses Handwerksareal eine größere Hafenanlage, über die den archäologischen Funden nach zu urteilen ein umfangreicher Fernhandel mit Produkten aus Italien, aber vor allem aus Gallien und den germanischen Provinzen Roms betrieben wurde. Diese waren durch die ostwärts fließende Donau gut an Pannonien angebunden. Auch im Westen und im Süden hatte die Zivilstadt Vorfeld-Bebauung, in der Landwirtschaft, Handwerk und Gaststätten nachgewiesen sind; Gleiches gilt für die Nord- und Südseite der canabae. Neben der Töpferei als wichtigstem nachweisbarem Wirtschaftszweig, der teilweise auch für den Export produzierte, sind in und um Aquincum beispielsweise Ziegeleien, Steinmetzwerkstätten, Glashandwerk, Verarbeitung von Knochen, Leder und anderen tierischen Rohstoffen, Schmuckproduktion, Bronzeguss, die Bauindustrie sowie die Gebäudedekoration (Malerei, Stuckarbeiten, Mosaiken) belegt. Auch ein professionelles Bankgewerbe existierte vor Ort.
Nach Aufgabe des Hilfstruppenlagers von Víziváros, südlich der beiden Stadtkerne gelegen, entstand dort ein Vicus, der wahrscheinlich bis in die Spätantike existierte. Auch die anderen nördlich und südlich anschließenden Kastelle des Donaulimes waren in der Regel von Vici umgeben, in denen Handel und Handwerk betrieben und landwirtschaftliche Güter ausgetauscht wurden. Daneben scheinen auch die keltischen Siedlungen in der Donauebene rund um Aquincum noch bis weit ins 2. Jahrhundert existiert zu haben. In ihnen schritt die Romanisierung langsamer und weniger einheitlich voran als in canabae und Zivilstadt. So zeigt beispielsweise die Keramik dieser Dörfer eine Mischung traditioneller keltisch-eisenzeitlicher Merkmale mit römischen Gefäßtypen und -formen. Einige der dortigen Töpfer übernahmen die aus dem Mittelmeerraum stammende Praxis, die Gefäße mit einem Stempel zu signieren, sodass sie heute namentlich bekannt sind und sich ihre Produktion nachvollziehen lässt.
Das Land zwischen den Städten und Dörfern war in Pannonien wie vielerorts im Römischen Reich von einem dichten Netz aus Landgütern (villae rusticae) durchzogen. Das Hügelland in der direkten Umgebung von Aquincum wurde vor allem für Gartenbau sowie Obst- und Weinanbau genutzt; außerdem sind dort Forstwirtschaft und Steinbrüche bezeugt. Die etwas weiter entfernten flacheren Becken des Umlandes dienten dem Anbau von Getreide und in geringerem Maße auch der Tierhaltung. Die Tiere – hauptsächlich Rinder, Schweine, Ziegen und Schafe – wurden nicht nur als Fleischlieferanten genutzt, sondern auch für andere Rohstoffe (Haut, Knochen, Wolle, Horn, Dünger). Rinder und Pferde dienten außerdem in hohem Maße als Arbeitskräfte, sodass viele Tiere vor ihrer Schlachtung ein hohes Alter erreichten. An Getreidearten dominierten Weizen, Roggen und Hirse; die häufigsten nachweisbaren Gemüsesorten sind Erbse, Linse und Ackerbohne. In römischer Zeit traten im Raum Aquincum der Weinbau und diverse neu importierte Obstsorten (etwa Pflaume, Pfirsich, Aprikose und Nüsse) zu den bereits vorkommenden Sorten wie Kulturapfel, Mandel und Kirscharten. Die vielfach nachgewiesenen Feigen, Oliven und Datteln wurden dagegen nur in geernteter Form aus dem Mittelmeerraum importiert, Schwarzer Holunder und einige andere Pflanzen wurden wild gesammelt. Vermutlich gehörte ein größeres Territorium bis zum Plattensee und zum Donauknie zu Aquincum und wurde von dort aus verwaltet; anhand von Inschriftenfunden lässt sich nachweisen, dass diverse reiche Stadtbewohner in diesem Gebiet eigene Gutshöfe besaßen. Die einheimischen Dörfer in der Region wurden zunehmend von solchen villae verdrängt.

### Donaulimes

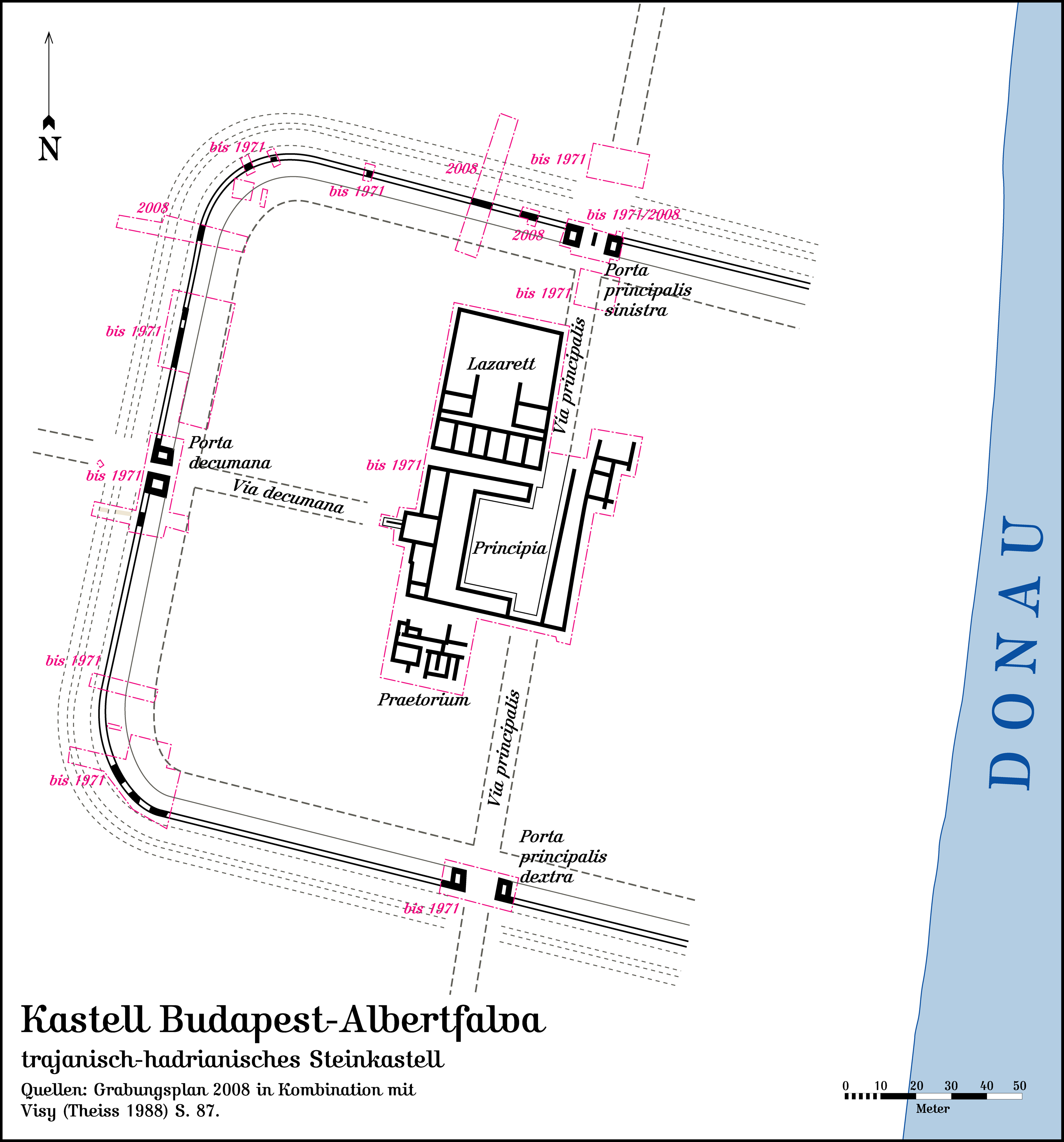
Plan des Hilfstruppenlagers von Budapest-Albertfalva, des südlichen Nachbarlagers von Aquincum

Als Militärstandort war Aquincum eingebunden in das komplexe Grenzsicherungssystem des römischen Donaulimes. Da die Reichsgrenze in diesem Bereich entlang eines Flusses verlief, verzichtete man auf Palisaden oder Mauern, wie sie andernorts die Grenze markierten. An Fluss- wie an Landgrenzen gleich war jedoch das gestaffelte System, bei dem Militärstützpunkte unterschiedlicher Größe in unterschiedlichen Abständen aufeinander folgten und miteinander in ständigem Kontakt standen. Das Legionslager von Aquincum bildete den größten und zentralen Stützpunkt der Region. Flussauf- und abwärts schlossen sich kleinere Lager an, die vielfach von sogenannten Hilfstruppen bemannt waren. Südlich von Aquincum lagen auf dem Stadtgebiet des heutigen Budapest noch zwei weitere Lager, das Kastell Budapest-Albertfalva und das Kastell Campona. Nach Norden war das nächste Hilfstruppenlager das Kastell Szentendre (antiker Name Ulcisia). An alle drei genannten Kastelle schloss sich eine kleine Zivilistensiedlung (Vicus) an.
Ergänzt wurden diese Lager durch Wachtürme und kleinere Festungsanlagen (Burgi), von denen einige auf ein gezieltes Ausbauprogramm unter Kaiser Commodus (regierte 180–192) zurückgehen. Von diesem Programm künden entsprechende (textlich identische) Bauinschriften, denen zufolge man sich damals auf die Uferstellen konzentrierte, die sich besonders zur Flussüberquerung durch „Banditen“ (latrunculi) eigneten. In der Spätantike startete Kaiser Valentinian I. (regierte 364–375) noch einmal ein umfassendes Renovierungsprogramm für große Abschnitte der Reichsgrenze. Auf seine Initiative wird auch die Errichtung einer zweistelligen Zahl von Wachtürmen, befestigten Hafenanlagen und anderen Militärstützpunkten in der Gegend von Aquincum zurückgeführt.

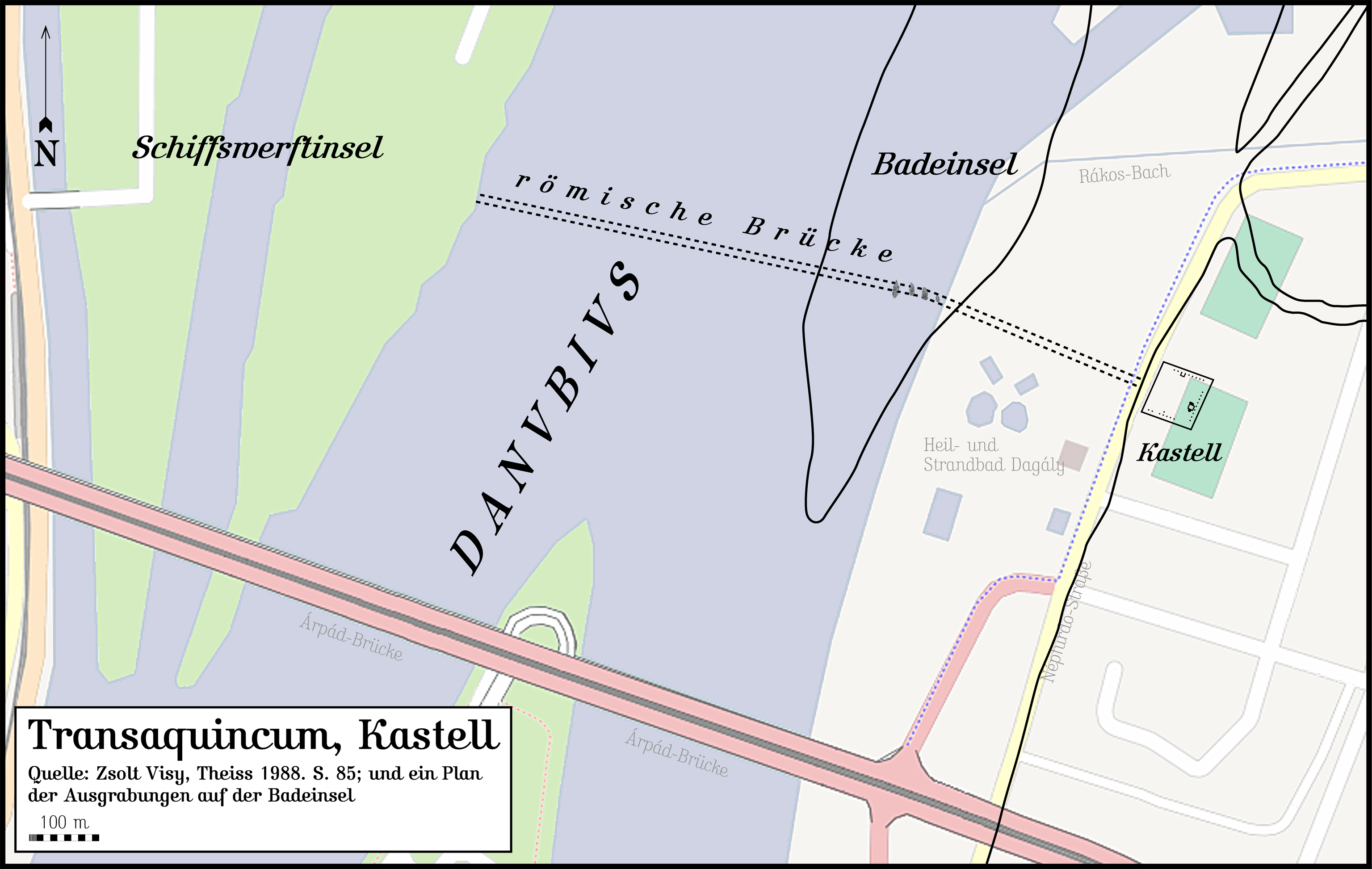
Lage von Transaquincum am östlichen Donauufer

Auch im östlich der Donau gelegenen Gebiet und auf den Donauinseln legten die Römer Wachtürme und andere kleinere Militärstützpunkte an, um das „Barbaricum“ zwar nicht zu besetzen, aber trotzdem kontrollieren zu können. Da im Raum Aquincum zahlreiche Verkehrswege zusammenliefen, entstanden dort auch zwei größere Vorposten jenseits der Donau: Das Kleinkastell, das heute allgemein als Contra Aquincum bezeichnet wird, wurde bei der prähistorischen Furt der Donau im Bereich der späteren mittelalterlichen Altstadt von Pest angelegt; der Transaquincum genannte Stützpunkt entstand etwas nördlich davon im Bereich der antiken Donaubrücke auf Höhe des Legionslagers. Die beiden genannten Namen sind zwar aus antiken Quellen bezeugt, aber ihre Zuordnung zu den Baustrukturen ist nicht gesichert und die entsprechenden Benennungen sind daher eine Konvention der modernen Forschung.

## Nach- und Forschungsgeschichte

### Mittelalterliche Nachnutzung und neuzeitliche Wiederentdeckung

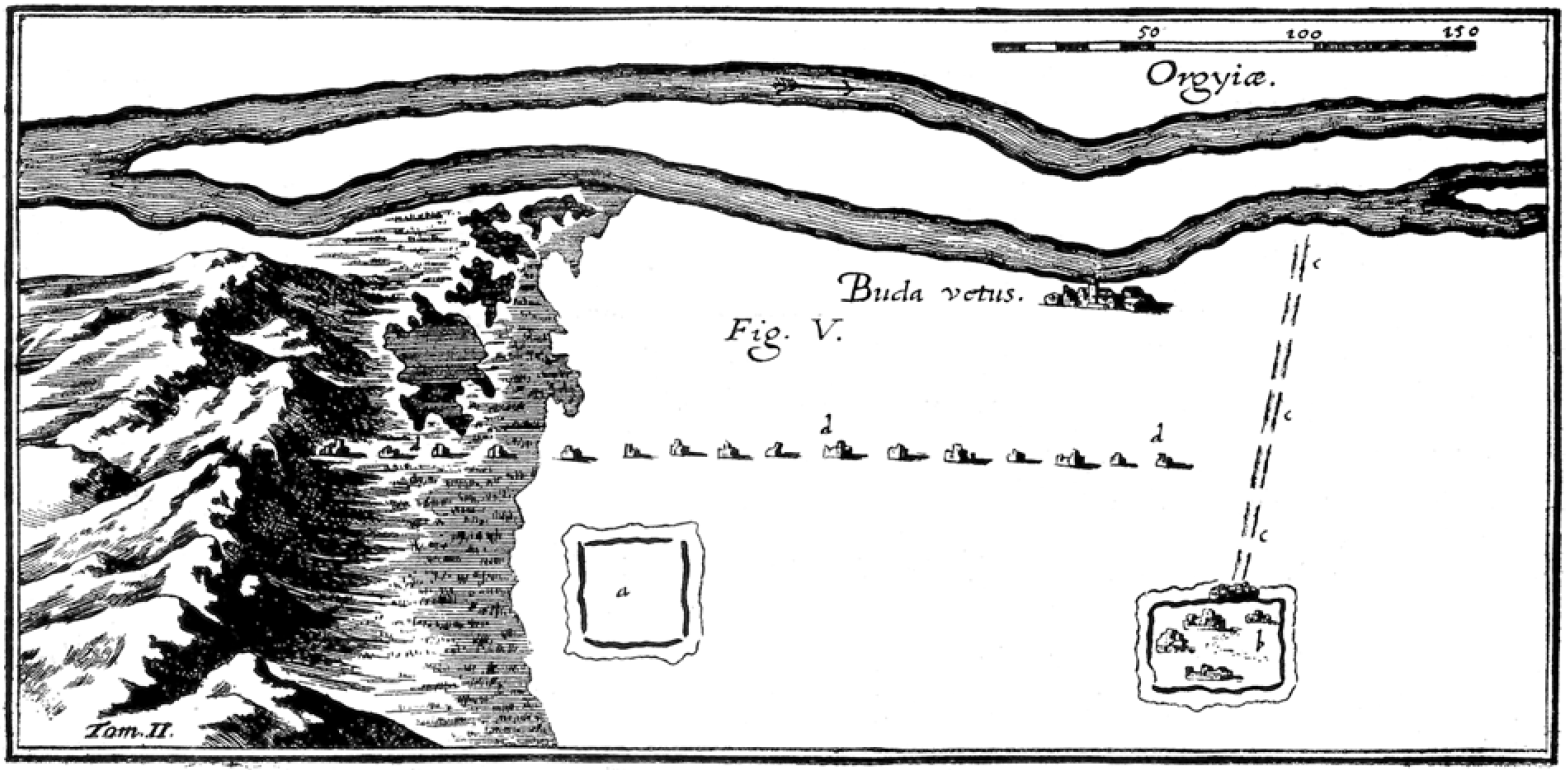
Eine der ältesten Darstellungen Aquincums: Die – wenig akkurate – Karte des Italieners Luigi Ferdinando Marsigli (1658–1730) mit den Hügeln nördlich Aquincums, der Zivilstadt, den Resten des Aquäduktes und dem Legionslager (von links nach rechts)

Bereits ab der Völkerwanderung dienten die Bauwerke des antiken Aquincum in erster Linie als Rohstoffquelle für die nachfolgenden Siedler am selben Ort. Sowohl die awarischen Siedler des Frühmittelalters als auch die Bewohner des hochmittelalterlichen Buda trugen die Gebäude ab und verwendeten das Baumaterial in ihren eigenen Bauten wieder. Viele bedeutendere Anlagen entstanden auch direkt auf den stabilen Grundmauern der römischen Bauwerke Aquincums. Dieses geriet dadurch in Vergessenheit und selbst sein antiker Name wurde erst im 18. Jahrhundert bei ersten archäologischen Untersuchungen „wiederentdeckt“. Dass viele Einzelbauwerke der antiken Stadt aber lange die Landschaft dominierten, obwohl sie nicht mehr mit den Römern in Verbindung gebracht wurden, zeigt die Schilderung der Gesta Hungarorum, die sich auf die Zeit der ungarischen Landnahme um 900 bezieht:

„Am folgenden Tag aber drangen Fürst Árpád und alle seine Vornehmen mit allen Kriegern der Ungarn in die Stadt von König Attila [= Aquincum] ein. Dort sahen sie alle königlichen Paläste – manche bis zu den Grundmauern zerstört, andere nicht – und ihre Bewunderung vor diesen steinernen Gebäuden war grenzenlos.“

Noch in der frühen Neuzeit zeigten verschiedene Stadtansichten und Karten von Óbuda zahlreiche noch sichtbare antike Ruinen in direkter Nachbarschaft der Stadt.

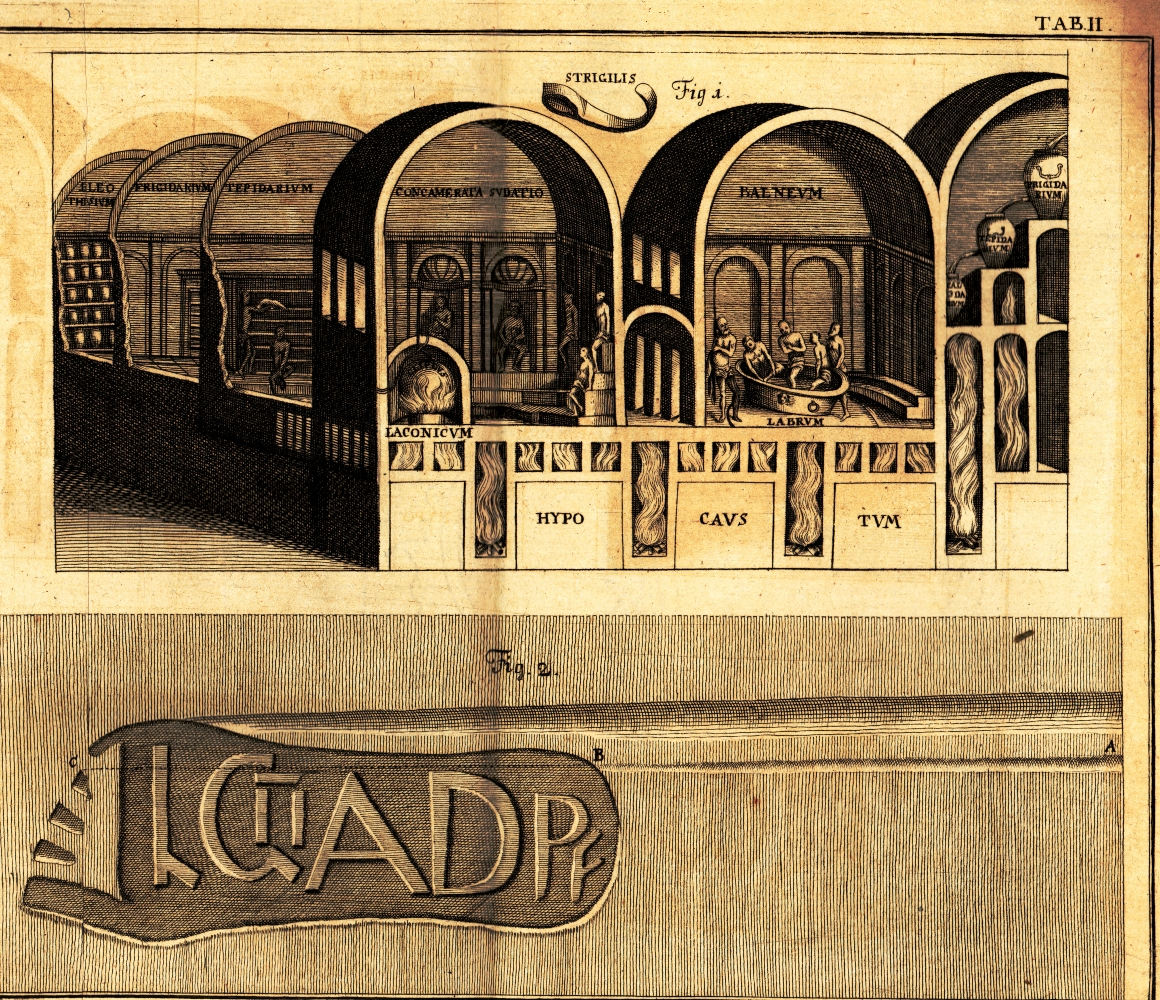
Kupferstich aus der Grabungspublikation von Stephan Schönwisner 1778, oben eine Rekonstruktionszeichnung der Lagerthermen, unten ein Ziegelstempel der Legio II Adiutrix

Ein erstes inhaltliches Interesse am römischen Aquincum datiert in die Zeit der Renaissance, als die Stadt aufgrund einer falsch interpretierten lateinischen Inschrift als „Sicambria“ bezeichnet wurde. Der ungarische König Matthias Corvinus (regierte 1458–1490) legte eine frühe Sammlung antiker Altertümer an, die überwiegend aus Budapest stammten. Die intensivere Erforschung der dortigen römischen Bauten und Fundstücke setzte aber erst im 18. Jahrhundert ein. Ein erster Höhepunkt dieser Aktivitäten war die Ausgrabung der Lagerthermen durch Stephan Schönwiesner im Jahr 1778, die mit einer für damalige Verhältnisse äußerst modernen Publikation dokumentiert wurde und in deren Rahmen auch die Identifikation der Ruinen von Budapest mit dem antiken Aquincum gelang. Seit dieser Zeit folgten Untersuchungen der römischen Überreste in beinahe ununterbrochener Folge, vielfach auch begleitet durch ein reges Interesse der Öffentlichkeit und des habsburgischen Herrscherhauses.

### Zeitalter der wissenschaftlichen Archäologie

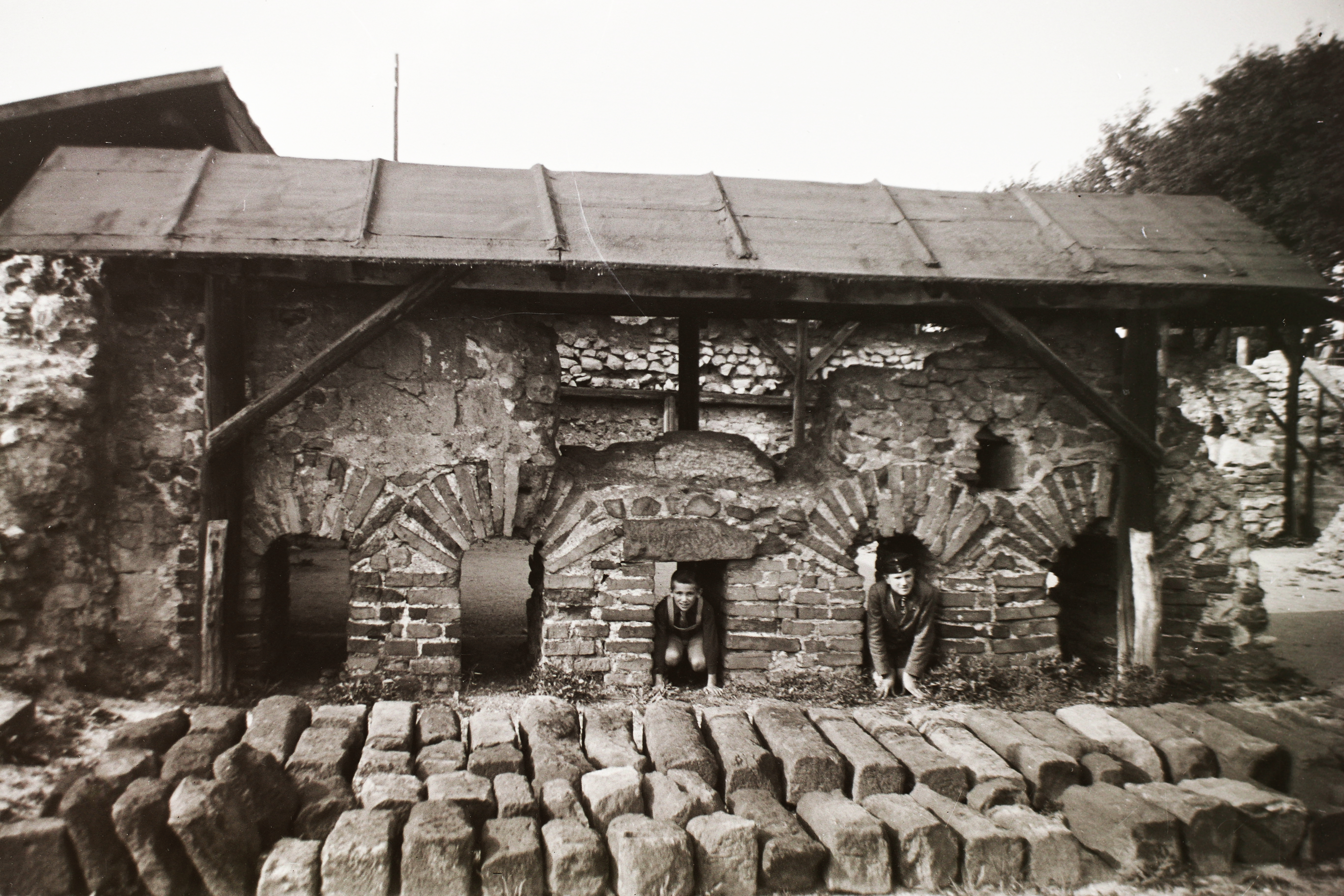
Konservierte Reste einer Thermenanlage von Aquincum im Jahr 1939 mit der zeittypischen Überdachung zum Schutz der Mauern

Durch die seit dem späten 18. Jahrhundert intensiv betriebenen archäologischen Forschungen gehört das antike Aquincum zu den besonders gut erforschten Provinzhauptstädten des Römischen Reiches. Es war die erste Stadt, bei der das vollständige antike Siedlungsmuster nachvollzogen und erforscht werden konnte. Einige größere Gebäude standen im 19. Jahrhundert noch mehrere Meter hoch, so der Statthalterpalast und das Kastell Transaquincum, das bei der Ungarischen Revolution von 1848 noch den Aufständischen als Festung diente. Viele bis in die Neuzeit aufrecht stehende Bauten fielen erst im 19. Jahrhundert der Expansion des modernen Budapest zum Opfer. Dies führte 1878 zur Verabschiedung eines frühen Denkmalschutzgesetzes durch den Budapester Stadtrat und 1894 zur Gründung des Aquincum Museum, das sich trotz der schwierigen wirtschaftlichen und politischen Verhältnisse durch das 20. Jahrhundert hielt und sich bis heute der Erforschung Aquincums widmet.
Die ersten Überblickswerke zu den antiken Ruinen von Aquincum publizierten Luigi Ferdinando Marsigli (1726) und Sándor Németh (1823). Ihnen folgend waren zahlreiche bedeutende ungarische Archäologen vor Ort tätig und befassten sich mit dem Fundplatz. Im späten 19. und frühen 20. Jahrhundert waren es vor allem Flóris Rómer, József Hampel, Károly Torma und Bálint Kuzsinszky, die angesichts der voranschreitenden Gefährdung der Ruinen Ausgrabungen initiierten. Diese konzentrierten sich auf die Zivilstadt und ihre Umgebung, da die Militärstadt noch stark durch die mittelalterliche und frühneuzeitliche Stadtanlage von Óbuda überprägt war. Die freigelegten Ruinen wurden oft konserviert und die Bauten im Zentrum der römischen Zivilstadt in einen archäologischen Park umgewandelt, der zum Aquincum Museum gehörte. Erste Zusammenfassungen der Grabungsergebnisse erschienen 1934 mit Kuzsinszkys Aquincum. Ausgrabungen und Funde und 1942 mit dem Handbuch Budapest az ókorban („Budapest in der Antike“). Für die letztgenannte Publikation zeichneten mit Andreas Alföldi, Lajos Nagy und Tibor Nagy drei wichtige Vertreter einer jüngeren Forschergeneration verantwortlich. Mit ihnen wandte sich das Forschungsinteresse auch verstärkt den Gebieten abseits der Zivilstadt zu. Dies führte in den 1950er Jahren zu der Ausgrabung des Statthalterpalastes durch János Szilágyi. Davon abgesehen konzentrierte sich die Strategie des Aquincum Museums nach dem Zweiten Weltkrieg weitgehend auf die bereits ausgegrabenen Bauten, die vor dem Verfall geschützt und deren antike Geschichte durch sorgfältige Nachgrabungen differenzierter erforscht werden sollte. Daraus entstand ab 1959 ein Masterplan zur Konservierung und Erschließung der Zivilstadt, der auch zu ersten Nachuntersuchungen einzelner Bauten führte (etwa durch Klára Póczy am Macellum). Diese Aktivitäten mussten jedoch gestoppt werden, als 1973 mit der Errichtung eines Autobahnkreuzes und zahlreicher moderner Wohnblocks auf dem Areal der antiken canabae und des Legionslagers begonnen wurde und die Stadtarchäologie ihre Kapazitäten auf diese Areale konzentrieren musste. Dafür war es in den Jahren bis 1986 nun erstmalig möglich, diese beiden Teile des antiken Aquincum großflächig nach modernen Standards zu untersuchen und die Struktur und Entwicklung dieser Siedlungsgebiete im Altertum nachzuvollziehen. Zudem ließen es die Baupläne zu, die Grundmauern im Wesentlichen zu erhalten.

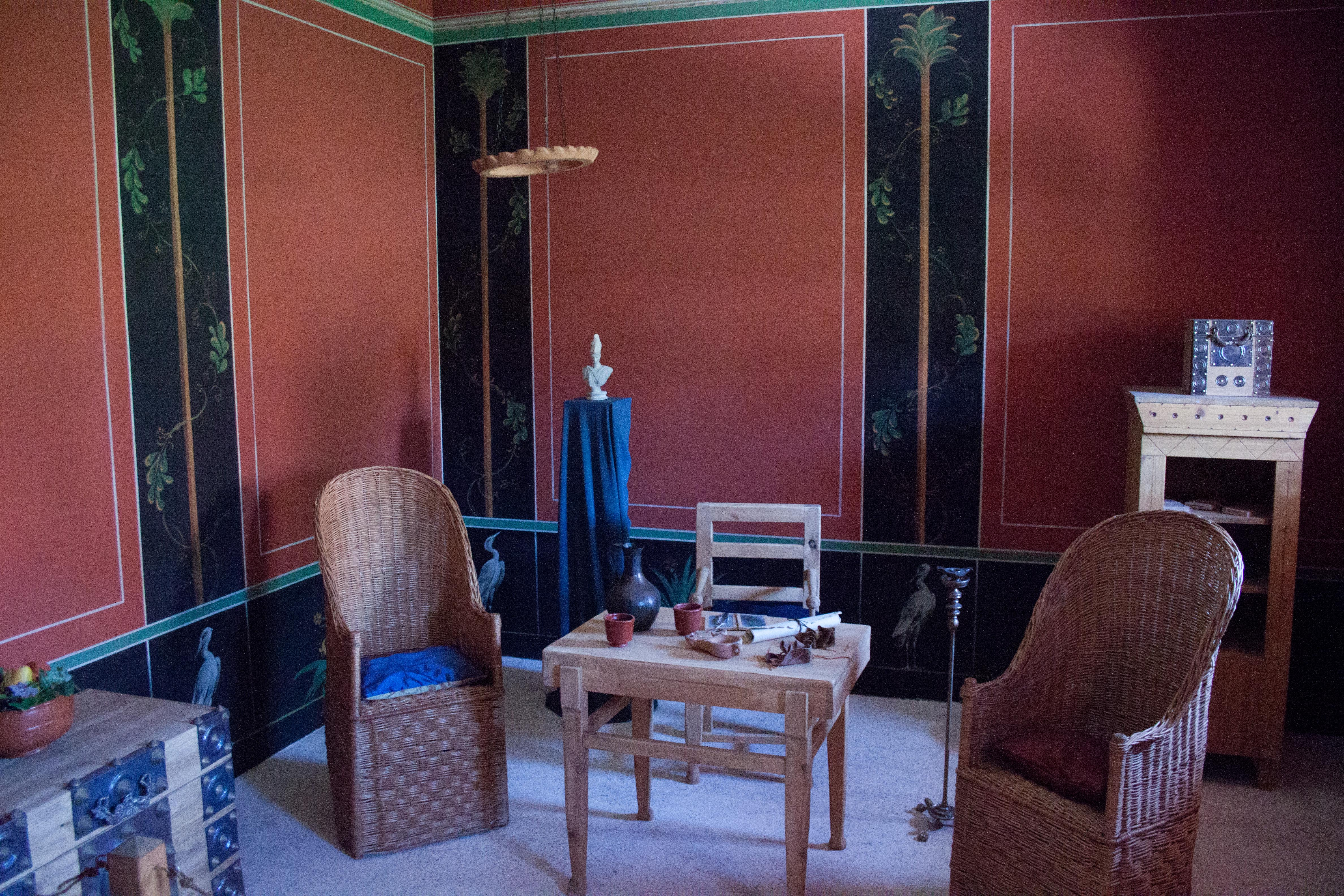
Innenraum des rekonstruierten „Hauses des Malers“ im Aquincum Museum

Neben dem archäologischen Park beim Aquincum Museum sind mittlerweile mehrere antike Strukturen an unterschiedlichen Stellen im Stadtareal von Budapest konserviert und wurden teilweise frei zugänglich gemacht, teilweise als Museum eingerichtet. Neben den kontinuierlich stattfindenden Rettungsgrabungen, die stets vor Baumaßnahmen im Areal des antiken Aquincum durchgeführt werden, lag der Schwerpunkt in den Jahren um 2000 auf dem Ausbau des Aquincum Museums, für das ein Besucherzentrum, ein neues Museumsgebäude und unterschiedliche Arbeitsgebäude eingerichtet wurden. Als Ergebnis von mehr als 10.000 wissenschaftlich begleiteten Ausgrabungen seit 1894 umfasste das Museum, das mittlerweile eine Außenstelle des Historischen Museums Budapest ist, im Jahr 2008 über eine Million Exponate.